# Celebrità della Hollywood Walk of Fame
Quello che segue è un elenco delle posizioni delle stelle sulla Hollywood Walk of Fame. L'elenco non include il nome di una stella fino alla effettiva cerimonia di premiazione (in più occasioni e per varie ragioni le stelle sono state ritirate prima della cerimonia stessa). L'elenco dovrebbe essere coerente con l'elenco sul sito Web Hollywood Walk of Fame gestito dalla Camera di commercio di Hollywood (vedere la sezione Collegamenti esterni in fondo alla pagina). Le stelle sono ordinate alfabeticamente per cognome.
Al 16 aprile 2025 vi sono 2808 stelle.

## A
| Nome                         | Categoria                         | Indirizzo                         |
| ---------------------------- | --------------------------------- | --------------------------------- |
| Bud Abbott                   | Cinema                            | 1611 Vine Street                  |
| Bud Abbott                   | Radio                             | 6333 Hollywood Blvd.              |
| Bud Abbott                   | Televisione                       | 6740 Hollywood Blvd.              |
| Paula Abdul                  | Musica                            | 7021 Hollywood Blvd.              |
| Harry Ackerman               | Televisione                       | 6661 Hollywood Blvd.              |
| Art Acord                    | Cinema                            | 1709 Vine Street                  |
| Roy Acuff                    | Musica                            | 1541 Vine Street                  |
| Bryan Adams                  | Musica                            | 6752 Hollywood Blvd.              |
| Amy Adams                    | Cinema                            | 6280 Hollywood Blvd.              |
| Lou Adler                    | Musica                            | 6901 Hollywood Blvd.              |
| Stella Adler                 | Teatro                            | 6777 Hollywood Blvd.              |
| Renée Adorée                 | Cinema                            | 1601 Vine Street                  |
| Afrojack                     | Musica                            | 6925 Hollywood Blvd.              |
| Antonio Aguilar              | Musica                            | 7060 Hollywood Blvd.              |
| Pepe Aguilar                 | Musica                            | 7060 Hollywood Blvd.              |
| Christina Aguilera           | Musica                            | 6901 Hollywood Blvd.              |
| Brian Aherne                 | Televisione                       | 1752 Vine Street                  |
| Philip Ahn                   | Cinema                            | 211 Hollywood Blvd.               |
| Alabama                      | Musica                            | 7060 Hollywood Blvd.              |
| Licia Albanese               | Musica                            | 6671 Hollywood Blvd.              |
| Eddie Albert                 | Televisione                       | 6441 Hollywood Blvd.              |
| Frank Albertson              | Cinema                            | 6754 Hollywood Blvd.              |
| Jack Albertson               | Televisione                       | 6253 Hollywood Blvd.              |
| Buzz Aldrin                  | Televisione                       | Hollywood & Vine St.              |
| Ben Alexander                | Televisione                       | 6433 Hollywood Blvd.              |
| Muhammad Ali                 | Teatro                            | 6801 Hollywood Blvd.              |
| Byron Allen                  | Televisione                       | 1749 Vine Street                  |
| Debbie Allen                 | Televisione                       | 6908 Hollywood Blvd.              |
| Fred Allen                   | Radio                             | 6709 ½ Hollywood Blvd.            |
| Fred Allen                   | Televisione                       | 7021 Hollywood Blvd.              |
| Gracie Allen                 | Televisione                       | 6672 Hollywood Blvd.              |
| Rex Allen                    | Cinema                            | 6821 Hollywood Blvd.              |
| Steve Allen                  | Televisione                       | 1720 Vine Street                  |
| Steve Allen                  | Radio                             | 1537 Vine Street                  |
| Tim Allen                    | Televisione                       | 6834 Hollywood Blvd.              |
| Kirstie Alley                | Cinema                            | 7000 Hollywood Blvd.              |
| Fran Allison                 | Televisione                       | 6757 Hollywood Blvd.              |
| June Allyson                 | Cinema                            | 1537 Vine Street                  |
| Herb Alpert                  | Musica                            | 6929 Hollywood Blvd.              |
| Don Alvarado                 | Cinema                            | 6504 Hollywood Blvd.              |
| Alvin and the Chipmunks      | Televisione                       | 6600 Hollywood Blvd               |
| Don Ameche                   | Televisione                       | 6101 Hollywood Blvd.              |
| Don Ameche                   | Radio                             | 6313 Hollywood Blvd.              |
| Adrienne Ames                | Cinema                            | 1612 Vine Street                  |
| America                      | Musica                            | 6752 Hollywood Blvd.              |
| Kim Amidon & Mark Wallengren | vedi Mark Wallengren & Kim Amidon | vedi Mark Wallengren & Kim Amidon |
| Morey Amsterdam              | Radio                             | 6850 Hollywood Blvd.              |
| Anthony Anderson             | Televisione                       | 6780 Hollywood Blvd.              |
| Broncho Billy Anderson       | Cinema                            | 1651 Vine Street                  |
| Eddie "Rochester" Anderson   | Radio                             | 6513 Hollywood Blvd.              |
| Gillian Anderson             | Televisione                       | 6508 Hollywood Blvd.              |

| Nome                        | Categoria                        | Indirizzo                        |
| --------------------------- | -------------------------------- | -------------------------------- |
| Leroy Anderson              | Musica                           | 1620 Vine Street                 |
| Marian Anderson             | Musica                           | 6262 Hollywood Blvd.             |
| Mary Anderson               | Cinema                           | 1645 Vine Street                 |
| Julie Andrews               | Cinema                           | 6901 Hollywood Blvd.             |
| The Andrews Sisters         | Musica                           | 6834 Hollywood Blvd.             |
| Criss Angel                 | Teatro                           | 7018 Hollywood Blvd.             |
| Heather Angel               | Cinema                           | 6301 Hollywood Blvd.             |
| Jennifer Aniston            | Cinema                           | 6270 Hollywood Blvd.             |
| Paul Anka                   | Musica                           | 6840 Hollywood Blvd.             |
| Ann-Margret                 | Cinema                           | 6501 Hollywood Blvd.             |
| Michael Ansara              | Televisione                      | 6666 Hollywood Blvd.             |
| Marc Anthony                | Musica                           | 6284 Hollywood Blvd.             |
| Ray Anthony                 | Musica                           | 1751 Vine Street                 |
| Christina Applegate         | Televisione                      | 7007 Hollywood Blvd.             |
| Roscoe Arbuckle             | Cinema                           | 6701 Hollywood Blvd.             |
| Army Archerd                | Televisione                      | 6927 Hollywood Blvd.             |
| Eve Arden                   | Televisione                      | 6714 Hollywood Blvd.             |
| Eve Arden                   | Radio                            | 6329 Hollywood Blvd.             |
| Alan Arkin                  | Cinema                           | 6914 Hollywood Blvd.             |
| Samuel Z. Arkoff            | Cinema                           | 7046 Hollywood Blvd.             |
| Richard Arlen               | Cinema                           | 6755 Hollywood Blvd.             |
| George Arliss               | Cinema                           | 6648 ½ Hollywood Blvd.           |
| Louis Armstrong             | Musica                           | 7601 Hollywood Blvd.             |
| Neil Armstrong              | Televisione                      | Hollywood & Vine                 |
| Desi Arnaz                  | Cinema                           | 6325 ½ Hollywood Blvd.           |
| Desi Arnaz                  | Televisione                      | 6254 Hollywood Blvd.             |
| James Arness                | Televisione                      | 1751 Vine Street                 |
| Eddy Arnold                 | Radio                            | 6775 Hollywood Blvd.             |
| Edward Arnold               | Cinema                           | 6225 Hollywood Blvd.             |
| Cliff Arquette              | Radio                            | 6720 Hollywood Blvd.             |
| Jean Arthur                 | Cinema                           | 6333 Hollywood Blvd.             |
| Robert Arthur & Ken Minyard | Vedi Ken Minyard & Robert Arthur | Vedi Ken Minyard & Robert Arthur |
| Dorothy Arzner              | Cinema                           | 1500 N. Vine Street              |
| Ashanti                     | Musica                           | 7060 Hollywood Blvd.             |
| Edward Asner                | Televisione                      | 6363 Hollywood Blvd.             |
| Fred Astaire                | Cinema                           | 6756 Hollywood Blvd.             |
| Nils Asther                 | Cinema                           | 6705 Hollywood Blvd.             |
| Mary Astor                  | Cinema                           | 6701 Hollywood Blvd.             |
| Gene Austin                 | Musica                           | 6332 Hollywood Blvd.             |
| Gene Autry                  | Cinema                           | 6644 Hollywood Blvd.             |
| Gene Autry                  | Radio                            | 6520 Hollywood Blvd.             |
| Gene Autry                  | Musica                           | 6384 Hollywood Blvd.             |
| Gene Autry                  | Televisione                      | 6667 Hollywood Blvd.             |
| Gene Autry                  | Teatro                           | 7000 Hollywood Blvd.             |
| Clarence Avant              | Musica                           | 6363 Hollywood Blvd.             |
| Dan Avey                    | Radio                            | 6834 Hollywood Blvd.             |
| Agnes Ayres                 | Cinema                           | 6504 Hollywood Blvd.             |
| Lew Ayres                   | Cinema                           | 6385 Hollywood Blvd.             |
| Lew Ayres                   | Radio                            | 1724 Vine Street                 |
| Charles Aznavour            | Teatro                           | 6225 Hollywood Blvd.             |

## B
| Nome                      | Categoria                      | Indirizzo                      |
| ------------------------- | ------------------------------ | ------------------------------ |
| Lauren Bacall             | Cinema                         | 1724 Vine Street               |
| Backstreet Boys           | Musica                         | 7072 Hollywood Blvd.           |
| Jim Backus                | Televisione                    | 1735 Vine Street               |
| James Bacon               | Cinema                         | 1637 Vine Street               |
| Kevin Bacon               | Cinema                         | 6356 Hollywood Blvd.           |
| Lloyd Bacon               | Cinema                         | 7011 Hollywood Blvd.           |
| King Baggot               | Cinema                         | 6312 Hollywood Blvd.           |
| Jack Bailey               | Radio                          | 1708 Vine Street               |
| Jack Bailey               | Televisione                    | 6411 Hollywood Blvd.           |
| Pearl Bailey              | Musica                         | 7080 Hollywood Blvd.           |
| Barbara Bain              | Televisione                    | 6767 Hollywood Blvd.           |
| Fay Bainter               | Cinema                         | 7021 Hollywood Blvd.           |
| Anita Baker               | Musica                         | 7021 Hollywood Blvd.           |
| Art Baker                 | Radio                          | 6509 Hollywood Blvd.           |
| Carroll Baker             | Cinema                         | 1725 Vine Street               |
| Kenny Baker               | Radio                          | 6329 Hollywood Blvd.           |
| Phil Baker                | Radio                          | 6247 Hollywood Blvd.           |
| Simon Baker               | Televisione                    | 6352 Hollywood Blvd.           |
| Alec Baldwin              | Televisione                    | 6352 Hollywood Blvd.           |
| Lucille Ball              | Cinema                         | 6436 Hollywood Blvd.           |
| Lucille Ball              | Televisione                    | 6100 Hollywood Blvd.           |
| Glen Ballard              | Musica                         | 6253 Hollywood Blvd.           |
| Anne Bancroft             | Cinema                         | 6368 Hollywood Blvd.           |
| Antonio Banderas          | Cinema                         | 6801 Hollywood Blvd.           |
| Tallulah Bankhead         | Cinema                         | 6141 Hollywood Blvd.           |
| Vilma Bánky               | Cinema                         | 7021 Hollywood Blvd.           |
| Theda Bara                | Cinema                         | 6307 Hollywood Blvd.           |
| Lynn Bari                 | Cinema                         | 6116 Hollywood Blvd.           |
| Lynn Bari                 | Televisione                    | 6323 Hollywood Blvd.           |
| Javier Bardem             | Cinema                         | 6834 Hollywood Blvd.           |
| Bob Barker                | Televisione                    | 6714 Hollywood Blvd.           |
| Roger Barkley & Al Lohman | vedi Al Lohman & Roger Barkley | vedi Al Lohman & Roger Barkley |
| Binnie Barnes             | Cinema                         | 1501 Vine Street               |
| Roseanne Barr             | Televisione                    | 6767 Hollywood Blvd.           |
| Pepe Barreto              | Televisione                    | 6536 Hollywood Blvd.           |
| Mona Barrie               | Cinema                         | 6140 Hollywood Blvd.           |
| Wendy Barrie              | Cinema                         | 1708 Vine Street               |
| Bessie Barriscale         | Cinema                         | 6652 Hollywood Blvd.           |
| Blue Barron               | Musica                         | 1724 Vine Street               |
| Gene Barry                | Teatro                         | 6555 Hollywood Blvd.           |
| Drew Barrymore            | Cinema                         | 6925 Hollywood Blvd.           |
| Ethel Barrymore           | Cinema                         | 7001 Hollywood Blvd.           |
| John Barrymore            | Cinema                         | 6667 Hollywood Blvd.           |
| John Drew Barrymore       | Televisione                    | 7004 Hollywood Blvd.           |
| Lionel Barrymore          | Cinema                         | 1724 Vine Street               |
| Lionel Barrymore          | Radio                          | 1651 Vine Street               |
| Richard Barthelmess       | Cinema                         | 6755 Hollywood Blvd.           |
| Freddie Bartholomew       | Cinema                         | 6663 Hollywood Blvd.           |
| Billy Barty               | Televisione                    | 6922 Hollywood Blvd.           |
| Richard Basehart          | Cinema                         | 6276 Hollywood Blvd.           |
| Count Basie               | Musica                         | 6508 Hollywood Blvd.           |
| Kim Basinger              | Cinema                         | 7021 Hollywood Blvd.           |
| Lina Basquette            | Cinema                         | 1529 Vine Street               |
| Angela Bassett            | Cinema                         | 7000 Hollywood Blvd.           |
| Jason Bateman             | Cinema                         | 6533 Hollywood Blvd.           |
| Kathy Bates               | Cinema                         | 6927 Hollywood Blvd.           |
| Batman                    | Cinema                         | 6764 Hollywood Blvd.           |
| Anne Baxter               | Cinema                         | 6741 Hollywood Blvd.           |
| Frank C. Baxter           | Televisione                    | 6717 Hollywood Blvd.           |
| Les Baxter                | Musica                         | 6314 Hollywood Blvd.           |
| Warner Baxter             | Cinema                         | 6284 Hollywood Blvd.           |
| Beverly Bayne             | Cinema                         | 1752 Vine Street               |
| The Beach Boys            | Musica                         | 1500 Vine Street               |
| The Beatles               | Musica                         | 7080 Hollywood Blvd.           |
| William Beaudine          | Cinema                         | 1777 Vine Street               |
| Bee Gees                  | Musica                         | 6845 Hollywood Blvd.           |
| Noah Beery Jr.            | Televisione                    | 7047 Hollywood Blvd.           |
| Wallace Beery             | Cinema                         | 7001 Hollywood Blvd.           |
| Brian Beirne              | Radio                          | 6777 Hollywood Blvd.           |
| Harry Belafonte           | Musica                         | 6721 Hollywood Blvd.           |
| Madge Bellamy             | Cinema                         | 6517 Hollywood Blvd.           |
| Giacomo Bellemo           | Cinema                         | 6542 Hollywood Blvd.           |
| Donald P. Bellisario      | Televisione                    | 7080 Hollywood Blvd.           |
| John Belushi              | Cinema                         | 6355 Hollywood Blvd.           |
| Bea Benaderet             | Televisione                    | 1611 Vine Street               |
| Robert Benchley           | Cinema                         | 1724 Vine Street               |
| William Bendix            | Radio                          | 1638 Vine Street               |
| William Bendix            | Televisione                    | 6251 Hollywood Blvd.           |
| Tex Beneke                | Musica                         | 6200 Hollywood Blvd.           |
| Annette Bening            | Cinema                         | 6927 Hollywood Blvd.           |
| Belle Bennett             | Cinema                         | 1511 Vine Street               |
| Constance Bennett         | Cinema                         | 6250 Hollywood Blvd.           |
| Joan Bennett              | Cinema                         | 6300 Hollywood Blvd.           |
| Tony Bennett              | Musica                         | 1560 Vine Street               |
| Jack Benny                | Cinema                         | 6650 Hollywood Blvd.           |
| Jack Benny                | Radio                          | 1505 Vine Street               |
| Jack Benny                | Televisione                    | 6370 Hollywood Blvd.           |
| George Benson             | Musica                         | 7055 Hollywood Blvd.           |
| John Beradino             | Televisione                    | 6801 Hollywood Blvd.           |
| Edgar Bergen              | Televisione                    | 6425 Hollywood Blvd.           |
| Edgar Bergen              | Cinema                         | 6766 Hollywood Blvd.           |
| Edgar Bergen              | Radio                          | 6801 Hollywood Blvd.           |
| Ingrid Bergman            | Cinema                         | 6759 Hollywood Blvd.           |
| Greg Berlanti             | Televisione                    | 6420 Hollywood Blvd.           |
| Milton Berle              | Radio                          | 6771 Hollywood Blvd.           |
| Milton Berle              | Televisione                    | 6263 Hollywood Blvd.           |
| Irving Berlin             | Musica                         | 7095 Hollywood Blvd.           |
| Chris Berman              | Televisione                    | 6259 Hollywood Blvd.           |
| Ernani Bernardi           | Musica                         | 7072 Hollywood Blvd.           |
| Sarah Bernhardt           | Teatro                         | 1751 Vine Street               |
| Ben Bernie                | Radio                          | 6280 Hollywood Blvd.           |
| Elmer Bernstein           | Cinema                         | 7083 Hollywood Blvd.           |
| Leonard Bernstein         | Musica                         | 6200 Hollywood Blvd.           |
| Chuck Berry               | Musica                         | 1777 N. Vine Street            |
| Halle Berry               | Cinema                         | 6801 Hollywood Blvd.           |
| Valerie Bertinelli        | Televisione                    | 6912 Hollywood Blvd.           |
| Bernardo Bertolucci       | Cinema                         | 6901 Hollywood Blvd.           |
| Edna Best                 | Cinema                         | 6124 Hollywood Blvd.           |
| Charles Bickford          | Televisione                    | 1620 Vine Street               |
| Charles Bickford          | Cinema                         | 6780 Hollywood Blvd.           |
| Big Bird                  | Televisione                    | 7021 Hollywood Blvd.           |
| Kurt Alexander "Big Boy"  | Radio                          | 6212 Hollywood Blvd.           |
| E. Power Biggs            | Musica                         | 6522 Hollywood Blvd.           |
| Theodore Bikel            | Teatro                         | 6233 Hollywood Blvd.           |
| Rodney Bingenheimer       | Radio                          | 7021 Hollywood Blvd.           |
| Constance Binney          | Cinema                         | 6301 Hollywood Blvd.           |
| Clint Black               | Musica                         | 7080 Hollywood Blvd.           |
| Jack Black                | Cinema                         | 6441 Hollywood Blvd.           |
| Sidney Blackmer           | Cinema                         | 1625 Vine Street               |
| Carlyle Blackwell         | Cinema                         | 6340 Hollywood Blvd.           |
| Mel Blanc                 | Radio                          | 6385 Hollywood Blvd.           |

| Nome                | Categoria   | Indirizzo.           |
| ------------------- | ----------- | -------------------- |
| Cate Blanchett      | Cinema      | 6712 Hollywood Blvd. |
| Richard Blade       | Radio       | 1725 Vine Street     |
| Mary J. Blige       | Musica      | 6201 Hollywood Blvd. |
| Joan Blondell       | Cinema      | 6311 Hollywood Blvd. |
| Orlando Bloom       | Cinema      | 6927 Hollywood Blvd. |
| Monte Blue          | Cinema      | 6290 Hollywood Blvd. |
| Ann Blyth           | Cinema      | 6733 Hollywood Blvd. |
| Betty Blythe        | Cinema      | 1708 Vine Street     |
| Eleanor Boardman    | Cinema      | 6928 Hollywood Blvd. |
| Andrea Bocelli      | Musica      | 7000 Hollywood Blvd. |
| Humphrey Bogart     | Cinema      | 6322 Hollywood Blvd. |
| Mary Boland         | Cinema      | 6150 Hollywood Blvd. |
| John Boles          | Cinema      | 6530 Hollywood Blvd. |
| Richard Boleslawski | Cinema      | 7021 Hollywood Blvd. |
| Ray Bolger          | Cinema      | 6788 Hollywood Blvd. |
| Ray Bolger          | Televisione | 6834 Hollywood Blvd. |
| Michael Bolton      | Musica      | 7018 Hollywood Blvd. |
| Ford Bond           | Radio       | 6706 Hollywood Blvd. |
| Ward Bond           | Televisione | 6933 Hollywood Blvd. |
| Beulah Bondi        | Cinema      | 1718 Vine Street     |
| Pat Boone           | Musica      | 1631 Vine Street     |
| Pat Boone           | Televisione | 6268 Hollywood Blvd. |
| Shirley Booth       | Cinema      | 6850 Hollywood Blvd. |
| Olive Borden        | Cinema      | 6801 Hollywood Blvd. |
| Ernest Borgnine     | Cinema      | 6324 Hollywood Blvd. |
| Frank Borzage       | Cinema      | 6300 Hollywood Blvd. |
| Hobart Bosworth     | Cinema      | 6522 Hollywood Blvd. |
| Clara Bow           | Cinema      | 1500 Vine Street     |
| John Bowers         | Cinema      | 1709 Vine Street     |
| Edward Bowes        | Radio       | 1513 Vine Street     |
| David Bowie         | Musica      | 7021 Hollywood Blvd. |
| Cameron Boyce       | Cinema      | Hollywood Blvd       |
| Bill Boyd           | Radio       | 6101 Hollywood Blvd  |
| Jimmy Boyd          | Musica      | 7021 Hollywood Blvd. |
| William Boyd        | Cinema      | 1734 Vine Street     |
| Charles Boyer       | Cinema      | 6300 Hollywood Blvd. |
| Charles Boyer       | Televisione | 6300 Hollywood Blvd. |
| Boyz II Men         | Musica      | 7060 Hollywood Blvd. |
| Eddie Bracken       | Televisione | 6751 Hollywood Blvd. |
| Eddie Bracken       | Radio       | 1651 Vine Street     |
| Ray Bradbury        | Cinema      | 6644 Hollywood Blvd. |
| Mayor Tom Bradley   | Speciale    | 7000 Hollywood Blvd. |
| Terry Bradshaw      | Televisione | 7080 Hollywood Blvd. |
| Alice Brady         | Cinema      | 6201 Hollywood Blvd. |
| Eric Braeden        | Televisione | 7021 Hollywood Blvd. |
| Marlon Brando       | Cinema      | 1765 Vine Street     |
| Richard Branson     | Musica      | 6764 Hollywood Blvd. |
| Tom Breneman        | Radio       | 6290 Hollywood Blvd. |
| Walter Brennan      | Cinema      | 6501 Hollywood Blvd. |
| Evelyn Brent        | Cinema      | 6548 Hollywood Blvd. |
| George Brent        | Cinema      | 1709 Vine Street     |
| George Brent        | Televisione | 1612 Vine Street     |
| Teresa Brewer       | Musica      | 1708 Vine Street     |
| Mark & Brian        | Radio       | 6767 Hollywood Blvd. |
| David Brian         | Televisione | 7021 Hollywood Blvd. |
| Mary Brian          | Cinema      | 1559 Vine Street     |
| Fanny Brice         | Cinema      | 6415 Hollywood Blvd. |
| Fanny Brice         | Radio       | 1500 Vine Street     |
| Beau Bridges        | Cinema      | 7065 Hollywood Blvd. |
| Jeff Bridges        | Cinema      | 7065 Hollywood Blvd. |
| Lloyd Bridges       | Televisione | 7065 Hollywood Blvd. |
| Ray Briem           | Radio       | 6125 Hollywood Blvd. |
| Sarah Brightman     | Teatro      | 6243 Hollywood Blvd. |
| Bernie Brillstein   | Cinema      | 7018 Hollywood Blvd. |
| Elton Britt         | Musica      | 6936 Hollywood Blvd. |
| Barbara Britton     | Televisione | 1719 Vine Street     |
| Albert Broccoli     | Cinema      | 6910 Hollywood Blvd. |
| Matthew Broderick   | Cinema      | 6801 Hollywood Blvd. |
| James Brolin        | Televisione | 7018 Hollywood Blvd. |
| Charles Bronson     | Cinema      | 6901 Hollywood Blvd. |
| Hillary Brooke      | Televisione | 6311 Hollywood Blvd. |
| Brooks & Dunn       | Musica      | 7021 Hollywood Blvd. |
| Garth Brooks        | Musica      | 1750 Vine Street     |
| Mel Brooks          | Cinema      | 6712 Hollywood Blvd  |
| Richard Brooks      | Cinema      | 6422 Hollywood Blvd. |
| Pierce Brosnan      | Cinema      | 7083 Hollywood Blvd  |
| Cecil Brown         | Radio       | 6410 Hollywood Blvd. |
| Clarence Brown      | Cinema      | 1752 Vine Street     |
| Harry Joe Brown     | Cinema      | 1777 Vine Street     |
| James Brown         | Musica      | 1501 Vine Street     |
| Joe E. Brown        | Cinema      | 1680 Vine Street     |
| Johnny Mack Brown   | Cinema      | 6101 Hollywood Blvd. |
| Les Brown           | Musica      | 6505 Hollywood Blvd. |
| Tom Brown           | Cinema      | 1648 Vine Street     |
| Vanessa Brown       | Cinema      | 1621 Vine Street     |
| Vanessa Brown       | Televisione | 6528 Hollywood Blvd. |
| Tod Browning        | Cinema      | 6225 Hollywood Blvd. |
| Dave Brubeck        | Musica      | 1716 Vine Street     |
| Jerry Bruckheimer   | Cinema      | 6838 Hollywood Blvd. |
| Yul Brynner         | Cinema      | 6162 Hollywood Blvd. |
| Michael Bublè       | Musica      | 6270 Hollywood Blvd. |
| Sandra Bullock      | Cinema      | 6801 Hollywood Blvd. |
| Bugs Bunny          | Cinema      | 7007 Hollywood Blvd. |
| John Bunny          | Cinema      | 1715 Vine Street     |
| Billie Burke        | Cinema      | 6617 Hollywood Blvd. |
| Sonny Burke         | Musica      | 6920 Hollywood Blvd. |
| Carol Burnett       | Televisione | 6439 Hollywood Blvd. |
| Mark Burnett        | Televisione | 6664 Hollywood Blvd. |
| Smiley Burnette     | Cinema      | 6125 Hollywood Blvd. |
| Bob Burns           | Cinema      | 1601 Vine Street     |
| Bob Burns           | Radio       | 6541 Hollywood Blvd. |
| George Burns        | Teatro      | 6672 Hollywood Blvd. |
| George Burns        | Cinema      | 1639 Vine Street     |
| George Burns        | Televisione | 6510 Hollywood Blvd. |
| Raymond Burr        | Televisione | 6656 Hollywood Blvd. |
| Bill Burrud         | Televisione | 6777 Hollywood Blvd. |
| LeVar Burton        | Televisione | 7000 Hollywood Blvd. |
| Richard Burton      | Cinema      | 6336 Hollywood Blvd. |
| Tim Burton          | Cinema      | 6600 Hollywood Blvd. |
| Mae Busch           | Cinema      | 7021 Hollywood Blvd. |
| Francis X. Bushman  | Cinema      | 1651 Vine Street     |
| Jerry Buss          | Televisione | 6801 Hollywood Blvd. |
| David Butler        | Cinema      | 6561 Hollywood Blvd. |
| Charles Butterworth | Cinema      | 7036 Hollywood Blvd. |
| Red Buttons         | Televisione | 1651 Vine Street     |
| Pat Buttram         | Televisione | 6382 Hollywood Blvd. |
| Spring Byington     | Cinema      | 6507 Hollywood Blvd. |
| Spring Byington     | Televisione | 6231 Hollywood Blvd. |

## C
| Nome                   | Categoria   | Indirizzo            |
| ---------------------- | ----------- | -------------------- |
| James Caan             | Cinema      | 6648 Hollywood Blvd. |
| Shirley Caesar         | Musica      | 6126 Hollywood Blvd. |
| Sid Caesar             | Televisione | 7014 Hollywood Blvd. |
| Nicolas Cage           | Cinema      | 7021 Hollywood Blvd. |
| James Cagney           | Cinema      | 6504 Hollywood Blvd. |
| Sammy Cahn             | Musica      | 6540 Hollywood Blvd. |
| Alice Calhoun          | Cinema      | 6815 Hollywood Blvd. |
| Rory Calhoun           | Cinema      | 7007 Hollywood Blvd. |
| Rory Calhoun           | Televisione | 1752 Vine Street     |
| Maria Callas           | Musica      | 1680 Vine Street     |
| James Cameron          | Cinema      | 6712 Hollywood Blvd. |
| Rod Cameron            | Televisione | 1720 Vine Street     |
| Campanellino           | Cinema      | 6834 Hollywood Blvd. |
| Glen Campbell          | Musica      | 6925 Hollywood Blvd. |
| Stephen J. Cannell     | Televisione | 7000 Hollywood Blvd. |
| Dyan Cannon            | Cinema      | 6608 Hollywood Blvd. |
| Judy Canova            | Cinema      | 6821 Hollywood Blvd. |
| Judy Canova            | Radio       | 6777 Hollywood Blvd. |
| Cantinflas             | Cinema      | 6438 Hollywood Blvd. |
| Eddie Cantor           | Cinema      | 6648 Hollywood Blvd. |
| Eddie Cantor           | Televisione | 1770 Vine Street     |
| Eddie Cantor           | Radio       | 6765 Hollywood Blvd. |
| Yakima Canutt          | Cinema      | 1500 Vine Street     |
| Capitol Records        | Speciale    | 1750 Vine Street     |
| Frank Capra            | Cinema      | 6614 Hollywood Blvd. |
| Steve Carell           | Cinema      | 6708 Hollywood Blvd. |
| Drew Carey             | Televisione | 6664 Hollywood Blvd. |
| Harry Carey            | Cinema      | 1521 Vine Street     |
| Harry Carey, Jr.       | Televisione | 6363 Vine Street     |
| Macdonald Carey        | Televisione | 6536 Hollywood Blvd. |
| Mariah Carey           | Musica      | 6537 Hollywood Blvd. |
| Frankie Carle          | Musica      | 1751 Hollywood Blvd. |
| George Carlin          | Teatro      | 1555 Vine Street     |
| Kitty Carlisle Hart    | Cinema      | 6611 Hollywood Blvd. |
| Mary Carlisle          | Cinema      | 6679 Hollywood Blvd. |
| Richard Carlson        | Televisione | 6333 Hollywood Blvd. |
| Hoagy Carmichael       | Televisione | 1720 Vine Street     |
| Art Carney             | Televisione | 6627 Hollywood Blvd. |
| Sue Carol              | Cinema      | 1639 N. Vine Street  |
| Leslie Caron           | Cinema      | 6153 Hollywood Blvd. |
| John Carpenter         | Cinema      | 7000 Hollywood Blvd. |
| Ken Carpenter          | Radio       | 6706 Hollywood Blvd. |
| The Carpenters         | Musica      | 6931 Hollywood Blvd. |
| Vikki Carr             | Musica      | 6385 Hollywood Blvd. |
| David Carradine        | Televisione | 7021 Hollywood Blvd. |
| John Carradine         | Cinema      | 6240 Hollywood Blvd. |
| Keith Carradine        | Televisione | 6233 Hollywood Blvd. |
| Leo Carrillo           | Cinema      | 1635 Vine Street     |
| Leo Carrillo           | Televisione | 1517 Vine Street     |
| Diahann Carroll        | Musica      | 7005 Hollywood Blvd. |
| Madeleine Carroll      | Cinema      | 6707 Hollywood Blvd. |
| Nancy Carroll          | Cinema      | 1725 Vine Street     |
| Jack Carson            | Radio       | 6361 Hollywood Blvd. |
| Jack Carson            | Televisione | 1560 Vine Street     |
| Jeannie Carson         | Televisione | 1560 Vine Street     |
| Johnny Carson          | Televisione | 1751 Vine Street     |
| Benny Carter           | Musica      | 7080 Hollywood Blvd. |
| Lynda Carter           | Televisione | 6562 Hollywood Blvd. |
| Ruth E. Carter         | Cinema      | 6800 Hollywood Blvd. |
| Enrico Caruso          | Musica      | 6625 Hollywood Blvd. |
| Robert Casadesus       | Musica      | 6251 Hollywood Blvd. |
| Johnny Cash            | Musica      | 6320 Hollywood Blvd. |
| Syd Cassyd             | Television  | 7080 Hollywood Blvd. |
| Peggie Castle          | Televisione | 6266 Hollywood Blvd. |
| Gilbert Cates          | Cinema      | 7065 Hollywood Blvd. |
| Walter Catlett         | Cinema      | 1713 Vine Street     |
| Joan Caulfield         | Televisione | 1500 Vine Street     |
| Carmen Cavallaro       | Musica      | 6301 Hollywood Blvd. |
| Cedric the Entertainer | Teatro      | 6212 Hollywood Blvd. |
| Bennett Cerf           | Televisione | 6407 Hollywood Blvd. |
| Feodor Chaliapin       | Musica      | 6770 Hollywood Blvd. |
| Richard Chamberlain    | Cinema      | 7018 Hollywood Blvd. |
| John Chambers          | Cinema      | 7006 Hollywood Blvd. |
| Stan Chambers          | Televisione | 6922 Hollywood Blvd. |
| Gower Champion         | Televisione | 6162 Hollywood Blvd. |
| Marge Champion         | Televisione | 6282 Hollywood Blvd. |
| Charles Champlin       | Televisione | 6751 Hollywood Blvd. |
| Jackie Chan            | Cinema      | 6801 Hollywood Blvd. |
| Jeff Chandler          | Cinema      | 1770 Vine Street     |
| Lon Chaney, Sr.        | Cinema      | 7046 Hollywood Blvd. |
| Carol Channing         | Televisione | 6233 Hollywood Blvd. |
| Charlie Chaplin        | Cinema      | 6751 Hollywood Blvd. |
| Marguerite Chapman     | Televisione | 6284 Hollywood Blvd. |
| Cyd Charisse           | Cinema      | 1601 Vine Street     |
| Ray Charles            | Musica      | 6777 Hollywood Blvd. |
| Charley Chase          | Cinema      | 6630 Hollywood Blvd. |
| Chevy Chase            | Cinema      | 7021 Hollywood Blvd. |
| Ilka Chase             | Cinema      | 6361 Hollywood Blvd. |
| Ilka Chase             | Televisione | 6751 Hollywood Blvd. |
| Ruth Chatterton        | Cinema      | 6263 Hollywood Blvd. |
| Kristin Chenoweth      | Teatro      | 6243 Hollywood Blvd. |
| Sonny & Cher           | Televisione | 7018 Hollywood Blvd. |
| Virginia Cherrill      | Cinema      | 1545 Vine Street     |
| Morris Chestnut        | Cinema      | 6353 Hollywood Blvd. |
| Maurice Chevalier      | Cinema      | 1651 Vine Street     |
| Chevrolet Suburban     | Speciale    | Ovation Hollywood    |
| Chicago                | Musica      | 6438 Hollywood Blvd. |
| The Chi-Lites          | Musica      | 7057 Hollywood Blvd. |
| Al Christie            | Cinema      | 6771 Hollywood Blvd. |
| Charles Christie       | Cinema      | 1719 Vine Street     |
| Ina Claire             | Cinema      | 6150 Hollywood Blvd. |
| Buddy Clark            | Musica      | 6800 Hollywood Blvd. |
| Dane Clark             | Televisione | 6906 Hollywood Blvd. |
| Dick Clark             | Televisione | Sunset & Vine        |
| Fred Clark             | Televisione | 1711 Vine Street     |
| Marguerite Clark       | Cinema      | 6300 Vine Street     |
| Roy Clark              | Musica      | 6840 Hollywood Blvd. |
| Kelly Clarkson         | Musica      | 6801 Hollywood Blvd. |
| Ethel Clayton          | Cinema      | 6936 Hollywood Blvd. |
| Jan Clayton            | Televisione | 6200 Hollywood Blvd. |
| James Cleveland        | Musica      | 6742 Hollywood Blvd. |
| Montgomery Clift       | Cinema      | 6100 Hollywood Blvd. |
| Patsy Cline            | Musica      | 6160 Hollywood Blvd. |
| George Clinton         | Musica      | 6752 Hollywood Blvd. |
| Rosemary Clooney       | Musica      | 6325 Hollywood Blvd. |
| Glenn Close            | Cinema      | 7000 Hollywood Blvd. |
| Andy Clyde             | Cinema      | 6758 Hollywood Blvd. |
| Charles Coburn         | Cinema      | 6268 Hollywood Blvd. |
| James Coburn           | Cinema      | 7055 Hollywood Blvd. |
| Imogene Coca           | Televisione | 6256 Hollywood Blvd. |

| Nome                  | Categoria   | Indirizzo            |
| --------------------- | ----------- | -------------------- |
| Steve Cochran         | Cinema      | 1750 Hollywood Blvd. |
| Iron Eyes Cody        | Televisione | 6655 Hollywood Blvd. |
| George M. Cohan       | Cinema      | 6734 Hollywood Blvd. |
| Andy Cohen            | Televisione | 6652 Hollywood Blvd. |
| Arthur Cohn           | Cinema      | 7000 Hollywood Blvd. |
| Claudette Colbert     | Cinema      | 6812 Hollywood Blvd. |
| Nat King Cole         | Musica      | 6659 Hollywood Blvd. |
| Nat King Cole         | Televisione | 6229 Hollywood Blvd. |
| Natalie Cole          | Musica      | 1750 Vine Street     |
| Dabney Coleman        | Televisione | 6141 Hollywood Blvd. |
| Constance Collier     | Cinema      | 6231 Hollywood Blvd. |
| William Collier       | Cinema      | 6340 Hollywood Blvd. |
| Gary Collins          | Televisione | 6922 Hollywood Blvd. |
| Joan Collins          | Cinema      | 6901 Hollywood Blvd. |
| Michael Collins       | Televisione | Hollywood & Vine     |
| Phil Collins          | Musica      | 6834 Hollywood Blvd. |
| Bud Collyer           | Radio       | 6150 Hollywood Blvd. |
| Ronald Colman         | Televisione | 1623 Vine Street     |
| Ronald Colman         | Cinema      | 6801 Hollywood Blvd. |
| Jerry Colonna         | Radio       | 1645 Vine Street     |
| Sean Combs            | Musica      | 6801 Hollywood Blvd. |
| Perry Como            | Radio       | 1708 Vine Street     |
| Perry Como            | Televisione | 6376 Hollywood Blvd. |
| Perry Como            | Musica      | 6600 Hollywood Blvd. |
| Betty Compton         | Cinema      | 1751 Vine Street     |
| Joyce Compton         | Cinema      | 7018 Hollywood Blvd. |
| Chester Conklin       | Cinema      | 1560 Vine Street     |
| Heinie Conklin        | Cinema      | 1776 Vine Street     |
| Harry Connick Jr.     | Musica      | 7080 Hollywood Blvd. |
| Chuck Connors         | Televisione | 6838 Hollywood Blvd. |
| Hans Conried          | Televisione | 6664 Hollywood Blvd. |
| John Conte            | Televisione | 6119 Hollywood Blvd. |
| Bill Conti            | Cinema      | 6541 Hollywood Blvd. |
| Jack Conway           | Cinema      | 1500 Vine Street     |
| Tim Conway            | Televisione | 6740 Hollywood Blvd. |
| Tom Conway            | Televisione | 1617 Vine Street     |
| Jackie Coogan         | Cinema      | 1654 Vine Street     |
| Clyde Cook            | Cinema      | 6531 Hollywood Blvd. |
| Donald Cook           | Cinema      | 1718 Vine Street     |
| Alistair Cooke        | Televisione | 1651 Vine Street     |
| Sam Cooke             | Musica      | 7051 Hollywood Blvd. |
| Spade Cooley          | Radio       | 6802 Hollywood Blvd. |
| Alice Cooper          | Musica      | 7000 Hollywood Blvd. |
| Gary Cooper           | Cinema      | 6243 Hollywood Blvd. |
| Jackie Cooper         | Cinema      | 1507 Vine Street     |
| Jeanne Cooper         | Televisione | 1777 Vine Street     |
| Merian C. Cooper      | Cinema      | 6525 Hollywood Blvd. |
| David Copperfield     | Teatro      | 7021 Hollywood Blvd. |
| Francis Ford Coppola  | Cinema      | 6667 Hollywood Blvd. |
| Wendell Corey         | Televisione | 6328 Hollywood Blvd. |
| Roger Corman          | Cinema      | 7013 Hollywood Blvd. |
| Don Cornelius         | Televisione | 7080 Hollywood Blvd. |
| Don Cornell           | Musica      | 6138 Hollywood Blvd. |
| Charles Correll       | Radio       | 1777 Vine Street     |
| Ricardo Cortez        | Cinema      | 1500 Vine Street     |
| Bill Cosby            | Televisione | 6930 Hollywood Blvd. |
| Pierre Cossette       | Televisione | 6233 Hollywood Blvd. |
| Dolores Costello      | Cinema      | 1645 Vine Street     |
| Helene Costello       | Cinema      | 1500 Vine Street     |
| Lou Costello          | Cinema      | 6438 Hollywood Blvd. |
| Lou Costello          | Radio       | 6780 Hollywood Blvd. |
| Lou Costello          | Televisione | 6276 Hollywood Blvd. |
| Maurice Costello      | Cinema      | 6515 Hollywood Blvd. |
| Pierre Cossette       | Televisione | 6233 Hollywood Blvd. |
| Kevin Costner         | Cinema      | 6801 Hollywood Blvd. |
| Joseph Cotten         | Cinema      | 6382 Hollywood Blvd. |
| Jerome Cowan          | Televisione | 6251 Hollywood Blvd. |
| Courtney Cox          | Televisione | 6284 Hollywood Blvd. |
| Wally Cox             | Televisione | 6385 Hollywood Blvd. |
| Buster Crabbe         | Televisione | 6901 Hollywood Blvd. |
| Daniel Craig          | Cinema      | 7007 Hollywood Blvd. |
| Bryan Cranston        | Televisione | 1717 Vine Street     |
| Broderick Crawford    | Cinema      | 6901 Hollywood Blvd. |
| Broderick Crawford    | Televisione | 6736 Hollywood Blvd. |
| Joan Crawford         | Cinema      | 1752 Vine Street     |
| Laird Cregar          | Cinema      | 1716 Vine Street     |
| Richard Crenna        | Cinema      | 6714 Hollywood Blvd. |
| Laura Hope Crews      | Cinema      | 6251 Hollywood Blvd. |
| Terry Crews           | Televisione | 6201 Hollywood Blvd. |
| Scatman Crothers      | Televisione | 6712 Hollywood Blvd. |
| Donald Crisp          | Cinema      | 1628 Vine Street     |
| John Cromwell         | Cinema      | 6555 Hollywood Blvd. |
| Richard Cromwell      | Cinema      | 1627 Vine Street     |
| Richard Crooks        | Musica      | 1648 Vine Street     |
| Bing Crosby           | Cinema      | 1611 Vine Street     |
| Bing Crosby           | Radio       | 6769 Hollywood Blvd. |
| Bing Crosby           | Musica      | 6751 Hollywood Blvd. |
| Bob Crosby            | Televisione | 6252 Hollywood Blvd. |
| Bob Crosby            | Radio       | 6313 Hollywood Blvd. |
| Norm Crosby           | Televisione | 6560 Hollywood Blvd. |
| Crosby, Stills & Nash | Musica      | 6666 Hollywood Blvd. |
| Milton Cross          | Radio       | 1623 Vine Street     |
| Andrae Crouch         | Musica      | 6520 Hollywood Blvd. |
| Russell Crowe         | Cinema      | 4042 Hollywood Blvd. |
| Tom Cruise            | Cinema      | 6912 Hollywood Blvd. |
| Frank Crumit          | Radio       | 1601 Vine Street     |
| Celia Cruz            | Musica      | 6240 Hollywood Blvd. |
| Penélope Cruz         | Cinema      | 6834 Hollywood Blvd. |
| James Cruze           | Cinema      | 6922 Hollywood Blvd. |
| Jon Cryer             | Televisione | 6922 Hollywood Blvd. |
| Billy Crystal         | Cinema      | 6925 Hollywood Blvd. |
| Xavier Cugat          | Televisione | 1500 Vine Street     |
| Xavier Cugat          | Musica      | 1601 Vine Street     |
| George Cukor          | Cinema      | 6378 Hollywood Blvd. |
| Macaulay Culkin       | Cinema      | 6353 Hollywood Blvd. |
| Benedict Cumberbatch  | Cinema      | 6918 Hollywood Blvd. |
| Constance Cummings    | Cinema      | 6201 Hollywood Blvd. |
| Irving Cummings       | Cinema      | 6816 Hollywood Blvd. |
| Robert Cummings       | Cinema      | 6816 Hollywood Blvd. |
| Robert Cummings       | Televisione | 1718 Vine Street     |
| Bill Cunningham       | Radio       | 6315 Hollywood Blvd. |
| Kaley Cuoco           | Televisione | 6621 Hollywood Blvd. |
| Mike Curb             | Musica      | 1750 N. Vine Street  |
| Alan Curtis           | Cinema      | 7021 Hollywood Blvd. |
| Jamie Lee Curtis      | Cinema      | 6600 Hollywood Blvd. |
| Tony Curtis           | Cinema      | 6817 Hollywood Blvd. |
| Michael Curtiz        | Cinema      | 6640 Hollywood Blvd. |
| John Cusack           | Cinema      | 6644 Hollywood Blvd. |
| Cypress Hill          | Musica      | 6201 Hollywood Blvd. |

## D
| Nome                   | Categoria   | Indirizzo            |
| ---------------------- | ----------- | -------------------- |
| Willem Dafoe           | Cinema      | 6284 Hollywood Blvd. |
| Arlene Dahl            | Cinema      | 1624 Vine Street     |
| Cass Daley             | Televisione | 6301 Hollywood Blvd. |
| Cass Daley             | Radio       | 6710 Hollywood Blvd. |
| Dorothy Dalton         | Cinema      | 1560 Vine Street     |
| John Daly              | Televisione | 1765 Vine Street     |
| Viola Davis            | Cinema      | 7013 Hollywood Blvd  |
| Tyne Daly              | Televisione | 7065 Hollywood Blvd. |
| Matt Damon             | Cinema      | 6801 Hollywood Blvd. |
| Vic Damone             | Musica      | 1731 Vine Street     |
| Viola Dana             | Cinema      | 6541 Hollywood Blvd. |
| Dorothy Dandridge      | Cinema      | 6719 Hollywood Blvd. |
| Karl Dane              | Cinema      | 6140 Hollywood Blvd. |
| Claire Danes           | Televisione | 6541 Hollywood Blvd. |
| Rodney Dangerfield     | Cinema      | 6366 Hollywood Blvd. |
| Bebe Daniels           | Cinema      | 1716 Vine Street     |
| Billy Daniels          | Musica      | 6819 Hollywood Blvd. |
| Lee Daniels            | Televisione | 6533 Hollywood Blvd. |
| Ted Danson             | Televisione | 7021 Hollywood Blvd. |
| Tony Danza             | Televisione | 7000 Hollywood Blvd. |
| Bobby Darin            | Musica      | 1735 Vine Street     |
| Linda Darnell          | Cinema      | 1631 Vine Street     |
| Jane Darwell           | Cinema      | 6735 Hollywood Blvd. |
| Delmer Daves           | Cinema      | 1634 Vine Street     |
| Hal David              | Musica      | 6752 Hollywood Blvd. |
| Marion Davies          | Cinema      | 6326 Hollywood Blvd. |
| Ann B. Davis           | Televisione | 7048 Hollywood Blvd. |
| Bette Davis            | Cinema      | 6225 Hollywood Blvd. |
| Bette Davis            | Televisione | 6335 Hollywood Blvd. |
| Clive Davis            | Musica      | 1501 Vine Street     |
| Gail Davis             | Televisione | 6385 Hollywood Blvd. |
| Jim Davis              | Televisione | 6290 Hollywood Blvd. |
| Joan Davis             | Cinema      | 1521 Vine Street     |
| Joan Davis             | Radio       | 1716 Vine Street     |
| Mac Davis              | Musica      | 7080 Hollywood Blvd. |
| Miles Davis            | Musica      | 7060 Hollywood Blvd. |
| Sammy Davis Jr.        | Musica      | 6254 Hollywood Blvd. |
| Viola Davis            | Cinema      | 7013 Hollywood Blvd. |
| Dennis Day             | Radio       | 7048 Hollywood Blvd. |
| Dennis Day             | Televisione | 6646 Hollywood Blvd  |
| Doris Day              | Musica      | 6278 Hollywood Blvd. |
| Doris Day              | Cinema      | 6735 Hollywood Blvd. |
| Laraine Day            | Cinema      | 6676 Hollywood Blvd. |
| Dead End Kids          | Cinema      | 7080 Hollywood Blvd. |
| James Dean             | Cinema      | 1719 Vine Street     |
| Dear Abby              | Radio       | 7000 Hollywood Blvd. |
| Rosemary DeCamp        | Televisione | 1640 Vine Street     |
| Yvonne De Carlo        | Cinema      | 6124 Hollywood Blvd. |
| Yvonne De Carlo        | Televisione | 6715 Hollywood Blvd. |
| Frances Dee            | Cinema      | 7080 Hollywood Blvd. |
| Rick Dees              | Radio       | 1560 N. Vine Street  |
| Don DeFore             | Televisione | 6804 Hollywood Blvd. |
| Lee De Forest          | Cinema      | 1752 Vine Street     |
| Ellen DeGeneres        | Televisione | 6270 Hollywood Blvd. |
| Carter DeHaven         | Cinema      | 1742 Vine Street     |
| Gloria DeHaven         | Cinema      | 6933 Hollywood Blvd. |
| Olivia de Havilland    | Cinema      | 6762 Hollywood Blvd. |
| Albert Dekker          | Televisione | 6620 Hollywood Blvd. |
| Dolores del Río        | Cinema      | 1630 Vine Street     |
| Roy Del Ruth           | Cinema      | 6150 Hollywood Blvd. |
| Marguerite De La Motte | Cinema      | 6902 Hollywood Blvd. |
| Vaughn De Leath        | Radio       | 6634 Hollywood Blvd. |
| Raúl De Molina         | Televisione | 7076 Hollywood Blvd. |
| Dolores del Rio        | Cinema      | 1630 Vine Street     |
| Roy Del Ruth           | Cinema      | 6150 Hollywood Blvd. |
| Guillermo Del Toro     | Cinema      | 6918 Hollywood Blvd. |
| Dom DeLuise            | Cinema      | 1765 Vine Street     |
| William Demarest       | Cinema      | 6667 Hollywood Blvd. |
| Cecil B. DeMille       | Cinema      | 1725 Vine Street     |
| Cecil B. DeMille       | Radio       | 6240 Vine Street     |
| Richard Denning        | Televisione | 6932 Hollywood Blvd. |
| Reginald Denny         | Cinema      | 6657 Hollywood Blvd. |
| Johnny Depp            | Cinema      | 7018 Hollywood Blvd. |
| John Derek             | Televisione | 6531 Hollywood Blvd. |
| Bruce Dern             | Cinema      | 6270 Hollywood Blvd. |
| Laura Dern             | Cinema      | 6270 Hollywood Blvd. |
| Destiny's Child        | Musica      | 6801 Hollywood Blvd. |
| Buddy DeSylva          | Musica      | 1750 N. Vine Street  |
| Andy Devine            | Radio       | 6258 Hollywood Blvd. |
| Andy Devine            | Televisione | 6366 Hollywood Blvd. |
| Danny DeVito           | Televisione | 6906 Hollywood Blvd. |

| Nome                   | Categoria   | Indirizzo            |
| ---------------------- | ----------- | -------------------- |
| Elliott Dexter         | Cinema      | 1751 Vine Street     |
| Vin Di Bona            | Cinema      | 1559 Vine Street     |
| Neil Diamond           | Musica      | 1750 Vine Street     |
| Cameron Diaz           | Cinema      | 2386 Hollywood Blvd. |
| Angie Dickinson        | Televisione | 7000 Hollywood Blvd. |
| Vin Diesel             | Televisione | 7000 Hollywood Blvd. |
| William Dieterle       | Cinema      | 6901 Hollywood Blvd. |
| Marlene Dietrich       | Cinema      | 6400 Hollywood Blvd. |
| Phyllis Diller         | Televisione | 7001 Hollywood Blvd. |
| Céline Dion            | Musica      | 6801 Hollywood Blvd. |
| Roy O. Disney          | Cinema      | 6833 Hollywood Blvd. |
| Walt Disney            | Cinema      | 7021 Hollywood Blvd. |
| Walt Disney            | Televisione | 6747 Hollywood Blvd. |
| Disneyland             | 50º anno    | 6834 Hollywood Blvd. |
| Richard Dix            | Cinema      | 1608 Vine Street     |
| Edward Dmytryk         | Cinema      | 6241 Hollywood Blvd. |
| Jimmie Dodd            | Televisione | 1600 Vine Street     |
| Snoop Dogg             | Musica      | 6840 Hollywood Blvd. |
| Ray Dolby              | Cinema      | 6801 Hollywood Blvd. |
| Plácido Domingo        | Teatro      | 7000 Hollywood Blvd. |
| Fats Domino            | Musica      | 6616 Hollywood Blvd. |
| Donald Duck            | Cinema      | 6840 Hollywood Blvd. |
| Peter Donald           | Televisione | 6661 Hollywood Blvd. |
| Robert Donat           | Cinema      | 6420 Hollywood Blvd. |
| Brian Donlevy          | Televisione | 1551 Vine Street     |
| Lauren Shuler Donner   | Cinema      | 6712 Hollywood Blvd. |
| Richard Donner         | Cinema      | 6712 Hollywood Blvd. |
| James Doohan           | Cinema      | 7021 Hollywood Blvd. |
| The Doors              | Musica      | 6901 Hollywood Blvd. |
| Marie Doro             | Cinema      | 1725 Vine Street     |
| Jimmy Dorsey           | Musica      | 6505 Hollywood Blvd. |
| Tommy Dorsey           | Musica      | 6675 Hollywood Blvd. |
| Jack Douglas           | Televisione | 6740 Hollywood Blvd. |
| Kirk Douglas           | Cinema      | 6263 Hollywood Blvd. |
| Melvyn Douglas         | Cinema      | 6423 Hollywood Blvd. |
| Melvyn Douglas         | Televisione | 6601 Hollywood Blvd. |
| Michael Douglas        | Cinema      | 6263 Hollywood Blvd. |
| Mike Douglas           | Televisione | 7001 Hollywood Blvd. |
| Paul Douglas           | Cinema      | 1648 Hollywood Blvd. |
| Paul Douglas           | Televisione | 6821 Hollywood Blvd. |
| Billie Dove            | Cinema      | 6351 Hollywood Blvd. |
| Morton Downey          | Radio       | 1680 Vine Street     |
| Roma Downey            | Televisione | 6664 Hollywood Blvd. |
| Cathy Downs            | Televisione | 6646 Hollywood Blvd. |
| Holland Dozier Holland | Musica      | 7070 Hollywood Blvd. |
| Carmen Dragon          | Radio       | 6104 Hollywood Blvd. |
| Jessica Dragonette     | Radio       | 1709 Vine Street     |
| Frances Drake          | Cinema      | 6821 Hollywood Blvd. |
| Dr. Dre                | Cinema      | 6821 Hollywood Blvd. |
| Louise Dresser         | Cinema      | 6538 Hollywood Blvd. |
| Marie Dressler         | Cinema      | 1731 Vine Street     |
| Ellen Drew             | Cinema      | 6901 Hollywood Blvd. |
| Mr. & Mrs. Sidney Drew | Cinema      | 6901 Hollywood Blvd. |
| Richard Dreyfuss       | Cinema      | 7021 Hollywood Blvd. |
| Bobby Driscoll         | Cinema      | 1560 Vine Street     |
| Joanne Dru             | Televisione | 1708 Vine Street     |
| David Duchovny         | Televisione | 6508 Hollywood Blvd. |
| Gustavo Dudamel        | Teatro      | 6752 Hollywood Blvd. |
| Howard Duff            | Televisione | 1623 Vine Street     |
| Olympia Dukakis        | Teatro      | 6298 Hollywood Blvd. |
| Patty Duke             | Televisione | 7000 Hollywood Blvd. |
| Faye Dunaway           | Cinema      | 7021 Hollywood Blvd. |
| Jeff Dunham            | Teatro      | 6201 Hollywood Blvd. |
| James Dunn             | Cinema      | 6555 Hollywood Blvd. |
| James Dunn             | Televisione | 7010 Hollywood Blvd. |
| Irene Dunne            | Cinema      | 6440 Hollywood Blvd. |
| Philip Dunne           | Cinema      | 6725 Hollywood Blvd. |
| Mildred Dunnock        | Cinema      | 6613 Hollywood Blvd. |
| Jerry Dunphy           | Televisione | 6669 Hollywood Blvd. |
| Kirsten Dunst          | Cinema      | 7076 Hollywood Blvd. |
| Duran Duran            | Musica      | 1770 Vine Street     |
| Elvis Duran            | Radio       | 1717 Vine Street     |
| Jimmy Durante          | Cinema      | 1600 Vine Street     |
| Jimmy Durante          | Radio       | 1648 Vine Street     |
| Deanna Durbin          | Cinema      | 1724 Vine Street     |
| Dan Duryea             | Televisione | 6145 Hollywood Blvd. |
| Robert Duvall          | Cinema      | 6801 Hollywood Blvd. |
| Ann Dvorak             | Cinema      | 6321 Hollywood Blvd. |
| Allan Dwan             | Cinema      | 6263 Hollywood Blvd. |

## E
| Nome                     | Categoria   | Indirizzo            |
| ------------------------ | ----------- | -------------------- |
| Sheila E.                | Musica      | 6752 Hollywood Blvd. |
| Earth, Wind & Fire       | Musica      | 7080 Hollywood Blvd. |
| George Eastman           | Cinema      | 1709 Vine Street     |
| George Eastman           | Cinema      | 6800 Hollywood Blvd. |
| Roger Ebert              | Cinema      | 6834 Hollywood Blvd. |
| Buddy Ebsen              | Cinema      | 1765 Vine Street     |
| Billy Eckstine           | Musica      | 6638 Hollywood Blvd. |
| Nelson Eddy              | Cinema      | 6311 Hollywood Blvd. |
| Nelson Eddy              | Radio       | 6512 Hollywood Blvd. |
| Nelson Eddy              | Musica      | 1639 Vine Street     |
| Barbara Eden             | Televisione | 7003 Hollywood Blvd. |
| Robert Edeson            | Cinema      | 1628 Vine Street     |
| Thomas A. Edison         | Cinema      | 6700 Hollywood Blvd. |
| Kenny "Babyface" Edmonds | Musica      | 6270 Hollywood Blvd. |
| Blake Edwards            | Cinema      | 6908 Hollywood Blvd. |
| Ralph Edwards            | Radio       | 6116 Hollywood Blvd. |
| Ralph Edwards            | Televisione | 6262 Hollywood Blvd. |
| Steve Edwards            | Televisione | 6150 Hollywood Blvd. |
| Zac Efron                | Cinema      | 6426 Hollywood Blvd. |
| Ken Ehrlich              | Televisione | 1750 Vine Street     |
| Michael Eisner           | Cinema      | 6834 Hollywood Blvd. |
| Larry Elder              | Radio       | 6270 Hollywood Blvd. |
| Duke Ellington           | Musica      | 6535 Hollywood Blvd. |

| Nome                | Categoria               | Indirizzo               |
| ------------------- | ----------------------- | ----------------------- |
| Cass Elliot         | Musica                  | 7065 Hollywood Blvd.    |
| Missy Elliot        | Musica                  | 6212 Hollywood Blvd.    |
| Mischa Elman        | Musica                  | 1560 Vine Street        |
| Faye Emerson        | Cinema                  | 6529 Hollywood Blvd.    |
| Faye Emerson        | Televisione             | 6689 Hollywood Blvd.    |
| Dick Enberg         | Televisione             | 6752 Hollywood Blvd.    |
| John Ericson        | Televisione             | 1523 Vine Street        |
| Leon Errol          | Cinema                  | 6801 Hollywood Blvd.    |
| Stuart Erwin        | Televisione             | 6270 Hollywood Blvd.    |
| Emilio Estefan      | Musica                  | 7021 Hollywood Blvd.    |
| Gloria Estefan      | Musica                  | 7021 Hollywood Blvd.    |
| Lili Estefan        | Televisione             | 7076 Hollywood Blvd.    |
| Erik Estrada        | Televisione             | 7021 Hollywood Blvd.    |
| Melissa Etheridge   | Musica                  | 6901 Hollywood Blvd.    |
| Ruth Etting         | Cinema                  | 6563 Hollywood Blvd.    |
| Bob Eubanks         | Televisione             | 6712 Hollywood Blvd.    |
| Evans & Livingston  | vedi Livingston & Evans | vedi Livingston & Evans |
| Dale Evans          | Radio                   | 6638 Hollywood Blvd.    |
| Dale Evans          | Televisione             | 1737 Vine Street        |
| Linda Evans         | Televisione             | 6834 Hollywood Blvd.    |
| Madge Evans         | Cinema                  | 1752 Vine Street        |
| Robert Evans        | Cinema                  | 6925 Hollywood Blvd.    |
| Chad Everett        | Televisione             | 6922 Hollywood Blvd.    |
| The Everly Brothers | Musica                  | 7000 Hollywood Blvd.    |

## F
| Nome                   | Categoria   | Indirizzo            |
| ---------------------- | ----------- | -------------------- |
| Fabian                 | Teatro      | 7065 Hollywood Blvd. |
| Nanette Fabray         | Televisione | 6300 Hollywood Blvd. |
| Max Factor             | Cinema      | 6922 Hollywood Blvd. |
| Clifton Fadiman        | Radio       | 6284 Hollywood Blvd. |
| Douglas Fairbanks      | Cinema      | 7022 Hollywood Blvd. |
| Douglas Fairbanks, Jr. | Cinema      | 6318 Hollywood Blvd. |
| Douglas Fairbanks, Jr. | Radio       | 6710 Hollywood Blvd. |
| Douglas Fairbanks, Jr. | Televisione | 6661 Hollywood Blvd. |
| Jerry Fairbanks        | Cinema      | 6384 Hollywood Blvd. |
| Percy Faith            | Musica      | 1501 Vine Street     |
| Peter Falk             | Televisione | 6654 Hollywood Blvd. |
| Jinx Falkenburg        | Televisione | 1500 Vine Street     |
| Chris Farley           | Televisione | 6366 Hollywood Blvd. |
| Richard Farnsworth     | Cinema      | 1560 Vine Street     |
| Dustin Farnum          | Cinema      | 6635 Hollywood Blvd. |
| William Farnum         | Cinema      | 6322 Hollywood Blvd. |
| Jamie Farr             | Televisione | 1547 Vine Street     |
| Geraldine Farrar       | Cinema      | 1620 Vine Street     |
| Geraldine Farrar       | Musica      | 1709 Vine Street     |
| Charles Farrell        | Cinema      | 7021 Hollywood Blvd. |
| Charles Farrell        | Televisione | 1617 Vine Street     |
| Glenda Farrell         | Cinema      | 6524 Hollywood Blvd. |
| John Farrow            | Cinema      | 6300 Hollywood Blvd. |
| William Faversham      | Cinema      | 1724 Vine Street     |
| Farrah Fawcett         | Televisione | 7057 Hollywood Blvd. |
| Frank Fay              | Cinema      | 6282 Hollywood Blvd. |
| Frank Fay              | Radio       | 1752 Vine Street     |
| Alice Faye             | Cinema      | 6930 Hollywood Blvd. |
| Julia Faye             | Cinema      | 6501 Hollywood Blvd. |
| Frank Faylen           | Televisione | 6201 Hollywood Blvd. |
| Louise Fazenda         | Cinema      | 6801 Hollywood Blvd. |
| Don Fedderson          | Televisione | 1635 Vine Street     |
| Kevin Feige            | Cinema      | 6840 Hollywood Blvd. |
| José Feliciano         | Musica      | 6541 Hollywood Blvd. |
| Verna Felton           | Televisione | 1717 Vine Street     |
| Freddy Fender          | Musica      | 7060 Hollywood Blvd. |
| George Fenneman        | Televisione | 1500 Vine Street     |
| Helen Ferguson         | Cinema      | 6153 Hollywood Blvd. |
| Alejandro Fernández    | Musica      | 6160 Hollywood Blvd. |
| Vicente Fernández      | Cinema      | 6160 Hollywood Blvd. |
| Will Ferrell           | Musica      | 6767 Hollywood Blvd. |
| José Ferrer            | Cinema      | 6541 Hollywood Blvd. |
| Mel Ferrer             | Cinema      | 6268 Hollywood Blvd. |
| Stepin Fetchit         | Cinema      | 1751 Vine Street     |
| Fibber McGee and Molly | Radio       | 1500 N. Vine Street  |
| Jimmy Fidler           | Radio       | 6128 Hollywood Blvd. |
| Arthur Fiedler         | Musica      | 1626 Vine Street     |
| Sally Field            | Cinema      | 6767 Hollywood Blvd. |
| Virginia Field         | Televisione | 1751 Vine Street     |
| Gracie Fields          | Radio       | 6125 Hollywood Blvd. |
| W. C. Fields           | Cinema      | 7004 Hollywood Blvd. |
| W. C. Fields           | Radio       | 6316 Hollywood Blvd. |
| Guy Fieri              | Televisione | 6201 Hollywood Blvd. |
| Harvey Fierstein       | Teatro      | 6243 Hollywood Blvd. |
| The Fifth Dimension    | Musica      | 7000 Hollywood Blvd. |
| Flora Finch            | Cinema      | 6673 Hollywood Blvd. |
| Colin Firth            | Cinema      | 6714 Hollywood Blvd. |
| Carrie Fisher          | Cinema      | 6840 Hollywood Blvd. |
| Eddie Fisher           | Musica      | 6241 Hollywood Blvd. |
| Eddie Fisher           | Televisione | 1724 Vine Street     |
| George Fisher          | Radio       | 6840 Hollywood Blvd. |
| Hal Fishman            | Televisione | 1560 Vine Street     |
| Barry Fitzgerald       | Cinema      | 6252 Hollywood Blvd  |
| Barry Fitzgerald       | Televisione | 7001 Hollywood Blvd. |
| Ella Fitzgerald        | Musica      | 6738 Hollywood Blvd. |
| Geraldine Fitzgerald   | Cinema      | 6353 Hollywood Blvd. |
| George Fitzmaurice     | Cinema      | 6601 Hollywood Blvd. |
| James A. FitzPatrick   | Cinema      | 1611 Vine Street     |
| Kirsten Flagstad       | Musica      | 6777 Hollywood Blvd. |
| Bobby Flay             | Televisione | 6141 Hollywood Blvd. |

| Nome                             | Categoria                 | Indirizzo                 |
| -------------------------------- | ------------------------- | ------------------------- |
| Fleetwood Mac                    | Musica                    | 6608 Hollywood Blvd.      |
| Rhonda Fleming                   | Cinema                    | 6660 Hollywood Blvd.      |
| Victor Fleming                   | Cinema                    | 1719 Vine Street          |
| Errol Flynn                      | Cinema                    | 6654 Hollywood Blvd.      |
| Errol Flynn                      | Televisione               | 7008 Hollywood Blvd.      |
| Nina Foch                        | Cinema                    | 6322 Hollywood Blvd.      |
| Nina Foch                        | Televisione               | 7021 Hollywood Blvd.      |
| John Fogerty                     | Musica                    | 7000 Hollywood Blvd.      |
| Red Foley                        | Musica                    | 6225 Hollywood Blvd.      |
| Red Foley                        | Televisione               | 6300 Hollywood Blvd.      |
| Henry Fonda                      | Cinema                    | 1601 Vine Street          |
| Peter Fonda                      | Cinema                    | 7018 Hollywood Blvd.      |
| Joan Fontaine                    | Cinema                    | 1645 Vine Street          |
| Dick Foran                       | Televisione               | 1600 Vine Street          |
| June Foray                       | Televisione               | 7080 Hollywood Blvd.      |
| Scott Forbes                     | Televisione               | 1650 Vine Street          |
| Glenn Ford                       | Cinema                    | 6933 Hollywood Blvd.      |
| Harrison Ford (attore 1884)      | Cinema                    | 6665 Hollywood Blvd       |
| Harrison Ford                    | Cinema                    | 6801 Hollywood Blvd.      |
| John Ford                        | Cinema                    | 1640 Vine Street          |
| Mary Ford and Les Paul           | vedi Les Paul & Mary Ford | vedi Les Paul & Mary Ford |
| Tennessee Ernie Ford             | Radio                     | 1600 Vine Street          |
| Tennessee Ernie Ford             | Musica                    | 6922 Hollywood Blvd.      |
| Tennessee Ernie Ford             | Televisione               | 6311 Hollywood Blvd.      |
| John Forsythe                    | Televisione               | 6549 Hollywood Blvd.      |
| David Foster                     | Musica                    | 1750 Vine Street          |
| Jodie Foster                     | Cinema                    | 6927 Hollywood Blvd.      |
| Preston Foster                   | Televisione               | 6801 Hollywood Blvd.      |
| Frankie Valli & The Four Seasons | Musica                    | 6150 Hollywood Blvd.      |
| The Four Step Brothers           | Teatro                    | 7000 Hollywood Blvd.      |
| The Four Tops                    | Musica                    | 7060 Hollywood Blvd.      |
| Charles Fox                      | Musica                    | 6752 Hollywood Blvd.      |
| Michael J. Fox                   | Cinema                    | 7021 Hollywood Blvd.      |
| William Fox                      | Cinema                    | 6541 Hollywood Blvd.      |
| Jamie Foxx                       | Cinema                    | 6801 Hollywood Blvd.      |
| Eddie Foy                        | Cinema                    | 1725 Vine Street          |
| Peter Frampton                   | Musica                    | 6819 Hollywood Blvd.      |
| Zino Francescatti                | Musica                    | 6704 Hollywood Blvd.      |
| Anne Francis                     | Televisione               | 1611 Vine Street          |
| Arlene Francis                   | Radio                     | 6432 Hollywood Blvd.      |
| Arlene Francis                   | Televisione               | 1734 Vine Street          |
| Kay Francis                      | Cinema                    | 6766 Hollywood Blvd.      |
| Don Francisco                    | Televisione               | 7018 Hollywood Blvd.      |
| James Franco                     | Cinema                    | 6838 Hollywood Blvd.      |
| Musso & Frank                    | Speciale                  | 6667 Hollywood Blvd.      |
| Aretha Franklin                  | Musica                    | 6920 Hollywood Blvd.      |
| Sidney Franklin                  | Cinema                    | 6566 Hollywood Blvd.      |
| Dennis Franz                     | Televisione               | 7021 Hollywood Blvd.      |
| William Frawley                  | Cinema                    | 6322 Hollywood Blvd.      |
| Stan Freberg                     | Musica                    | 6145 Hollywood Blvd.      |
| Pauline Frederick                | Cinema                    | 7000 Hollywood Blvd.      |
| Alan Freed                       | Radio                     | 6381 Hollywood Blvd.      |
| Morgan Freeman                   | Cinema                    | 7021 Hollywood Blvd.      |
| Y. Frank Freeman                 | Cinema                    | 6821 Hollywood Blvd.      |
| Friz Freleng                     | Cinema                    | 7000 Hollywood Blvd.      |
| William Friedkin                 | Cinema                    | 6925 Hollywood Blvd.      |
| Charles Fries                    | Televisione               | 6819 Hollywood Blvd.      |
| Lefty Frizzell                   | Musica                    | 6927 Hollywood Blvd.      |
| Jane Froman                      | Radio                     | 6321 Hollywood Blvd.      |
| Jane Froman                      | Musica                    | 6145 Hollywood Blvd.      |
| Jane Froman                      | Televisione               | 1645 Vine Street          |
| Robert Fuller                    | Televisione               | 6608 Hollywood Blvd.      |
| Simon Fuller                     | Televisione               | 6268 Hollywood Blvd.      |
| Annette Funicello                | Cinema                    | 6834 Hollywood Blvd.      |
| The Funk Brothers                | Musica                    | 7065 Hollywood Blvd.      |
| Betty Furness                    | Cinema                    | 1533 Vine Street          |
| Betty Furness                    | Televisione               | 6675 Hollywood Blvd.      |

## G
| Nome                  | Categoria   | Indirizzo            |
| --------------------- | ----------- | -------------------- |
| Kenny G               | Musica      | 7021 Hollywood Blvd  |
| Clark Gable           | Cinema      | 1608 Vine Street     |
| Eva Gabor             | Televisione | 6614 Hollywood Blvd. |
| Zsa Zsa Gábor         | Televisione | 6915 Hollywood Blvd. |
| Ana Gabriel           | Musica      | 6623 Hollywood Blvd. |
| Juan Gabriel          | Musica      | 7060 Hollywood Blvd. |
| Gal Gadot             | Cinema      | 6840 Hollywood Blvd. |
| Helen Gahagan         | Cinema      | 1708 Vine Street     |
| Amelita Galli-Curci   | Musica      | 6821 Hollywood Blvd. |
| Greta Garbo           | Cinema      | 6901 Hollywood Blvd. |
| Andy García           | Cinema      | 7000 Hollywood Blvd. |
| Ava Gardner           | Cinema      | 1560 Vine Street     |
| Ed Gardner            | Radio       | 6554 Hollywood Blvd. |
| Ed Gardner            | Televisione | 6676 Hollywood Blvd. |
| John Garfield         | Cinema      | 7065 Hollywood Blvd. |
| Beverly Garland       | Televisione | 6801 Hollywood Blvd. |
| Judy Garland          | Cinema      | 1715 Vine Street     |
| Erroll Garner         | Musica      | 6363 Hollywood Blvd. |
| James Garner          | Televisione | 6927 Hollywood Blvd. |
| Jennifer Garner       | Cinema      | 6920 Hollywood Blvd. |
| Peggy Ann Garner      | Cinema      | 6604 Hollywood Blvd. |
| Tay Garnett           | Cinema      | 6556 Hollywood Blvd. |
| Betty Garrett         | Teatro      | 6556 Hollywood Blvd. |
| Dave Garroway         | Radio       | 6355 Hollywood Blvd. |
| Dave Garroway         | Televisione | 6264 Hollywood Blvd. |
| Greer Garson          | Cinema      | 1651 Vine Street     |
| Lucho Gatica          | Musica      | 7021 Hollywood Blvd. |
| Marvin Gaye           | Musica      | 1500 Vine Street     |
| Crystal Gayle         | Musica      | 1515 Vine Street     |
| Janet Gaynor          | Cinema      | 6284 Hollywood Blvd. |
| Mitzi Gaynor          | Cinema      | 6288 Hollywood Blvd. |
| Bill Geist            | Televisione | 6850 Hollywood Blvd. |
| David Gerber          | Televisione | 1637 Vine Street     |
| George & Ira Gershwin | Musica      | 7083 Hollywood Blvd. |
| Giancarlo Giannini    | Cinema      | 6361 Hollywood Blvd. |
| Floyd Gibbons         | Radio       | 1631 Vine Street     |
| Leeza Gibbons         | Televisione | 7021 Hollywood Blvd. |
| Georgia Gibbs         | Musica      | 6404 Hollywood Blvd. |
| Marla Gibbs           | Televisione | 6840 Hollywood Blvd. |
| Hoot Gibson           | Cinema      | 1765 Vine Street     |
| Kathie Lee Gifford    | Televisione | 6834 Hollywood Blvd. |
| Beniamino Gigli       | Musica      | 6901 Hollywood Blvd. |
| Billy Gilbert         | Cinema      | 6263 Hollywood Blvd. |
| John Gilbert          | Cinema      | 1755 Vine Street     |
| Melissa Gilbert       | Televisione | 6429 Hollywood Blvd. |
| Paul Gilbert          | Televisione | 6340 Hollywood Blvd. |
| Vince Gill            | Musica      | 6901 Hollywood Blvd. |
| Dizzy Gillespie       | Musica      | 7057 Hollywood Blvd. |
| Mickey Gilley         | Musica      | 6930 Hollywood Blvd. |
| Dorothy Gish          | Cinema      | 6385 Hollywood Blvd. |
| Lillian Gish          | Cinema      | 1720 Vine Street     |
| Louise Glaum          | Cinema      | 6834 Hollywood Blvd. |
| Jackie Gleason        | Musica      | 6231 Hollywood Blvd. |
| Jackie Gleason        | Televisione | 6300 Hollywood Blvd. |
| James Gleason         | Cinema      | 7038 Hollywood Blvd. |
| Sharon Gless          | Televisione | 7065 Hollywood Blvd. |
| George Gobel          | Televisione | 6850 Hollywood Blvd. |
| Paulette Goddard      | Cinema      | 1652 Vine Street     |
| Arthur Godfrey        | Radio       | 6233 Hollywood Blvd. |
| Arthur Godfrey        | Musica      | 6616 Hollywood Blvd. |
| Arthur Godfrey        | Televisione | 1559 Vine Street     |
| Earl Godwin           | Radio       | 6201 Hollywood Blvd. |
| Godzilla              | Cinema      | 6925 Hollywood Blvd. |
| The Go-Go's           | Musica      | 6652 Hollywood Blvd. |

| Nome                         | Categoria   | Indirizzo            |
| ---------------------------- | ----------- | -------------------- |
| Ernest Gold                  | Musica      | 6434 Hollywood Blvd. |
| Leonard Goldberg             | Televisione | 6901 Hollywood Blvd. |
| Whoopi Goldberg              | Cinema      | 6801 Hollywood Blvd. |
| Jeff Goldblum                | Cinema      | 6656 Hollywood Blvd. |
| Leonard H. Goldenson         | Televisione | 6834 Hollywood Blvd. |
| Edwin F. Goldman             | Radio       | 6410 Hollywood Blvd. |
| Jerry Goldsmith              | Musica      | 6752 Hollywood Blvd. |
| Samuel Goldwyn               | Cinema      | 1631 Vine Street     |
| Pedro Gonzalez Gonzalez      | Cinema      | 1555 Vine Street     |
| Cuba Gooding, Jr.            | Cinema      | 6834 Hollywood Blvd. |
| Al Goodman                   | Musica      | 6300 Hollywood Blvd. |
| Benny Goodman                | Musica      | 6101 Hollywood Blvd. |
| John Goodman                 | Cinema      | 6767 Hollywood Blvd. |
| Mark Goodson                 | Televisione | 6374 Hollywood Blvd. |
| Bill Goodwin                 | Radio       | 6810 Hollywood Blvd. |
| Gale Gordon                  | Radio       | 6340 Hollywood Blvd. |
| Berry Gordy                  | Musica      | 7000 Hollywood Blvd. |
| Mike Gore                    | Cinema      | 6315 Hollywood Blvd. |
| Eydie Gormé & Steve Lawrence | Musica      | 1541 Vine Street     |
| Freeman Gosden               | Radio       | 1777 Vine Street     |
| Louis Gossett Jr.            | Cinema      | 7000 Hollywood Blvd. |
| Jetta Goudal                 | Cinema      | 6333 Hollywood Blvd. |
| Morton Gould                 | Musica      | 6533 Hollywood Blvd. |
| Robert Goulet                | Musica      | 6368 Hollywood Blvd. |
| Betty Grable                 | Cinema      | 6525 Hollywood Blvd. |
| Billy Graham                 | Radio       | 6901 Hollywood Blvd. |
| Gloria Grahame               | Cinema      | 6522 Hollywood Blvd. |
| Lucian Grainge               | Musica      | 1750 Vine Street     |
| Kelsey Grammer               | Televisione | 7021 Hollywood Blvd. |
| Farley Granger               | Televisione | 1551 Vine Street     |
| Amy Grant                    | Musica      | 6901 Hollywood Blvd. |
| Cary Grant                   | Cinema      | 1610 Vine Street     |
| Johnny Grant                 | Speciale    | 6807 Hollywood Blvd. |
| Johnny Grant                 | Televisione | 6915 Hollywood Blvd. |
| Bonita Granville             | Cinema      | 6607 Hollywood Blvd. |
| Sid Grauman                  | Cinema      | 6379 Hollywood Blvd. |
| Peter Graves                 | Televisione | 6667 Hollywood Blvd. |
| Fred Gray                    | Televisione | 6801 Hollywood Blvd. |
| Gilda Gray                   | Cinema      | 6620 Hollywood Blvd. |
| Glen Gray                    | Musica      | 1709 Vine Street     |
| Jim Gray                     | Radio       | 6801 Hollywood Blvd. |
| Kathryn Grayson              | Cinema      | 1600 Vine Street     |
| Brian Grazer                 | Cinema      | 7000 Hollywood Blvd  |
| Alfred Green                 | Cinema      | 6529 Hollywood Blvd. |
| Jack N. Green                | Cinema      | 6925 Hollywood Blvd. |
| John Green                   | Cinema      | 6925 Hollywood Blvd. |
| Mitzi Green                  | Cinema      | 6430 Hollywood Blvd. |
| Harold Greene                | Televisione | 6906 Hollywood Blvd. |
| Lorne Greene                 | Televisione | 1559 Vine Street     |
| Charlotte Greenwood          | Radio       | 1601 Vine Street     |
| Jane Greer                   | Cinema      | 1634 Vine Street     |
| Dick Gregory                 | Teatro      | 1650 Vine Street     |
| Joel Grey                    | Teatro      | 6753 Hollywood Blvd. |
| Merv Griffin                 | Televisione | 1541 Vine Street     |
| Andy Griffith                | Televisione | 6418 Hollywood Blvd. |
| Corinne Griffith             | Cinema      | 1560 Vine Street     |
| David Wark Griffith          | Cinema      | 6535 Hollywood Blvd. |
| Raymond Griffith             | Cinema      | 6124 Hollywood Blvd. |
| Matt Groening                | Televisione | 7021 Hollywood Blvd. |
| Robert Guillaume             | Televisione | 6675 Hollywood Blvd. |
| Texas Guinan                 | Cinema      | 1765 Vine Street     |
| Alec Guinness                | Cinema      | 1559 Vine Street     |
| Steve Guttenberg             | Cinema      | 6411 Hollywood Blvd. |
| Edmund Gwenn                 | Cinema      | 1755 Vine Street     |

## H
| Nome                 | Categoria   | Indirizzo            |
| -------------------- | ----------- | -------------------- |
| Buddy Hackett        | Teatro      | 6834 Hollywood Blvd. |
| Reed Hadley          | Televisione | 6553 Hollywood Blvd. |
| Sammy Hagar          | Musica      | 6212 Hollywood Blvd. |
| Jean Hagen           | Televisione | 1560 Vine Street     |
| Dan Haggerty         | Televisione | 7070 Hollywood Blvd. |
| Don Haggerty         | Televisione | 6140 Hollywood Blvd. |
| Larry Hagman         | Televisione | 1560 N. Vine Street  |
| William Haines       | Cinema      | 7012 Hollywood Blvd. |
| Jester Hairston      | Televisione | 6161 Hollywood Blvd. |
| Alan Hale            | Cinema      | 6532 Hollywood Blvd. |
| Alan Hale, Jr.       | Televisione | 6653 Hollywood Blvd. |
| Barbara Hale         | Televisione | 1628 Vine Street     |
| Creighton Hale       | Cinema      | 6915 Hollywood Blvd. |
| Monte Hale           | Cinema      | 7000 Hollywood Blvd. |
| Bill Haley           | Musica      | 6350 Hollywood Blvd. |
| Jack Haley           | Radio       | 6435 Hollywood Blvd. |
| Arsenio Hall         | Televisione | 6776 Hollywood Blvd. |
| Conrad Hall          | Cinema      | 7060 Hollywood Blvd. |
| Jon Hall             | Cinema      | 1724 Vine Street     |
| Jon Hall             | Televisione | 6933 Hollywood Blvd. |
| Monty Hall           | Televisione | 6801 Hollywood Blvd. |
| Carl Stuart Hamblen  | Radio       | 6419 Hollywood Blvd. |
| Rusty Hamer          | Televisione | 6323 Hollywood Blvd. |
| George Hamilton      | Cinema      | 7021 Hollywood Blvd. |
| Lewis Hamilton       | Sport       | 6141 Hollywood Blvd. |
| Lloyd Hamilton       | Cinema      | 6141 Hollywood Blvd. |
| Neil Hamilton        | Cinema      | 6634 Hollywood Blvd. |
| Lionel Hampton       | Musica      | 7000 Hollywood Blvd. |
| Herbie Hancock       | Musica      | 7057 Hollywood Blvd. |
| Tom Hanks            | Cinema      | 7000 Hollywood Blvd. |
| Hanna-Barbera        | Televisione | 6753 Hollywood Blvd. |
| Ann Harding          | Cinema      | 6201 Hollywood Blvd. |
| Ann Harding          | Televisione | 6850 Hollywood Blvd. |
| Cedric Hardwicke     | Cinema      | 6201 Hollywood Blvd. |
| Cedric Hardwicke     | Televisione | 6660 Hollywood Blvd. |
| Oliver Hardy         | Cinema      | 1500 Vine Street     |
| Mariska Hargitay     | Televisione | 6328 Hollywood Blvd. |
| Harlem Globetrotters | Televisione | 6141 Hollywood Blvd. |
| Jean Harlow          | Cinema      | 6910 Hollywood Blvd. |
| Mark Harmon          | Televisione | 6253 Hollywood Blvd. |
| Arlene Harris        | Radio       | 6250 Hollywood Blvd. |
| Ed Harris            | Cinema      | 6712 Hollywood Blvd. |
| Jack H. Harris       | Cinema      | 6764 Hollywood Blvd. |
| Mildred Harris       | Cinema      | 6307 Hollywood Blvd. |
| Neil Patrick Harris  | Televisione | 6243 Hollywood Blvd. |
| Phil Harris          | Radio       | 6651 Hollywood Blvd. |
| Phil Harris          | Musica      | 6508 Hollywood Blvd  |
| George Harrison      | Musica      | 1750 Vine Street     |
| Rex Harrison         | Cinema      | 6904 Hollywood Blvd. |
| Rex Harrison         | Televisione | 6390 Hollywood Blvd. |
| Ray Harryhausen      | Cinema      | 6840 Hollywood Blvd. |
| John Hart            | Televisione | 6432 Hollywood Blvd. |
| Kevin Hart           | Teatro      | 7013 Hollywood Blvd. |
| Mary Hart            | Televisione | 7000 Hollywood Blvd. |
| William S. Hart      | Cinema      | 6363 Hollywood Blvd. |
| Mariette Hartley     | Televisione | 7000 Hollywood Blvd. |
| Phil Hartman         | Televisione | 6600 Hollywood Blvd. |
| Steve Harvey         | Radio       | 6270 Hollywood Blvd. |
| David Hasselhoff     | Televisione | 7018 Hollywood Blvd. |
| Signe Hasso          | Cinema      | 7080 Hollywood Blvd. |
| Anne Hathaway        | Cinema      | 6927 Hollywood Blvd. |
| Henry Hathaway       | Cinema      | 1638 Vine Street     |
| Raymond Hatton       | Cinema      | 1708 Vine Street     |
| June Haver           | Cinema      | 1777 Vine Street     |
| June Havoc           | Cinema      | 6618 Hollywood Blvd. |
| June Havoc           | Televisione | 6413 Hollywood Blvd. |
| Bob Hawke            | Televisione | 6413 Hollywood Blvd. |
| Howard Hawks         | Cinema      | 1708 Vine Street     |
| Goldie Hawn          | Cinema      | 6201 Hollywood Blvd. |
| Bill Hay             | Radio       | 6826 Hollywood Blvd. |
| Sessue Hayakawa      | Cinema      | 1645 Vine Street     |
| Salma Hayek          | Cinema      | 6901 Hollywood Blvd. |
| Gabby Hayes          | Radio       | 6427 Hollywood Blvd. |
| Gabby Hayes          | Televisione | 1724 Vine Street     |
| Helen Hayes          | Cinema      | 6258 Hollywood Blvd. |
| Helen Hayes          | Radio       | 6549 Hollywood Blvd. |
| Johnny Hayes         | Radio       | 6769 Hollywood Blvd. |
| Richard Hayman       | Musica      | 1765 Vine Street     |
| Dick Haymes          | Musica      | 1724 Vine Street     |
| Dick Haymes          | Radio       | 6841 Hollywood Blvd. |
| Dick Haynes          | Radio       | 6841 Hollywood Blvd. |
| Will H. Hays         | Cinema      | 6116 Hollywood Blvd. |
| Louis Hayward        | Cinema      | 1500 Vine Street     |
| Louis Hayward        | Televisione | 1680 Vine Street     |
| Susan Hayward        | Cinema      | 6251 Hollywood Blvd. |
| Rita Hayworth        | Cinema      | 1645 Vine Street     |
| Edith Head           | Cinema      | 6504 Hollywood Blvd. |
| Jim Healy            | Radio       | 6740 Hollywood Blvd. |
| Chick Hearn          | Radio       | 6755 Hollywood Blvd. |
| Eileen Heckart       | Cinema      | 6140 Hollywood Blvd. |
| Tippi Hedren         | Cinema      | 7060 Hollywood Blvd. |
| Van Heflin           | Cinema      | 6311 Hollywood Blvd. |
| Van Heflin           | Televisione | 6125 Hollywood Blvd. |
| Hugh Hefner          | Televisione | 7000 Hollywood Blvd. |
| Horace Heidt         | Radio       | 1631 Vine Street     |
| Horace Heidt         | Televisione | 6628 Hollywood Blvd. |

| Nome                   | Categoria   | Indirizzo                           |
| ---------------------- | ----------- | ----------------------------------- |
| Jascha Heifetz         | Musica      | 6777 Hollywood Blvd.                |
| Marg Helgenberger      | Televisione | 6777 Hollywood Blvd.                |
| Chris Hemsworth        | Cinema      | 6819 Hollywood Blvd.                |
| Florence Henderson     | Televisione | 6667 Hollywood Blvd.                |
| Jimi Hendrix           | Musica      | 6627 Hollywood Blvd.                |
| Sonja Henie            | Cinema      | 6101 Hollywood Blvd.                |
| Paul Henreid           | Cinema      | 6366 Hollywood Blvd.                |
| Paul Henreid           | Televisione | 1720 Vine Street                    |
| Jim Henson             | Televisione | 6631 Hollywood Blvd.                |
| Taraji P. Henson       | Cinema      | 6212 Hollywood Blvd.                |
| Audrey Hepburn         | Cinema      | 1652 Vine Street                    |
| Katharine Hepburn      | Cinema      | 6284 Hollywood Blvd.                |
| Hugh Herbert           | Cinema      | 6251 Hollywood Blvd.                |
| Jerry Herman           | Teatro      | 7095 Hollywood Blvd.                |
| Pee-Wee Herman         | Cinema      | 6562 Hollywood Blvd.                |
| Woody Herman           | Musica      | 6805 Hollywood Blvd.                |
| Jean Hersholt          | Cinema      | 6501 Hollywood Blvd.                |
| Jean Hersholt          | Radio       | 6701 Hollywood Blvd.                |
| Irene Hervey           | Cinema      | 6336 Hollywood Blvd.                |
| Charlton Heston        | Cinema      | 1628 Hollywood Blvd.                |
| Eddie Heywood          | Musica      | 1709 Vine Street                    |
| Al Hibbler             | Musica      | 1650 Vine Street                    |
| George Hicks           | Radio       | 6314 Hollywood Blvd.                |
| Hildegarde             | Radio       | 6141 Hollywood Blvd.                |
| Jim Hill               | Televisione | 6801 Hollywood Blvd.                |
| Cheryl Hines           | Televisione | 6621 Hollywood Blvd.                |
| Alfred Hitchcock       | Cinema      | 6506 Hollywood Blvd.                |
| Alfred Hitchcock       | Televisione | 7013 Hollywood Blvd.                |
| John Hodiak            | Radio       | 6101 Hollywood Blvd.                |
| Portland Hoffa         | Radio       | 1640 Vine Street                    |
| William Holden         | Cinema      | 1651 Vine Street                    |
| Billie Holiday         | Musica      | 1540 Vine Street                    |
| Holland-Dozier-Holland | Musica      | 7070 Hollywood Blvd.                |
| Judy Holliday          | Cinema      | 6901 Hollywood Blvd.                |
| Earl Holliman          | Televisione | 6901 Hollywood Blvd.                |
| Gordon Hollingshead    | Cinema      | 6200 Hollywood Blvd.                |
| Buddy Holly            | Musica      | 1750 Vine Street                    |
| Celeste Holm           | Cinema      | 1500 Vine Street                    |
| Celeste Holm           | Televisione | 6821 Hollywood Blvd.                |
| Burton Holmes          | Cinema      | 6600 Hollywood Blvd.                |
| Phillips Holmes        | Cinema      | 6908 Hollywood Blvd.                |
| Taylor Holmes          | Cinema      | 6821 Hollywood Blvd.                |
| Jack Holt              | Cinema      | 6313-1/2 Hollywood Blvd             |
| James Hong             | Cinema      | 6931 Hollywood Blvd                 |
| John Lee Hooker        | Musica      | 7083 Hollywood Blvd                 |
| Bob Hope               | Cinema      | 6541 Hollywood Blvd.                |
| Bob Hope               | Radio       | 6141 Hollywood Blvd.                |
| Bob Hope               | Teatro      | Special Plaque 7021 Hollywood Blvd. |
| Bob Hope               | Televisione | 6758 Hollywood Blvd.                |
| Dolores Hope           | Teatro      | 7021 Hollywood Blvd.                |
| Anthony Hopkins        | Cinema      | 6801 Hollywood Blvd.                |
| Linda Hopkins          | Musica      | 6233 Hollywood Blvd.                |
| Miriam Hopkins         | Cinema      | 1709 Vine Street                    |
| Miriam Hopkins         | Televisione | 1716 Vine Street                    |
| Dennis Hopper          | Cinema      | 6712 Hollywood Blvd                 |
| Hedda Hopper           | Cinema      | 6313 Hollywood Blvd                 |
| Lena Horne             | Cinema      | 6282 Hollywood Blvd.                |
| Lena Horne             | Musica      | 6250 Hollywood Blvd.                |
| Vladimir Horowitz      | Musica      | 1680 Vine Street                    |
| Edward Everett Horton  | Cinema      | 6427 Hollywood Blvd                 |
| Harry Houdini          | Cinema      | 7001 Hollywood Blvd.                |
| Eddy Howard            | Musica      | 6724 Hollywood Blvd.                |
| John Howard            | Televisione | 6515 Hollywood Blvd.                |
| Leslie Howard          | Cinema      | 6550 Hollywood Blvd.                |
| Ron Howard             | Televisione | 6838 Hollywood Blvd.                |
| Ron Howard             | Cinema      | 6931 Hollywood Blvd.                |
| Terence Howard         | Televisione | 6200 Hollywood Blvd.                |
| William K. Howard      | Cinema      | 1500 Vine Street                    |
| Jennifer Hudson        | Musica      | 6200 Hollywood Blvd                 |
| Rochelle Hudson        | Cinema      | 6200 Hollywood Blvd.                |
| Rock Hudson            | Cinema      | 6116 Hollywood Blvd.                |
| Felicity Huffman       | Televisione | 7072 Hollywood Blvd.                |
| Josephine Hull         | Cinema      | 6502 Hollywood Blvd.                |
| Warren Hull            | Radio       | 6270 Hollywood Blvd.                |
| Warren Hull            | Televisione | 6135 Hollywood Blvd.                |
| H. Bruce Humberstone   | Cinema      | 1752 Vine Street                    |
| Engelbert Humperdinck  | Musica      | 7000 Hollywood Blvd.                |
| Frazier Hunt           | Radio       | 1708 Vine Street                    |
| Marsha Hunt            | Televisione | 6658 Hollywood Blvd.                |
| Pee Wee Hunt           | Musica      | 6838 Hollywood Blvd.                |
| Holly Hunter           | Cinema      | 7000 Hollywood Blvd.                |
| Jeffrey Hunter         | Televisione | 6918 Hollywood Blvd.                |
| Kim Hunter             | Cinema      | 1617 Vine Street                    |
| Kim Hunter             | Televisione | 1715 Vine Street                    |
| Tab Hunter             | Cinema      | 6320 Hollywood Blvd.                |
| Gale Anne Hurd         | Cinema      | 7000 Hollywood Blvd.                |
| Marlin Hurt            | Radio       | 6514 Hollywood Blvd.                |
| Ted Husing             | Radio       | 6821 Hollywood Blvd.                |
| Ferlin Husky           | Musica      | 6675 Hollywood Blvd.                |
| Ruth Hussey            | Cinema      | 1551 Vine Street                    |
| John Huston            | Cinema      | 1765 Hollywood Blvd.                |
| Walter Huston          | Cinema      | 6624 Hollywood Blvd.                |
| Betty Hutton           | Cinema      | 6259 Hollywood Blvd.                |

## I
| Nome               | Categoria   | Indirizzo            |
| ------------------ | ----------- | -------------------- |
| Ice Cube           | Musica      | 6752 Hollywood Blvd. |
| Ice-T              | Musica      | 7065 Hollywood Blvd. |
| Billy Idol         | Musica      | 6201 Hollywood Blvd. |
| Julio Iglesias     | Musica      | 7000 Hollywood Blvd. |
| Thomas Harper Ince | Cinema      | 6727 Hollywood Blvd. |
| Pedro Infante      | Musica      | 7083 Hollywood Blvd. |
| Rex Ingram         | Cinema      | 1651 Hollywood Blvd. |
| Jill Ireland       | Cinema      | 6751 Hollywood Blvd. |
| John Ireland       | Televisione | 7021 Hollywood Blvd. |
| Steve Irwin        | Televisione | 6320 Hollywood Blvd. |
| Jose Iturbi        | Musica      | 6834 Hollywood Blvd. |

## J
| Nome                     | Categoria   | Indirizzo            |
| ------------------------ | ----------- | -------------------- |
| Hugh Jackman             | Cinema      | 7018 Hollywood Blvd  |
| Alan Jackson             | Musica      | 6901 Hollywood Blvd. |
| Curtis "50 Cent" Jackson | Musica      | 6250 Hollywood Blvd. |
| Janet Jackson            | Musica      | 1500 Vine Street     |
| Mahalia Jackson          | Musica      | 6840 Hollywood Blvd. |
| Michael Jackson          | Radio       | 1541 Vine Street     |
| Michael Jackson          | Musica      | 6927 Hollywood Blvd. |
| Peter Jackson            | Cinema      | 6801 Hollywood Blvd. |
| Samuel L. Jackson        | Cinema      | 7018 Hollywood Blvd. |
| Sherry Jackson           | Televisione | 6324 Hollywood Blvd. |
| The Jacksons             | Musica      | 1500 Vine Street     |
| Dean Jagger              | Cinema      | 1623 Vine Street     |
| Jimmy Jam e Terry Lewis  | Musica      | 6363 Hollywood Blvd. |
| Dennis James             | Televisione | 6753 Hollywood Blvd. |
| Susan Saint James        | Televisione | 1645 Vine Street.    |
| Etta James               | Musica      | 7080 Hollywood Blvd. |
| Harry James              | Musica      | 6683 Hollywood Blvd. |
| Joni James               | Musica      | 6814 Hollywood Blvd. |
| Sonny James              | Musica      | 6630 Hollywood Blvd. |
| Jane's Addiction         | Musica      | 6436 Hollywood Blvd. |
| Elsie Janis              | Cinema      | 6770 Hollywood Blvd. |
| Allison Janney           | Televisione | 6100 Hollywood Blvd. |
| Emil Jannings            | Cinema      | 1630 Vine Street     |
| David Janssen            | Televisione | 7011 Hollywood Blvd. |
| Maurice Jarre            | Cinema      | 6505 Hollywood Blvd. |
| Al Jarreau               | Musica      | 7083 Hollywood Blvd. |
| Jaime Jarrin             | Radio       | 6381 Hollywood Blvd. |
| Jefferson Airplane       | Musica      | 6752 Hollywood Blvd. |
| Anne Jeffreys            | Televisione | 1501 Vine Street     |
| Herbert Jeffreys         | Cinema      | 6672 Hollywood Blvd. |
| Gordon Jenkins           | Musica      | 6626 Hollywood Blvd. |
| Ken Jeong                | Televisione | 1708 Vine Street     |
| Adele Jergens            | Televisione | 7046 Hollywood Blvd. |
| George Jessel            | Cinema      | 1777 Vine Street     |
| Isabel Jewell            | Cinema      | 1560 Vine Street     |
| Norman Jewison           | Cinema      | 7000 Hollywood Blvd. |
| Billy Joel               | Musica      | 6233 Hollywood Blvd. |

| Nome               | Categoria             | Indirizzo             |
| ------------------ | --------------------- | --------------------- |
| Scarlett Johansson | Cinema                | 6931 Hollywood Blvd.  |
| Elton John         | Musica                | 6915 Hollywood Blvd.  |
| Ben Johnson        | Cinema                | 7083 Hollywood Blvd.  |
| Don Johnson        | Televisione           | 7080 Hollywood Blvd.  |
| Dwayne Johnson     | Cinema                | 6801 Hollywood Blvd.  |
| Magic Johnson      | Sport                 | 7018 Hollywood Blvd.  |
| Nunnally Johnson   | Cinema                | 6240 Hollywood Blvd.  |
| Van Johnson        | Cinema                | 6600 Hollywood Blvd.  |
| Al Jolson          | Cinema                | 6622 Hollywood Blvd.  |
| Al Jolson          | Radio                 | 6750 Hollywood Blvd.  |
| Al Jolson          | Musica                | 1716 Vine Street      |
| Jonas Brothers     | Musica                | 7060 Hollywood Blvd.  |
| Allan Jones        | Musica                | 6100 Hollywood Blvd.  |
| Buck Jones         | Cinema                | 6834 Hollywood Blvd.  |
| Chuck Jones        | Cinema                | 7011 Hollywood Blvd.  |
| Dick Jones         | Televisione           | 7042 Hollywood Blvd.  |
| Gordon Jones       | Televisione           | 1623 Vine Street      |
| Jack Jones         | Musica                | 6104 Hollywood Blvd.  |
| Jennifer Jones     | Cinema                | 6429 Hollywood Blvd.  |
| Quincy Jones       | Musica                | 1500 Vine Street      |
| Shirley Jones      | Cinema                | 1541 Vine Street      |
| Spike Jones        | Radio                 | 6290 Hollywood Blvd.  |
| Spike Jones        | Musica                | 1500 Vine Street      |
| Spike Jones        | Televisione           | 6818 Hollywood Blvd.  |
| Tom Jones          | Musica                | 6608 Hollywood Blvd.  |
| Tommy Lee Jones    | Cinema                | 6925 Hollywood Blvd.  |
| Janis Joplin       | Musica                | 6752 Hollywood Blvd.  |
| Michael B. Jordan  | Cinema                | 6201 Hollywood Blvd.  |
| Victor Jory        | Cinema                | 6605 Hollywood Blvd.  |
| José José          | Musica                | 7036 Hollywood Blvd.  |
| Louis Jourdan      | Musica                | 6153 Hollywood Blvd.  |
| Louis Jourdan      | Televisione           | 6445 Hollywood Blvd.  |
| Journey            | Musica                | 6750 Hollywood Blvd.  |
| Leatrice Joy       | Cinema                | 6517 Hollywood Blvd.  |
| Judge Judy         | vedi Judith Sheindlin | vedi Judith Sheindlin |
| Katy Jurado        | Cinema                | 7065 Hollywood Blvd.  |

## K
| Nome                     | Categoria   | Indirizzo            |
| ------------------------ | ----------- | -------------------- |
| Ellen K                  | Radio       | 6270 Hollywood Blvd. |
| Mindy Kaling             | Televisione | 6533 Hollywood Blvd. |
| Kitty Kallen             | Musica      | 7021 Hollywood Blvd. |
| Herbert Kalmus           | Cinema      | 6157 Hollywood Blvd. |
| Bob Kane                 | Cinema      | 6764 Hollywood Blvd. |
| Boris Karloff            | Cinema      | 1737 Vine Street     |
| Boris Karloff            | Televisione | 6664 Hollywood Blvd. |
| Casey Kasem              | Radio       | 6931 Hollywood Blvd. |
| Andy Kaufman             | Televisione | 1555 Vine Street     |
| Danny Kaye               | Cinema      | 6563 Hollywood Blvd. |
| Danny Kaye               | Musica      | 6125 Hollywood Blvd. |
| Danny Kaye               | Radio       | 6101 Hollywood Blvd. |
| Sammy Kaye               | Musica      | 6767 Hollywood Blvd. |
| Sammy Kaye               | Televisione | 6419 Hollywood Blvd. |
| Sammy Kaye               | Radio       | 6821 Hollywood Blvd. |
| Elia Kazan               | Cinema      | 6800 Hollywood Blvd. |
| KC and the Sunshine Band | Musica      | 7080 Hollywood Blvd. |
| Stacy Keach              | Televisione | 1628 Vine Street     |
| Buster Keaton            | Cinema      | 6619 Hollywood Blvd. |
| Buster Keaton            | Televisione | 6321 Hollywood Blvd. |
| Michael Keaton           | Cinema      | 6931 Hollywood Blvd. |
| Howard Keel              | Cinema      | 6253 Hollywood Blvd. |
| Ruby Keeler              | Cinema      | 6730 Hollywood Blvd. |
| William Keene            | Televisione | 1541 Vine Street     |
| Bob Keeshan              | Televisione | Sunset & Vine        |
| Brian Keith              | Televisione | 7021 Hollywood Blvd. |
| Annette Kellerman        | Cinema      | 6608 Hollywood Blvd. |
| DeForest Kelley          | Cinema      | 7021Hollywood Blvd.  |
| Gene Kelly               | Cinema      | 6153 Hollywood Blvd. |
| Grace Kelly              | Cinema      | 6329 Hollywood Blvd. |
| Nancy Kelly              | Cinema      | 7021 Hollywood Blvd. |
| Patsy Kelly              | Cinema      | 6669 Hollywood Blvd. |
| Arthur Kennedy           | Cinema      | 6681 Hollywood Blvd. |
| Arthur Kennedy           | Televisione | 1620 Vine Street     |
| Edgar Kennedy            | Cinema      | 6901 Hollywood Blvd. |
| George Kennedy           | Cinema      | 6356 Hollywood Blvd. |
| John B. Kennedy          | Radio       | 1611 Vine Street     |
| Madge Kennedy            | Cinema      | 1600 Vine Street     |
| Stan Kenton              | Musica      | 6340 Hollywood Blvd. |
| Kermit the Frog          | Televisione | 6801 Hollywood Blvd. |
| Deborah Kerr             | Cinema      | 1709 Vine Street     |
| J. M. Kerrigan           | Cinema      | 6621 Hollywood Blvd. |
| Norman Kerry             | Cinema      | 6724 Hollywood Blvd. |
| Chaka Khan               | Musica      | 6623 Hollywood Blvd. |
| Nicole Kidman            | Cinema      | 6801 Hollywood Blvd. |

| Nome                 | Categoria   | Indirizzo            |
| -------------------- | ----------- | -------------------- |
| Dorothy Kilgallen    | Televisione | 6780 Hollywood Blvd. |
| Mark & Kim           | Radio       | 6834 Hollywood Blvd. |
| Jimmy Kimmel         | Televisione | 6724 Hollywood Blvd. |
| Andrea King          | Televisione | 1547 Vine Street     |
| B. B. King           | Musica      | 6771 Hollywood Blvd. |
| Billie Jean King     | Sport       | 6284 Hollywood Blvd. |
| Carole King          | Musica      | 6906 Hollywood Blvd. |
| Henry King           | Cinema      | 6327 Hollywood Blvd. |
| John Reed King       | Radio       | 6402 Hollywood Blvd. |
| Larry King           | Televisione | 6616 Hollywood Blvd. |
| Pee Wee King         | Musica      | 1715 Vine Street     |
| Peggy King           | Televisione | 6563 Hollywood Blvd. |
| Wayne King           | Radio       | 6251 Hollywood Blvd. |
| Ben Kingsley         | Cinema      | 6931 Hollywood Blvd. |
| Joe Kirkwood, Jr.    | Televisione | 1632 Vine Street     |
| Dorothy Kirsten      | Musica      | 6331 Hollywood Blvd. |
| KISS                 | Musica      | 7080 Hollywood Blvd. |
| Eartha Kitt          | Musica      | 6656 Hollywood Blvd. |
| Kevin Kline          | Cinema      | 7000 Hollywood Blvd. |
| Jack Klugman         | Televisione | 6555 Hollywood Blvd. |
| Evelyn Knight        | Musica      | 6136 Hollywood Blvd. |
| Gladys Knight        | Musica      | 7083 Hollywood Blvd. |
| June Knight          | Cinema      | 6247 Hollywood Blvd. |
| Raymond Knight       | Radio       | 6130 Hollywood Blvd. |
| Ted Knight           | Televisione | 6673 Hollywood Blvd. |
| Don Knotts           | Televisione | 7083 Hollywood Blvd. |
| Patric Knowles       | Televisione | 6542 Hollywood Blvd. |
| Peggy Knudsen        | Televisione | 6262 Hollywood Blvd. |
| Walter Koenig        | Televisione | 6679 Hollywood Blvd. |
| Kool & the Gang      | Musica      | 7065 Hollywood Blvd. |
| Theodore Kosloff     | Cinema      | 1617 Vine Street     |
| André Kostelanetz    | Musica      | 6542 Hollywood Blvd. |
| Henry Koster         | Cinema      | 6762 Hollywood Blvd. |
| Ernie Kovacs         | Televisione | 6307 Hollywood Blvd. |
| Dave Koz             | Musica      | 1750 Vine Street     |
| Stanley Kramer       | Cinema      | 6100 Hollywood Blvd. |
| Lenny Kravitz        | Musica      | 1750 Vine Street     |
| Fritz Kreisler       | Musica      | 6655 Hollywood Blvd. |
| Kurt Kreuger         | Cinema      | 1560 Vine Street     |
| Sid and Marty Krofft | Televisione | 6201 Hollywood Blvd. |
| Otto Kruger          | Cinema      | 1734 Vine Street     |
| Otto Kruger          | Televisione | 6331 Hollywood Blvd. |
| KTLA                 | Speciale    | 7018 Hollywood Blvd. |
| Kay Kyser            | Radio       | 1601 Vine Street     |
| Kay Kyser            | Musica      | 1708 Vine Street     |

## L
| Nome                        | Categoria                        | Indirizzo                        |
| --------------------------- | -------------------------------- | -------------------------------- |
| L. A. P. D. Hollywood       | Speciale                         | 6777 Hollywood Blvd.             |
| Gregory La Cava             | Cinema                           | 6906 Hollywood Blvd.             |
| Laura La Plante             | Cinema                           | 6378 Hollywood Blvd.             |
| Rod La Rocque               | Cinema                           | 1580 Vine Street                 |
| Julius La Rosa              | Televisione                      | 6290 Hollywood Blvd.             |
| Patti LaBelle               | Musica                           | 7000 Hollywood Blvd.             |
| Art Laboe                   | Radio                            | 6800 Hollywood Blvd.             |
| Alan Ladd                   | Cinema                           | 1601 Vine Street                 |
| Alan Ladd, Jr.              | Cinema                           | 7018 Hollywood Blvd.             |
| Diane Ladd                  | Cinema                           | 6270 Hollywood Blvd.             |
| Jim Ladd                    | Radio                            | 7018 Hollywood Blvd.             |
| Sue Carol Ladd              | Vedi Sue Carol                   | Vedi Sue Carol                   |
| Carl Laemmle                | Cinema                           | 6301 Hollywood Blvd.             |
| Frankie Laine               | Musica                           | 6385 Hollywood Blvd.             |
| Frankie Laine               | Televisione                      | 1645 Vine Street                 |
| Alice Lake                  | Cinema                           | 1624 Vine Street                 |
| Arthur Lake                 | Radio                            | 6646 Hollywood Blvd.             |
| Veronica Lake               | Cinema                           | 6918 Hollywood Blvd.             |
| Jack LaLanne                | Televisione                      | 7000 Hollywood Blvd.             |
| Guy Laliberté               | Teatro                           | 6801 Hollywood Blvd.             |
| Barbara La Marr             | Cinema                           | 1621 Vine Street                 |
| Hedy Lamarr                 | Cinema                           | 6247 Hollywood Blvd.             |
| Dorothy Lamour              | Cinema                           | 6332 Hollywood Blvd.             |
| Dorothy Lamour              | Radio                            | 6240 Hollywood Blvd.             |
| Burt Lancaster              | Cinema                           | 6801 Hollywood Blvd.             |
| Martin Landau               | Cinema                           | 6801 Hollywood Blvd.             |
| Elissa Landi                | Cinema                           | 1611 Vine Street                 |
| Carole Landis               | Cinema                           | 1765 Vine Street                 |
| Michael Landon              | Televisione                      | 1500 N. Vine Street              |
| Klaus Landsberg             | Televisione                      | 1500 N. Vine Street              |
| Abbe Lane                   | Televisione                      | 6385 Hollywood Blvd.             |
| Dick Lane                   | Televisione                      | 6317 Hollywood Blvd.             |
| Nathan Lane                 | Cinema                           | 6801 Hollywood Blvd.             |
| Sidney Lanfield             | Cinema                           | 6101 Hollywood Blvd.             |
| Fritz Lang                  | Cinema                           | 1600 Vine Street                 |
| Lang Lang                   | Teatro                           | 7044 Hollywood Blvd.             |
| Walter Lang                 | Cinema                           | 6520 Hollywood Blvd.             |
| Harry Langdon               | Cinema                           | 6927 Hollywood Blvd.             |
| Frances Langford            | Cinema                           | 1500 Vine Street                 |
| Frances Langford            | Radio                            | 1525 Vine Street                 |
| John Langley                | Cinema                           | 6667 Hollywood Blvd.             |
| Angela Lansbury             | Cinema                           | 6623 Hollywood Blvd              |
| Angela Lansbury             | Televisione                      | 6259 Hollywood Blvd.             |
| Joi Lansing                 | Televisione                      | 6529 Hollywood Blvd              |
| Sherry Lansing              | Cinema                           | 6925 Hollywood Blvd.             |
| Walter Lantz                | Cinema                           | 7000 Hollywood Blvd.             |
| Mario Lanza                 | Musica                           | 1751 Vine Street                 |
| Mario Lanza                 | Cinema                           | 6821 Hollywood Blvd.             |
| Milt e Bill Larsen          | Musica                           | 6931 Hollywood Blvd.             |
| Glen A. Larson              | Televisione                      | 6673 Hollywood Blvd.             |
| Jesse L. Lasky              | Cinema                           | 6433 Hollywood Blvd.             |
| John Lasseter               | Cinema                           | 6834 Hollywood Blvd.             |
| Lassie                      | Cinema                           | 6368 Hollywood Blvd.             |
| Queen Latifah               | Cinema                           | 6915 Hollywood Blvd.             |
| Charles Laughton            | Cinema                           | 7021 Hollywood Blvd.             |
| Cyndi Lauper                | Musica                           | 6243 Hollywood Blvd.             |
| Stan Laurel                 | Cinema                           | 7021 Hollywood Blvd.             |
| Hugh Laurie                 | Cinema                           | 6712 Hollywood Blvd.             |
| Avril Lavigne               | Musica                           | 6212 Hollywood Blvd.             |
| Jude Law                    | Cinema                           | 6840 Hollywood Blvd.             |
| Peter Lawford               | Televisione                      | 6922 Hollywood Blvd.             |
| Ralph Lawler                | Radio                            | 1708 Vine Street                 |
| Barbara Lawrence            | Televisione                      | 1735 Vine Street                 |
| Carol Lawrence              | Teatro                           | 6211 Hollywood Blvd.             |
| Martin Lawrence             | Televisione                      | 6617 Hollywood Blvd.             |
| Steve Lawrence & Edie Gormé | vedi Edie Gormé & Steve Lawrence | vedi Edie Gormé & Steve Lawrence |
| Cloris Leachman             | Televisione                      | 6435 Hollywood Blvd.             |
| Norman Lear                 | Televisione                      | 6615 Hollywood Blvd.             |
| Francis Lederer             | Cinema                           | 6902 Hollywood Blvd.             |
| Anna Lee                    | Cinema                           | 6777 Hollywood Blvd.             |
| Bruce Lee                   | Cinema                           | 6933 Hollywood Blvd.             |
| Gypsy Rose Lee              | Cinema                           | 6351 Hollywood Blvd.             |
| Lila Lee                    | Cinema                           | 1716 Vine Street                 |
| Michele Lee                 | Televisione                      | 6363 Hollywood Blvd.             |
| Peggy Lee                   | Musica                           | 6319 Hollywood Blvd.             |
| Pinky Lee                   | Televisione                      | 6201 Hollywood Blvd.             |
| Rowland V. Lee              | Cinema                           | 6313 Hollywood Blvd.             |
| Ruta Lee                    | Cinema                           | 6901 Hollywood Blvd.             |
| Stan Lee                    | Cinema                           | 7072 Hollywood Blvd.             |
| Lotte Lehmann               | Musica                           | 1735 Hollywood Blvd.             |
| Leiber & Stoller            | Musica                           | 7083 Hollywood Blvd.             |
| Janet Leigh                 | Cinema                           | 1777 Vine Street                 |
| Vivien Leigh                | Cinema                           | 6773 Hollywood Blvd.             |
| Mitchell Leisen             | Cinema                           | 6241 Hollywood Blvd.             |
| Jack Lemmon                 | Cinema                           | 6357 Hollywood Blvd.             |
| John Lennon                 | Musica                           | 1750 Vine Street                 |
| The Lennon Sisters          | Televisione                      | 1500 Vine Street                 |
| Jay Leno                    | Televisione                      | 6780 Hollywood Blvd.             |
| Leonardo Paul Consonni      | Cinema                           | 6370 Hollywood Blvd.             |
| Mervyn LeRoy                | Cinema                           | 1560 Vine Street                 |
| Jack Lescoulie              | Televisione                      | 6500 Hollywood Blvd.             |
| Joan Leslie                 | Televisione                      | 1560 Vine Street                 |
| Sol Lesser                  | Cinema                           | 6533 Hollywood Blvd.             |
| Oscar Levant                | Musica                           | 6728 Hollywood Blvd.             |
| Adam Levine                 | Musica                           | 6752 Hollywood Blvd.             |
| Eugene Levy                 | Televisione                      | 7080 Hollywood Blvd.             |
| Fulton Lewis                | Radio                            | 6258 Hollywood Blvd.             |
| Jenifer Lewis               | Televisione                      | 6284 Hollywood Blvd.             |
| Jerry Lewis                 | Televisione                      | 6150 Hollywood Blvd              |
| Jerry Lewis                 | Cinema                           | 6821 Hollywood Blvd.             |

| Nome                      | Categoria   | Indirizzo            |
| ------------------------- | ----------- | -------------------- |
| Jerry Lee Lewis           | Musica      | 6631 Hollywood Blvd. |
| Robert Q. Lewis           | Televisione | 1709 Vine Street     |
| Shari Lewis               | Televisione | 6743 Hollywood Blvd. |
| Bill Leyden               | Televisione | 6136 Hollywood Blvd. |
| Liberace                  | Musica      | 6527 Hollywood Blvd. |
| Liberace                  | Televisione | 6739 Hollywood Blvd. |
| Al Lichtman               | Cinema      | 6821 Hollywood Blvd. |
| Judith Light              | Teatro      | 6200 Hollywood Blvd. |
| Beatrice Lillie           | Cinema      | 6404 Hollywood Blvd. |
| Elmo Lincoln              | Cinema      | 7042 Hollywood Blvd. |
| Eric Linden               | Cinema      | 1648 Vine Street     |
| Kate Linder               | Televisione | 7021 Hollywood Blvd. |
| Margaret Lindsay          | Cinema      | 6318 Hollywood Blvd. |
| Art Linkletter            | Radio       | 6363 Hollywood Blvd. |
| Art Linkletter            | Televisione | 1560 Vine Street     |
| Laura Linney              | Televisione | 6533 Hollywood Blvd. |
| John Lithgow              | Televisione | 6666 Hollywood Blvd. |
| Cleavon Little            | Cinema      | 7080 Hollywood Blvd. |
| Little Jack Little        | Radio       | 6618 Hollywood Blvd. |
| Rich Little               | Televisione | 6372 Hollywood Blvd. |
| Anatole Litvak            | Cinema      | 6635 Hollywood Blvd. |
| Lucy Liu                  | Televisione | 1708 Vine Street     |
| Livingston & Evans        | Musica      | 7083 Hollywood Blvd. |
| Mary Livingston           | Radio       | 6705 Hollywood Blvd. |
| LL Cool J                 | Musica      | 6901 Hollywood Blvd. |
| Frank Lloyd               | Cinema      | 6667 Hollywood Blvd. |
| Harold Lloyd              | Cinema      | 1503 Vine Street     |
| Andrew Lloyd Webber       | Teatro      | 6233 Hollywood Blvd. |
| Gene Lockhart             | Cinema      | 6307 Hollywood Blvd. |
| Gene Lockhart             | Televisione | 6681 Hollywood Blvd. |
| June Lockhart             | Cinema      | 6323 Hollywood Blvd. |
| June Lockhart             | Televisione | 6362 Hollywood Blvd. |
| Kathleen Lockhart         | Cinema      | 6241 Hollywood Blvd. |
| Marcus Loew               | Cinema      | 1617 Vine Street     |
| Joshua Logan              | Cinema      | 6235 Hollywood Blvd. |
| Kenny Loggins             | Musica      | 7021 Hollywood Blvd. |
| Al Lohman & Roger Barkley | Radio       | 1540 Vine Street     |
| Gina Lollobrigida         | Cinema      | 6361 Hollywood Blvd. |
| Carol Lombard             | Cinema      | 6930 Hollywood Blvd. |
| Guy Lombardo              | Radio       | 6677 Hollywood Blvd. |
| Guy Lombardo              | Televisione | 6363 Hollywood Blvd. |
| Guy Lombardo              | Musica      | 6666 Hollywood Blvd. |
| Julie London              | Musica      | 7000 Hollywood Blvd. |
| Eva Longoria              | Televisione | 6906 Hollywood Blvd. |
| George Lopez              | Televisione | 6801 Hollywood Blvd. |
| Israel "Cachao" López     | Musica      | 6554 Hollywood Blvd. |
| Jennifer Lopez            | Musica      | 6262 Hollywood Blvd. |
| Mario López               | Televisione | 6930 Hollywood Blvd. |
| Vincent Lopez             | Radio       | 6609 Hollywood Blvd. |
| Marjorie Lord             | Televisione | 6317 Hollywood Blvd. |
| Phillips Lord             | Radio       | 6912 Hollywood Blvd. |
| Sophia Loren              | Cinema      | 7050 Hollywood Blvd. |
| Chuck Lorre               | Televisione | 7021 Hollywood Blvd. |
| Peter Lorre               | Cinema      | 6619 Hollywood Blvd. |
| Los Angeles Dodgers       | Speciale    | 6800 Hollywood Blvd. |
| Los Angeles Times         | Speciale    | 7018 Hollywood Blvd. |
| Los Huracanes del Norte   | Musica      | 7060 Hollywood Blvd. |
| Los Tigres del Norte      | Musica      | 7060 Hollywood Blvd. |
| Julia Louis-Dreyfus       | Televisione | 6250 Hollywood Blvd. |
| Anita Louise              | Cinema      | 6821 Hollywood Blvd. |
| Bessie Love               | Cinema      | 6777 Hollywood Blvd. |
| Frank Lovejoy             | Televisione | 6325 Hollywood Blvd. |
| Edmund Lowe               | Cinema      | 6363 Hollywood Blvd. |
| Edmund Lowe               | Televisione | 6601 Hollywood Blvd. |
| Jamie Lowe                | Televisione | 6778 Hollywood Blvd. |
| Jim Lowe                  | Musica      | 6333 Hollywood Blvd. |
| Rob Lowe                  | Televisione | 6667 Hollywood Blvd. |
| Myrna Loy                 | Cinema      | 6685 Hollywood Blvd. |
| Siegmund Lubin            | Cinema      | 6166 Hollywood Blvd. |
| Ernst Lubitsch            | Cinema      | 7042 Hollywood Blvd. |
| Norman Luboff             | Musica      | 1620 Vine Street     |
| Susan Lucci               | Televisione | 6801 Hollywood Blvd. |
| Ludacris                  | Cinema      | 6426 Hollywood Blvd. |
| Allen Ludden              | Televisione | 6743 Hollywood Blvd. |
| Bela Lugosi               | Cinema      | 6340 Hollywood Blvd. |
| Paul Lukas                | Cinema      | 6821 Hollywood Blvd. |
| Keye Luke                 | Cinema      | 7000 Hollywood Blvd. |
| Auguste Lumière           | Cinema      | 6320 Hollywood Blvd. |
| Louis Lumière             | Cinema      | 1529 Vine Street     |
| Humberto Luna             | Televisione | 6776 Hollywood Blvd. |
| Art Lund                  | Musica      | 6126 Hollywood Blvd. |
| William Lundigan          | Televisione | 6600 Hollywood Blvd. |
| Ida Lupino                | Televisione | 1724 Vine Street     |
| Ida Lupino                | Cinema      | 6821 Hollywood Blvd. |
| John Lupton               | Televisione | 1713 Vine Street     |
| Frank Luther              | Musica      | 1708 Vine Street     |
| A.C. Lyles                | Cinema      | 6840 Hollywood Blvd. |
| Frankie Lymon             | Musica      | 7083 Hollywood Blvd. |
| Jane Lynch                | Televisione | 6640 Hollywood Blvd. |
| Diana Lynn                | Cinema      | 1625 Vine Street     |
| Diana Lynn                | Televisione | 6350 Hollywood Blvd. |
| Loretta Lynn              | Musica      | 1515 Vine Street     |
| Ben Lyon                  | Cinema      | 1724 Vine Street     |
| Bert Lytell               | Cinema      | 6417 Hollywood Blvd. |
| Nigel Lythgoe             | Televisione | 6258 Hollywood Blvd. |

## M
| Nome                         | Categoria                         | Indirizzo                         |
| ---------------------------- | --------------------------------- | --------------------------------- |
| Ralph Macchio                | Televisione                       | 6633 Hollywood Blvd.              |
| Jeanette MacDonald           | Cinema                            | 6157 Hollywood Blvd.              |
| Jeanette MacDonald           | Musica                            | 1628 Vine Street                  |
| Katherine MacDonald          | Cinema                            | 6759 Hollywood Blvd.              |
| Seth MacFarlane              | Televisione                       | 6259 Hollywood Blvd.              |
| Ali MacGraw                  | Cinema                            | 6759 Hollywood Blvd.              |
| Helen Mack                   | Cinema                            | 6310 Hollywood Blvd.              |
| Ted Mack                     | Televisione                       | 6300 Hollywood Blvd.              |
| Gisele MacKenzie             | Televisione                       | 1601 Vine Street                  |
| Shirley MacLaine             | Cinema                            | 1617 Vine Street                  |
| Barton MacLane               | Televisione                       | 6719 Hollywood Blvd.              |
| Fred MacMurray               | Cinema                            | 6421 Hollywood Blvd.              |
| Jeanie MacPherson            | Cinema                            | 6150 Hollywood Blvd.              |
| Gordon MacRae                | Radio                             | 6325 Hollywood Blvd.              |
| William H. Macy              | Cinema                            | 7072 Hollywood Blvd.              |
| Andy Madadan                 | Musica                            | 6810 Hollywood Blvd.              |
| Johnny Maddox                | Musica                            | 6401 Hollywood Blvd.              |
| Guy Madison                  | Radio                             | 6933 Hollywood Blvd.              |
| Guy Madison                  | Televisione                       | 6333 Hollywood Blvd.              |
| Anna Magnani                 | Cinema                            | 6385 Hollywood Blvd.              |
| Bill Maher                   | Televisione                       | 1634 Vine Street                  |
| Miriam Maisel                | Speciale                          | 6385 Hollywood Blvd.              |
| Lee Majors                   | Televisione                       | 6931 Hollywood Blvd.              |
| Mako                         | Cinema                            | 7095 Hollywood Blvd.              |
| Karl Malden                  | Cinema                            | 6231 Hollywood Blvd.              |
| Dorothy Malone               | Cinema                            | 1716 Vine Street                  |
| Ted Malone                   | Radio                             | 1628 Vine Street                  |
| Rouben Mamoulian             | Cinema                            | 1709 Vine Street                  |
| Maná                         | Musica                            | 7060 Hollywood Blvd.              |
| Henry Mancini                | Musica                            | 6821 Hollywood Blvd.              |
| Howie Mandel                 | Televisione                       | 6366 Hollywood Blvd.              |
| Barry Manilow                | Musica                            | 6233 Hollywood Blvd.              |
| Joseph L. Mankiewicz         | Cinema                            | 6201 Hollywood Blvd.              |
| Anthony Mann                 | Cinema                            | 6229 Hollywood Blvd.              |
| Delbert Mann                 | Cinema                            | 1716 Vine Street                  |
| Hank Mann                    | Cinema                            | 6300 Hollywood Blvd.              |
| Jayne Mansfield              | Cinema                            | 6328 Hollywood Blvd.              |
| Joe Mantegna                 | Teatro                            | 6654 Hollywood Blvd.              |
| Mantovani                    | Musica                            | 1708 Vine Street                  |
| Fredric March                | Cinema                            | 1620 Vine Street                  |
| Hal March                    | Radio                             | 1560 Vine Street                  |
| Hal March                    | Televisione                       | 6536 Hollywood Blvd.              |
| Julianna Margulies           | Televisione                       | 6621 Hollywood Blvd.              |
| Angélica María               | Teatro                            | 7060 Hollywood Blvd.              |
| Rose Marie                   | Televisione                       | 7083 Hollywood Blvd.              |
| Mark & Brian                 | Radio                             | 6767 Hollywood Blvd.              |
| Mark & Kim                   | Radio                             | 6834 Hollywood Blvd.              |
| Bob Marley                   | Musica                            | 7080 Hollywood Blvd.              |
| J. Peverell Marley           | Cinema                            | 6819 Hollywood Blvd.              |
| Jess Marlow                  | Televisione                       | 6420 Hollywood Blvd.              |
| Mae Marsh                    | Cinema                            | 1600 Vine Street                  |
| Garry Marshall               | Televisione                       | 6838 Hollywood Blvd.              |
| George Marshall              | Cinema                            | 7048 Hollywood Blvd.              |
| Herbert Marshall             | Cinema                            | 6200 Hollywood Blvd.              |
| Penny Marshall               | Cinema                            | 7021 Hollywood Blvd               |
| Dean Martin                  | Cinema                            | 6519 Hollywood Blvd.              |
| Dean Martin                  | Musica                            | 1617 Vine Street                  |
| Dean Martin                  | Televisione                       | 6651 Hollywood Blvd.              |
| Dick Martin and Dan Rowan    | vedi Dan Rowan and Dick Martin    | vedi Dan Rowan and Dick Martin    |
| Freddy Martin                | Musica                            | 6532 Hollywood Blvd.              |
| Marion Martin                | Cinema                            | 6915 Hollywood Blvd.              |
| Mary Martin                  | Radio                             | 6609 Hollywood Blvd.              |
| Mary Martin                  | Musica                            | 1560 Vine Street                  |
| Quinn Martin                 | Televisione                       | 6667 Hollywood Blvd.              |
| Ricky Martin                 | Musica                            | 6901 Hollywood Blvd.              |
| Tony Martin                  | Cinema                            | 6436 Hollywood Blvd.              |
| Tony Martin                  | Radio                             | 1760 Vine Street                  |
| Tony Martin                  | Musica                            | 6331 Hollywood Blvd.              |
| Tony Martin                  | Televisione                       | 1725 Vine Street                  |
| Wink Martindale              | Televisione                       | 7018 Hollywood Blvd.              |
| Groucho Marx                 | Televisione                       | 1734 Vine Street                  |
| Groucho Marx                 | Radio                             | 6821 Hollywood Blvd.              |
| James Mason                  | Televisione                       | 6821 Hollywood Blvd.              |
| Ilona Massey                 | Cinema                            | 1623 Vine Street                  |
| Raymond Massey               | Cinema                            | 1719 Vine Street                  |
| Raymond Massey               | Televisione                       | 6706 Hollywood Blvd.              |
| Greg Mathis                  | Televisione                       | 7076 Hollywood Blvd.              |
| Johnny Mathis                | Musica                            | 1501 Vine Street                  |
| Marlee Matlin                | Cinema                            | 6667 Hollywood Blvd.              |
| Walter Matthau               | Cinema                            | 6357 Hollywood Blvd.              |
| Victor Mature                | Cinema                            | 6780 Hollywood Blvd.              |
| Louis B. Mayer               | Cinema                            | 1637 Vine Street                  |
| Ken Maynard                  | Cinema                            | 6751 Hollywood Blvd.              |
| Archie Mayo                  | Cinema                            | 6301 Hollywood Blvd.              |
| Virginia Mayo                | Televisione                       | 1751 Vine Street                  |
| Paul Mazursky                | Cinema                            | 6667 Hollywood Blvd.              |
| May McAvoy                   | Cinema                            | 1731 Vine Street                  |
| Mary Margaret McBride        | Radio                             | 7018 Hollywood Blvd.              |
| Irish McCalla                | Televisione                       | 1720 Vine Street                  |
| Mercedes McCambridge         | Cinema                            | 1720 Vine Street                  |
| Mercedes McCambridge         | Televisione                       | 6243 Hollywood Blvd.              |
| Leo McCarey                  | Cinema                            | 1500 Vine Street                  |
| Clem McCarthy                | Radio                             | 6563 Hollywood Blvd.              |
| Melissa McCarthy             | Cinema                            | 6927 Hollywood Blvd.              |
| Paul Mc Cartney              | Musica                            | 1750 Vine Street                  |
| Doug McClure                 | Televisione                       | 7065 Hollywood Blvd.              |
| Matthew McConaughey          | Cinema                            | 6931 Hollywood Blvd.              |
| Smilin' Ed McConnell         | Radio                             | 6650 Hollywood Blvd.              |
| Eric McCormack               | Televisione                       | 6201 Hollywood Blvd.              |
| Patty McCormack              | Cinema                            | 6312 Hollywood Blvd.              |
| Larry McCormick              | Televisione                       | 6420 Hollywood Blvd.              |
| Clyde McCoy                  | Musica                            | 6426 Hollywood Blvd.              |
| Tim McCoy                    | Cinema                            | 1600 Vine Street                  |
| Tex McCrary                  | Televisione                       | 1628 Vine Street                  |
| Joel McCrea                  | Cinema                            | 6901 Hollywood Blvd.              |
| Joel McCrea                  | Radio                             | 6241 Hollywood Blvd.              |
| Hattie McDaniel              | Cinema                            | 1719 Vine Street                  |
| Hattie McDaniel              | Radio                             | 6933 Hollywood Blvd.              |
| Roddy McDowall               | Televisione                       | 6632 Hollywood Blvd.              |
| Malcolm McDowell             | Cinema                            | 6714 Hollywood Blvd.              |
| Reba McEntire                | Musica                            | 7018 Hollywood Blvd.              |
| George McFarland             | Cinema                            | 7095 Hollywood Blvd.              |
| Fibber McGee and Molly       | vedi Fibber McGee and Molly       | vedi Fibber McGee and Molly       |
| Charles McGraw               | Televisione                       | 6927 Hollywood Blvd.              |
| Phil McGraw                  | Televisione                       | 6201 Hollywood Blvd.              |
| Tim McGraw                   | Musica                            | 6901 Hollywood Blvd.              |
| Ewan McGregor                | Cinema                            | 6840 Hollywood Blvd.              |
| Dorothy McGuire              | Cinema                            | 6933 Hollywood Blvd.              |
| Adam McKay                   | Cinema                            | 6767 Hollywood Blvd.              |
| Rod McKuen                   | Musica                            | 1501 Vine Street                  |
| Victor McLaglen              | Cinema                            | 1735 Vine Street                  |
| Don McLean                   | Musica                            | 6300 Hollywood Blvd.              |
| Norman Z. McLeod             | Cinema                            | 1724 Vine Street                  |
| Ed McMahon                   | Televisione                       | 7000 Hollywood Blvd.              |
| Vince McMahon                | Televisione                       | 6801 Hollywood Blvd.              |
| Graham McNamee               | Radio                             | 6405 Hollywood Blvd.              |
| Don McNeill                  | Radio                             | 6301 Hollywood Blvd.              |
| Steve McQueen                | Cinema                            | 6834 Hollywood Blvd.              |
| Audrey Meadows               | Televisione                       | 6100 Hollywood Blvd.              |
| Anne Meara and Jerry Stiller | vedi Jerry Stiller and Anne Meara | vedi Jerry Stiller and Anne Meara |
| Mike Medavoy                 | Cinema                            | 6801 Hollywood Blvd.              |

| Nome                            | Categoria                  | Indirizzo                  |
| ------------------------------- | -------------------------- | -------------------------- |
| Donald Meek                     | Cinema                     | 1752 Vine Street           |
| George Meeker                   | Cinema                     | 6101 Hollywood Blvd.       |
| Zubin Mehta                     | Musica                     | 1600 Vine Street           |
| Thomas Meighan                  | Cinema                     | 1719 Vine Street           |
| John Meikle                     | Cinema                     | 1777 Vine Street           |
| George Melachrino               | Musica                     | 1625 Vine Street           |
| Lauritz Melchior                | Musica                     | 1718 Vine Street           |
| James Melton                    | Radio                      | 6300 Hollywood Blvd.       |
| James Melton                    | Musica                     | 6564 Hollywood Blvd.       |
| Rafael Méndez                   | Musica                     | 6767 Hollywood Blvd.       |
| Adolphe Menjou                  | Cinema                     | 6826 Hollywood Blvd.       |
| Yehudi Menuhin                  | Musica                     | 6710 Hollywood Blvd.       |
| Idina Menzel                    | Teatro                     | 6225 Hollywood Blvd.       |
| Johnny Mercer                   | Televisione                | 1628 Vine Street           |
| Burgess Meredith                | Cinema                     | 6904 Hollywood Blvd.       |
| Una Merkel                      | Cinema                     | 6262 Hollywood Blvd.       |
| Ethel Merman                    | Cinema                     | 7044 Hollywood Blvd.       |
| Ethel Merman                    | Musica                     | 1751 Vine Street           |
| Robert Merrill                  | Musica                     | 6763 Hollywood Blvd.       |
| Debra Messing                   | Televisione                | 6201 Hollywood Blvd.       |
| Al Michaels                     | Televisione                | 6667 Hollywood Blvd.       |
| Lorne Michaels                  | Televisione                | 6627 Hollywood Blvd.       |
| Oscar Micheaux                  | Cinema                     | 6721 Hollywood Blvd.       |
| Mickey Mouse                    | Cinema                     | 6925 Hollywood Blvd.       |
| Bette Midler                    | Musica                     | 6922 Hollywood Blvd.       |
| Toshirō Mifune                  | Cinema                     | 6912 Hollywood Blvd.       |
| Luis Miguel                     | Musica                     | 7060 Hollywood Blvd.       |
| David Milch                     | Televisione                | 6840 Hollywood Blvd.       |
| Vera Miles                      | Televisione                | 1652 Vine Street           |
| Lewis Milestone                 | Cinema                     | 7021 Hollywood Blvd.       |
| Ray Milland                     | Cinema                     | 1621 Vine Street           |
| Ray Milland                     | Televisione                | 1634 Vine Street           |
| The Steve Miller Band           | vedi The Steve Miller Band | vedi The Steve Miller Band |
| Ann Miller                      | Cinema                     | 6914 Hollywood Blvd.       |
| Bob Miller                      | Radio                      | 6763 Hollywood Blvd.       |
| Glenn Miller                    | Musica                     | 6915 Hollywood Blvd.       |
| Marilyn Miller                  | Cinema                     | 6301 Hollywood Blvd.       |
| Marvin Miller                   | Televisione                | 6101 Hollywood Blvd.       |
| Mitch Miller                    | Musica                     | 7013 Hollywood Blvd.       |
| Mills Brothers                  | Musica                     | 7000 Hollywood Blvd.       |
| Nathan Milstein                 | Musica                     | 6379 Hollywood Blvd.       |
| Liza Minnelli                   | Teatro                     | 7000 Hollywood Blvd.       |
| Vincente Minnelli               | Cinema                     | 6676 Hollywood Blvd.       |
| Minnie Mouse                    | Cinema                     | 6834 Hollywood Blvd.       |
| Mary Miles Minter               | Cinema                     | 1724 Vine Street           |
| Ken Minyard & Robert Arthur     | Radio                      | 6808 Hollywood Blvd.       |
| The Miracles                    | Musica                     | 7060 Hollywood Blvd.       |
| Carmen Miranda                  | Cinema                     | 6262 Hollywood Blvd.       |
| Lin-Manuel Miranda              | Teatro                     | 6243 Hollywood Blvd.       |
| Helen Mirren                    | Cinema                     | 6714 Hollywood Blvd.       |
| Don Mischer                     | Televisione                | 7013 Hollywood Blvd.       |
| Everett Mitchell                | Radio                      | 6254 Hollywood Blvd.       |
| Guy Mitchell                    | Musica                     | 7000 Hollywood Blvd.       |
| Thomas Mitchell                 | Cinema                     | 1651 Vine Street           |
| Thomas Mitchell                 | Televisione                | 6100 Hollywood Blvd.       |
| Robert Mitchum                  | Cinema                     | 6240 Hollywood Blvd.       |
| Tom Mix                         | Cinema                     | 1708 Vine Street           |
| Hal Mohr                        | Cinema                     | 6433 Hollywood Blvd.       |
| Thelonious Monk                 | Musica                     | 7055 Hollywood Blvd.       |
| The Monkees                     | Musica                     | 6675 Hollywood Blvd.       |
| Marilyn Monroe                  | Cinema                     | 6774 Hollywood Blvd.       |
| Vaughn Monroe                   | Radio                      | 1755 Vine Street           |
| Vaughn Monroe                   | Musica                     | 1600 Vine Street           |
| Ricardo Montalbán               | Television                 | 7021 Hollywood Blvd.       |
| Pierre Monteux                  | Musica                     | 1725 Vine Street           |
| Elizabeth Montgomery            | Televisione                | 6533 Hollywood Blvd.       |
| George Montgomery               | Televisione                | 6301 Hollywood Blvd.       |
| Robert Montgomery               | Cinema                     | 6440 Hollywood Blvd.       |
| Robert Montgomery               | Televisione                | 1631 Vine Street           |
| Art Mooney                      | Musica                     | 6150 Hollywood Blvd.       |
| Clayton Moore – The Lone Ranger | Televisione                | 6914 Hollywood Blvd.       |
| Colleen Moore                   | Cinema                     | 1549 Vine Street           |
| Constance Moore                 | Cinema                     | 6270 Hollywood Blvd.       |
| Del Moore                       | Televisione                | 6405 Hollywood Blvd.       |
| Dudley Moore                    | Cinema                     | 7000 Hollywood Blvd.       |
| Garry Moore                     | Radio                      | 1718 Vine Street           |
| Garry Moore                     | Televisione                | 1680 Vine Street           |
| Grace Moore                     | Cinema                     | 6274 Hollywood Blvd.       |
| Juanita Moore                   | Cinema                     | 6100 Hollywood Blvd.       |
| Mandy Moore                     | Televisione                | 6562 Hollywood Blvd        |
| Mary Tyler Moore                | Televisione                | 7021 Hollywood Blvd.       |
| Matt Moore                      | Cinema                     | 6301 Hollywood Blvd.       |
| Owen Moore                      | Cinema                     | 6727 Hollywood Blvd.       |
| Roger Moore                     | Cinema                     | 7007 Hollywood Blvd.       |
| Terry Moore                     | Cinema                     | 7076 Hollywood Blvd.       |
| Tom Moore                       | Cinema                     | 1640 Vine Street           |
| Victor Moore                    | Cinema                     | 6834 Hollywood Blvd.       |
| Agnes Moorehead                 | Cinema                     | 1719 Vine Street           |
| Polly Moran                     | Cinema                     | 6300 Hollywood Blvd.       |
| Antonio Moreno                  | Cinema                     | 6651 Hollywood Blvd.       |
| Rita Moreno                     | Cinema                     | 7083 Hollywood Blvd.       |
| Frank Morgan                    | Cinema                     | 1708 Vine Street           |
| Frank Morgan                    | Radio                      | 6700 Hollywood Blvd.       |
| Henry Morgan                    | Radio                      | 6325 Hollywood Blvd.       |
| Michèle Morgan                  | Cinema                     | 1645 Vine Street           |
| Ralph Morgan                    | Cinema                     | 1617 Vine Street           |
| Robert W. Morgan                | Radio                      | 6841 Hollywood Blvd.       |
| Russ Morgan                     | Musica                     | 1751 Vine Street           |
| Tracy Morgan                    | Televisione                | 6280 Hollywood Blvd.       |
| Pat Morita                      | Cinema                     | 6633 Hollywood Blvd.       |
| Ennio Morricone                 | Cinema                     | 7065 Hollywood Blvd.       |
| Doug Morris                     | Musica                     | 6259 Hollywood Blvd.       |
| Garrett Morris                  | Televisione                | 6411 Hollywood Blvd.       |
| Carlton E. Morse                | Radio                      | 6445 Hollywood Blvd.       |
| Ella Mae Morse                  | Musica                     | 1724 Vine Street           |
| Jerry Moss                      | Televisione                | 6933 Hollywood Blvd.       |
| Mötley Crüe                     | Musica                     | 6752 Hollywood Blvd.       |
| Tommy Mottola                   | Musica                     | 6270 Hollywood Blvd.       |
| Jean Muir                       | Cinema                     | 6280 Hollywood Blvd.       |
| Jack Mulhall                    | Cinema                     | 1724 Vine Street           |
| Richard Mulligan                | Televisione                | 6777 Hollywood Blvd.       |
| The Munchkins                   | Cinema                     | 6915 Hollywood Blvd.       |
| Paul Muni                       | Cinema                     | 6433 Hollywood Blvd.       |
| Ona Munson                      | Cinema                     | 6250 Hollywood Blvd.       |
| The Muppets                     | Cinema                     | 6834 Hollywood Blvd.       |
| Dennis Muren                    | Cinema                     | 6764 Hollywood Blvd.       |
| Audie Murphy                    | Cinema                     | 1601 Vine Street           |
| Eddie Murphy                    | Cinema                     | 7000 Hollywood Blvd.       |
| George Murphy                   | Cinema                     | 1601 Vine Street           |
| Ryan Murphy                     | Televisione                | 6533 Hollywood Blvd.       |
| Anne Murray                     | Musica                     | 1750 Vine Street           |
| Charlie Murray                  | Cinema                     | 1719 Vine Street           |
| Don Murray                      | Cinema                     | 6385 Hollywood Blvd.       |
| Jan Murray                      | Televisione                | 6153 Hollywood Blvd.       |
| Ken Murray                      | Radio                      | 1724 Vine Street           |
| Mae Murray                      | Cinema                     | 6318 Hollywood Blvd.       |
| Edward R. Murrow                | Radio                      | 6263 Hollywood Blvd.       |
| Musso & Frank                   | Speciale                   | 6667 Hollywood Blvd.       |
| Carmel Myers                    | Cinema                     | 1751 Vine Street           |
| Mike Myers                      | Cinema                     | 7046 Hollywood Blvd.       |

## N
| Nome                         | Categoria   | Indirizzo            |
| ---------------------------- | ----------- | -------------------- |
| Jim Nabors                   | Teatro      | 6435 Hollywood Blvd. |
| Conrad Nagel                 | Cinema      | 1719 Vine Street     |
| Conrad Nagel                 | Radio       | 1752 Vine Street     |
| Conrad Nagel                 | Televisione | 1752 Vine Street     |
| Stu Nahan                    | Radio       | 6549 Hollywood Blvd. |
| J. Carrol Naish              | Televisione | 6145 Hollywood Blvd. |
| Nita Naldi                   | Cinema      | 6316 Hollywood Blvd. |
| Crosby, Stills, Nash & Young | Musica      | 6666 Hollywood Blvd. |
| Niecy Nash                   | Televisione | 6201 Hollywood Blvd. |
| Ogden Nash                   | Televisione | 6264 Hollywood Blvd. |
| Alla Nazimova                | Cinema      | 6933 Hollywood Blvd. |
| Patricia Neal                | Cinema      | 7018 Hollywood Blvd. |
| James L. Nederlander         | Teatro      | 6233 Hollywood Blvd. |
| Pola Negri                   | Cinema      | 6140 Hollywood Blvd. |
| Jean Negulesco               | Cinema      | 6212 Hollywood Blvd. |
| Marshall Neilan              | Cinema      | 6241 Hollywood Blvd. |
| Barry Nelson                 | Televisione | 6259 Hollywood Blvd. |
| David Nelson                 | Televisione | 1501 Vine Street     |
| Gene Nelson                  | Cinema      | 7005 Hollywood Blvd. |
| Harriet Nelson               | Televisione | 6821 Hollywood Blvd. |
| Ozzie Nelson                 | Televisione | 6555 Hollywood Blvd. |
| Ozzie & Harriet Nelson       | Radio       | 6260 Hollywood Blvd. |
| Ricky Nelson                 | Musica      | 1515 Vine Street     |
| John Nesbitt                 | Cinema      | 1717 Vine Street     |
| John Nesbitt                 | Radio       | 6200 Hollywood Blvd. |
| Mace Neufeld                 | Cinema      | 6714 Hollywood Blvd. |
| New Edition                  | Musica      | 7080 Hollywood Blvd. |

| Nome                  | Categoria   | Indirizzo            |
| --------------------- | ----------- | -------------------- |
| New Kids on the Block | Musica      | 7072 Hollywood Blvd. |
| Bob Newhart           | Televisione | 6381 Hollywood Blvd. |
| Alfred Newman         | Musica      | 1708 Vine Street     |
| Paul Newman           | Cinema      | 7060 Hollywood Blvd. |
| Randy Newman          | Cinema      | 6667 Hollywood Blvd. |
| Wayne Newton          | Musica      | 6909 Hollywood Blvd. |
| Olivia Newton-John    | Musica      | 6925 Hollywood Blvd. |
| Fred Niblo            | Cinema      | 7014 Hollywood Blvd. |
| The Nicholas Brothers | Cinema      | 7083 Hollywood Blvd. |
| Nichelle Nichols      | Televisione | 6633 Hollywood Blvd. |
| Jack Nicholson        | Cinema      | 6925 Hollywood Blvd. |
| Leslie Nielsen        | Cinema      | 6541 Hollywood Blvd. |
| Chuck Niles           | Radio       | 7080 Hollywood Blvd  |
| Ken Niles             | Radio       | 6711 Hollywood Blvd. |
| Wendell Niles         | Radio       | 1725 Vine Street     |
| Anna Q. Nilsson       | Cinema      | 6150 Hollywood Blvd. |
| Leonard Nimoy         | Cinema      | 6651 Hollywood Blvd. |
| David Niven           | Cinema      | 6384 Hollywood Blvd. |
| David Niven           | Televisione | 1623 Vine Street     |
| Marian Nixon          | Cinema      | 1724 Vine Street     |
| Lloyd Nolan           | Televisione | 1752 Vine Street     |
| Nick Nolte            | Cinema      | 6433 Hollywood Blvd. |
| Mabel Normand         | Cinema      | 6821 Hollywood Blvd. |
| Chuck Norris          | Televisione | 7000 Hollywood Blvd. |
| Kim Novak             | Cinema      | 6332 Hollywood Blvd. |
| Ramón Novarro         | Cinema      | 6350 Hollywood Blvd. |
| NSYNC                 | Musica      | 7080 Hollywood Blvd. |

## O
| Nome                    | Categoria   | Indirizzo            |
| ----------------------- | ----------- | -------------------- |
| Jack Oakie              | Cinema      | 6752 Hollywood Blvd. |
| Daryl Hall & John Oates | Musica      | 6752 Hollywood Blvd. |
| Merle Oberon            | Cinema      | 6274 Hollywood Blvd. |
| Hugh O'Brian            | Televisione | 6613 Hollywood B     |
| Dave O'Brien            | Cinema      | 6251 Hollywood Blvd. |
| Edmond O'Brien          | Cinema      | 1725 Vine Street     |
| Edmond O'Brien          | Televisione | 6523 Hollywood Blvd. |
| Eugene O'Brien          | Cinema      | 1620 Vine Street     |
| George O'Brien          | Cinema      | 6201 Hollywood Blvd. |
| Margaret O'Brien        | Cinema      | 6606 Hollywood Blvd. |
| Margaret O'Brien        | Televisione | 1634 Vine Street     |
| Pat O'Brien             | Cinema      | 1531 Vine Street     |
| Pat O'Brien             | Televisione | 6240 Hollywood Blvd. |
| Carroll O'Connor        | Cinema      | 7080 Hollywood Blvd. |
| Donald O'Connor         | Cinema      | 1680 Vine Street     |
| Donald O'Connor         | Televisione | 7021 Hollywood Blvd. |
| Molly O'Day             | Cinema      | 1708 Vine Street     |
| Bob Odenkirk            | Televisione | 1725 Vine Street     |
| Chris O'Donnell         | Televisione | 6681 Hollywood Blvd. |
| George O'Hanlon         | Cinema      | 6428 Hollywood Blvd. |
| Maureen O'Hara          | Cinema      | 7004 Hollywood Blvd. |

| Nome                     | Categoria   | Indirizzo            |
| ------------------------ | ----------- | -------------------- |
| Walter O'Keefe           | Radio       | 6153 Hollywood Blvd. |
| Edna May Oliver          | Cinema      | 1623 Vine Street     |
| Laurence Olivier         | Cinema      | 6319 Hollywood Blvd. |
| Edward James Olmos       | Cinema      | 7021 Hollywood Blvd. |
| Mary-Kate e Ashley Olsen | Cinema      | 6801 Hollywood Blvd. |
| Ryan O'Neal              | Cinema      | 7057 Hollywood Blvd. |
| Henry O'Neill            | Cinema      | 6801 Hollywood Blvd. |
| Roy Orbison              | Musica      | 1750 Vine Street     |
| Tony Orlando             | Musica      | 6385 Hollywood Blvd. |
| Eugene Ormandy           | Musica      | 6926 Hollywood Blvd. |
| Kenny Ortega             | Cinema      | 6243 Hollywood Blvd. |
| Robert Osborne           | Televisione | 1617 Vine Street     |
| Ozzy Osbourne            | Musica      | 6780 Hollywood Blvd. |
| Michael O'Shea           | Televisione | 1680 Vine Street     |
| The Osmonds              | Musica      | 7080 Hollywood Blvd. |
| Maureen O'Sullivan       | Cinema      | 6541 Hollywood Blvd. |
| Buck Owens               | Musica      | 6667 Hollywood Blvd. |
| Gary Owens               | Radio       | 6743 Hollywood Blvd. |
| Mehmet Öz                | Televisione | 6201 Hollywood Blvd. |

## P
| Nome                  | Categoria   | Indirizzo            |
| --------------------- | ----------- | -------------------- |
| Jack Paar             | Televisione | 6212 Hollywood Blvd. |
| Ignacy Jan Paderewski | Musica      | 6284 Hollywood Blvd. |
| Anita Page            | Cinema      | 6116 Hollywood Blvd. |
| Patti Page            | Musica      | 6760 Hollywood Blvd. |
| Janis Paige           | Cinema      | 6624 Hollywood Blvd. |
| George Pal            | Cinema      | 1720 Vine Street     |
| Jack Palance          | Televisione | 6608 Hollywood Blvd. |
| Eugene Pallette       | Cinema      | 6702 Hollywood Blvd. |
| Lilli Palmer          | Televisione | 7013 Hollywood Blvd. |
| Gwyneth Paltrow       | Cinema      | 6931 Hollywood Blvd. |
| Franklin Pangborn     | Cinema      | 1500 Vine Street     |
| Eleanor Parker        | Cinema      | 6340 Hollywood Blvd. |
| Frank Parker          | Radio       | 6821 Hollywood Blvd. |
| Jean Parker           | Cinema      | 6666 Hollywood Blvd. |
| Ray Parker Jr.        | Musica      | 7065 Hollywood Blvd. |
| Harry Parke           | Radio       | 1708 Vine Street     |
| Jack Paar             | Televisione | 6212 Hollywood Blvd. |
| Helen Parrish         | Cinema      | 6263 Hollywood Blvd. |
| Jim Parsons           | Televisione | 6533 Hollywood Blvd. |
| Louella Parsons       | Cinema      | 6418 Hollywood Blvd. |
| Louella Parsons       | Radio       | 6300 Hollywood Blvd. |
| Dolly Parton          | Musica      | 6712 Hollywood Blvd. |
| Joe Pasternak         | Cinema      | 1541 Vine Street     |
| Les Paul e Mary Ford  | Musica      | 1541 Vine Street     |
| Luciano Pavarotti     | Teatro      | 7065 Hollywood Blvd. |
| Katina Paxinou        | Cinema      | 1651 Vine Street     |
| John Payne            | Cinema      | 6125 Hollywood Blvd. |
| John Payne            | Televisione | 6687 Hollywood Blvd. |
| Al Pearce             | Radio       | 6328 Hollywood Blvd. |
| Jack Pearl            | Radio       | 1680 Vine Street     |
| Drew Pearson          | Radio       | 6623 Hollywood Blvd. |
| Harold Peary          | Radio       | 1639 Vine Street     |
| Harold Peary          | Televisione | 1719 Vine Street     |
| Gregory Peck          | Cinema      | 6100 Hollywood Blvd. |
| Jan Peerce            | Musica      | 1751 Vine Street     |
| Holly Robinson Peete  | Televisione | 6623 Hollywood Blvd. |
| Penn & Teller         | Teatro      | 7003 Hollywood Blvd. |
| Joe Penner            | Radio       | 1752 Vine Street     |
| Pentatonix            | Teatro      | 7080 Hollywood Blvd. |
| George Peppard        | Cinema      | 6675 Hollywood Blvd. |
| Anthony Perkins       | Televisione | 6801 Hollywood Blvd. |
| Anthony Perkins       | Cinema      | 6821 Hollywood Blvd. |
| Gigi Perreau          | Televisione | 6212 Hollywood Blvd. |
| Jack Perrin           | Cinema      | 1777 Vine Street     |
| Tyler Perry           | Cinema      | 7024 Hollywood Blvd. |
| Bernadette Peters     | Teatro      | 6706 Hollywood Blvd. |
| Brock Peters          | Teatro      | 7000 Hollywood Blvd. |
| House Peters          | Cinema      | 6157 Hollywood Blvd. |
| Jon Peters            | Cinema      | 6925 Hollywood Blvd. |
| Susan Peters          | Cinema      | 1601 Vine Street     |
| William L. Petersen   | Televisione | 6667 Hollywood Blvd. |
| Olga Petrova          | Cinema      | 6562 Hollywood Blvd. |

| Nome                          | Categoria   | Indirizzo            |
| ----------------------------- | ----------- | -------------------- |
| Tom Petty & The Heartbreakers | Musica      | 7018 Hollywood Blvd. |
| Michelle Pfeiffer             | Cinema      | 6801 Hollywood Blvd. |
| Regis Philbin                 | Televisione | 6834 Hollywood Blvd. |
| Dorothy Phillips              | Cinema      | 6358 Hollywood Blvd. |
| Jack Pickford                 | Cinema      | 1523 Vine Street     |
| Mary Pickford                 | Cinema      | 6280 Hollywood Blvd. |
| Walter Pidgeon                | Cinema      | 6414 Hollywood Blvd. |
| Webb Pierce                   | Musica      | 1600 Vine Street     |
| Pink                          | Musica      | 6801 Hollywood Blvd. |
| Ezio Pinza                    | Musica      | 1601 Vine Street     |
| Pitbull                       | Musica      | 6201 Hollywood Blvd. |
| ZaSu Pitts                    | Cinema      | 6554 Hollywood Blvd. |
| Suzanne Pleshette             | Televisione | 6751 Hollywood Blvd. |
| Amy Poehler                   | Televisione | 6767 Hollywood Blvd. |
| The Pointer Sisters           | Musica      | 6363 Hollywood Blvd. |
| Sidney Poitier                | Cinema      | 7065 Hollywood Blvd. |
| Snub Pollard                  | Cinema      | 6415 Hollywood Blvd  |
| Lily Pons                     | Musica      | 7006 Hollywood Blvd. |
| Winnie the Pooh               | Cinema      | 6834 Hollywood Blvd. |
| Billy Porter                  | Teatro      | 6201 Hollywood Blvd. |
| Cole Porter                   | Musica      | 7080 Hollywood Blvd. |
| H. C. Potter                  | Cinema      | 6633 Hollywood Blvd. |
| David Powell                  | Cinema      | 1651 Vine Street     |
| Dick Powell                   | Cinema      | 6915 Hollywood Blvd. |
| Dick Powell                   | Televisione | 6745 Hollywood Blvd. |
| Dick Powell                   | Radio       | 1560 Vine Street     |
| Eleanor Powell                | Cinema      | 1541 Vine Street     |
| Jane Powell                   | Cinema      | 6818 Hollywood Blvd. |
| William Powell                | Cinema      | 1636 Vine Street     |
| Tyrone Power                  | Cinema      | 6747 Hollywood Blvd. |
| Mala Powers                   | Televisione | 6360 Hollywood Blvd. |
| Stefanie Powers               | Televisione | 6776 Hollywood Blvd. |
| Pérez Prado                   | Musica      | 1529 Vine Street     |
| Chris Pratt                   | Cinema      | 6834 Hollywood Blvd. |
| Otto Preminger                | Cinema      | 6624 Hollywood Blvd. |
| Elvis Presley                 | Musica      | 6777 Hollywood Blvd. |
| Marie Prevost                 | Cinema      | 6201 Hollywood Blvd. |
| Vincent Price                 | Cinema      | 6201 Hollywood Blvd. |
| Vincent Price                 | Televisione | 6501 Hollywood Blvd. |
| Charley Pride                 | Musica      | 7083 Hollywood Blvd. |
| Louis Prima                   | Musica      | 1617 Vine Street     |
| William Primrose              | Musica      | 6801 Hollywood Blvd. |
| Aileen Pringle                | Cinema      | 6723 Hollywood Blvd. |
| Freddie Prinze                | Televisione | 6755 Hollywood Blvd. |
| Jon Provost                   | Televisione | 7080 Hollywood Blvd. |
| Richard Pryor                 | Cinema      | 6438 Hollywood Blvd. |
| Wolfgang Puck                 | Televisione | 6801 Hollywood Blvd. |
| Tito Puente                   | Musica      | 6933 Hollywood Blvd. |
| George Putnam                 | Televisione | 6374 Hollywood Blvd. |
| Denver Pyle                   | Cinema      | 7083 Hollywood Blvd. |

## Q
| Nome               | Categoria | Indirizzo            |
| ------------------ | --------- | -------------------- |
| Dennis Quaid       | Cinema    | 7018 Hollywood Blvd. |
| Randy Quaid        | Cinema    | 7000 Hollywood Blvd. |
| Queen              | Musica    | 6356 Hollywood Blvd. |
| Anthony Quinn      | Cinema    | 6251 Hollywood Blvd. |
| Selena Quintanilla | Musica    | 1750 Vine Street     |

## R
| Nome                    | Categoria   | Indirizzo            |
| ----------------------- | ----------- | -------------------- |
| Daniel Radcliffe        | Cinema      | 6801 Hollywood Blvd. |
| Gilda Radner            | Televisione | 6801 Hollywood Blvd. |
| George Raft             | Cinema      | 6159 Hollywood Blvd. |
| George Raft             | Televisione | 1500 Vine Street     |
| Luise Rainer            | Cinema      | 6300 Hollywood Blvd. |
| Ella Raines             | Cinema      | 7021 Hollywood Blvd. |
| Claude Rains            | Cinema      | 6400 Hollywood Blvd. |
| Bonnie Raitt            | Musica      | 1750 Vine Street     |
| John Raitt              | Teatro      | 6126 Hollywood Blvd. |
| Sheryl Lee Ralph        | Televisione | 6623 Hollywood Blvd. |
| Esther Ralston          | Cinema      | 6664 Hollywood Blvd. |
| Vera Ralston            | Cinema      | 1752 Vine Street     |
| Marjorie Rambeau        | Cinema      | 6336 Hollywood Blvd. |
| Basil Rathbone          | Cinema      | 6549 Hollywood Blvd. |
| Basil Rathbone          | Radio       | 6300 Hollywood Blvd. |
| Basil Rathbone          | Televisione | 6915 Hollywood Blvd. |
| Gregory Ratoff          | Cinema      | 6100 Hollywood Blvd. |
| Herbert Rawlinson       | Cinema      | 6150 Hollywood Blvd. |
| Lou Rawls               | Musica      | 6931 Hollywood Blvd. |
| Charles Ray             | Cinema      | 6355 Hollywood Blvd. |
| Johnnie Ray             | Musica      | 6201 Hollywood Blvd. |
| Martha Raye             | Cinema      | 6251 Hollywood Blvd. |
| Martha Raye             | Televisione | 6547 Hollywood Blvd. |
| Gene Raymond            | Cinema      | 7001 Hollywood Blvd. |
| Gene Raymond            | Televisione | 1708 Vine Street     |
| Ronald Reagan           | Cinema      | 6374 Hollywood Blvd. |
| The Recording Academy   | Speciale    | 7016 Hollywood Blvd. |
| Red Hot Chili Peppers   | Musica      | 6212 Hollywood Blvd. |
| Otis Redding            | Musica      | 6150 Hollywood Blvd. |
| Helen Reddy             | Musica      | 1750 Vine Street     |
| Summer Redstone         | Cinema      | 7000 Hollywood Blvd. |
| Donna Reed              | Cinema      | 1612 Vine Street     |
| Norman Reedus           | Televisione | 6600 Hollywood Blvd. |
| Della Reese             | Televisione | 7060 Hollywood Blvd. |
| Christopher Reeve       | Cinema      | 7021 Hollywood Blvd. |
| George Reeves           | Televisione | 6709 Hollywood Blvd. |
| Keanu Reeves            | Cinema      | 6801 Hollywood Blvd. |
| Martha Reeves           | Musica      | 7080 Hollywood Blvd. |
| Wallace Reid            | Cinema      | 6617 Hollywood Blvd  |
| Carl Reiner             | Televisione | 6421 Hollywood Blvd. |
| Rob Reiner              | Cinema      | 6421 Hollywood Blvd. |
| Irving Reis             | Cinema      | 6912 Hollywood Blvd. |
| Ivan Reitman            | Cinema      | 7024 Hollywood Blvd  |
| Lee Remick              | Cinema      | 6104 Hollywood Blvd. |
| Duncan Renaldo          | Televisione | 1680 Vine Street     |
| Henri René              | Musica      | 1610 Vine Street     |
| Ray Rennahan            | Cinema      | 6916 Hollywood Blvd. |
| Jean Renoir             | Cinema      | 6212 Hollywood Blvd. |
| Burt Reynolds           | Cinema      | 6838 Hollywood Blvd. |
| Debbie Reynolds         | Cinema      | 6654 Hollywood Blvd. |
| Debbie Reynolds         | Teatro      | 7021 Hollywood Blvd. |
| Marjorie Reynolds       | Televisione | 1525 Vine Street     |
| Quentin Reynolds        | Radio       | 6225 Hollywood Blvd. |
| Ryan Reynolds           | Cinema      | 2596 Hollywood Blvd. |
| Christina Ricci         | Cinema      | 6258 Hollywood Blvd. |
| Grantland Rice          | Radio       | 1632 Vine Street     |
| Tim Rice                | Teatro      | 6243 Hollywood Blvd. |
| Irene Rich              | Cinema      | 6225 Hollywood Blvd. |
| Irene Rich              | Radio       | 6150 Hollywood Blvd. |
| Little Richard          | Musica      | 6840 Hollywood Blvd. |
| Lionel Richie           | Musica      | 7018 Hollywood Blvd. |
| Don Rickles             | Teatro      | 6834 Hollywood Blvd. |
| Nelson Riddle           | Musica      | 6724 Hollywood Blvd. |
| Tommy e Betty Lou Riggs | Radio       | 6164 Hollywood Blvd. |
| Teddy Riley             | Musica      | 6405 Hollywood Blvd. |
| Rin Tin Tin             | Cinema      | 1623 Vine Street     |
| Kelly Ripa              | Televisione | 6834 Hollywood Blvd. |
| Robert Ripley           | Radio       | 6400 Hollywood Blvd  |
| John Ritter             | Televisione | 6631 Hollywood Blvd. |
| Tex Ritter              | Musica      | 6631 Hollywood Blvd. |
| The Ritz Brothers       | Cinema      | 6756 Hollywood Blvd. |
| Jenni Rivera            | Musica      | 1750 Vine Street     |
| Joan Rivers             | Televisione | 7000 Hollywood Blvd. |
| Hal Roach               | Cinema      | 1654 Vine Street     |

| Nome                    | Categoria   | Indirizzo            |
| ----------------------- | ----------- | -------------------- |
| Gale Robbins            | Televisione | 6500 Hollywood Blvd. |
| Harold Robbins          | Cinema      | 6743 Hollywood Blvd. |
| Marty Robbins           | Musica      | 6666 Hollywood Blvd. |
| Tim Robbins             | Cinema      | 6801 Hollywood Blvd. |
| Doris Roberts           | Televisione | 7021 Hollywood Blvd. |
| Julia Roberts           | Cinema      | 6000 Hollywood Blvd. |
| Theodore Roberts        | Cinema      | 6166 Hollywood Blvd. |
| Cliff Robertson         | Cinema      | 6801 Hollywood Blvd. |
| Dale Robertson          | Televisione | 6500 Hollywood Blvd. |
| Paul Robeson            | Cinema      | 6660 Hollywood Blvd. |
| Edward G. Robinson      | Cinema      | 6235 Hollywood Blvd. |
| Smokey Robinson         | Musica      | 1500 N. Vine Street  |
| Mark Robson             | Cinema      | 1720 Vine Street     |
| Chris Rock              | Televisione | 7021 Hollywood Blvd. |
| Gene Roddenberry        | Televisione | 6683 Hollywood Blvd. |
| Buddy Rogers            | Cinema      | 6135 Hollywood Blvd. |
| Ginger Rogers           | Cinema      | 6772 Hollywood Blvd. |
| Kenny Rogers            | Musica      | 6666 Hollywood Blvd. |
| Mister Rogers           | Televisione | 6600 Hollywood Blvd. |
| Roy Rogers              | Cinema      | 1752 Vine Street     |
| Roy Rogers              | Radio       | 1733 Vine Street     |
| Roy Rogers              | Televisione | 1620 Vine Street     |
| Wayne Rogers            | Televisione | 7018 Hollywood Blvd. |
| Will Rogers             | Cinema      | 6401 Hollywood Blvd. |
| Will Rogers             | Radio       | 6608 Hollywood Blvd. |
| Gilbert Roland          | Cinema      | 6730 Hollywood Blvd. |
| Ruth Roland             | Cinema      | 6260 Hollywood Blvd. |
| Ruth Roman              | Televisione | 6672 Hollywood Blvd. |
| Cesar Romero            | Cinema      | 6615 Hollywood Blvd. |
| Cesar Romero            | Televisione | 1719 Vine Street     |
| George A. Romero        | Cinema      | 6604 Hollywood Blvd. |
| Jan e Mickey Rooney     | Teatro      | 6801 Hollywood Blvd. |
| Mickey Rooney           | Cinema      | 1718 Vine Street     |
| Mickey Rooney           | Radio       | 6372 Hollywood Blvd. |
| Mickey Rooney           | Televisione | 6541 Hollywood Blvd. |
| Mickey Rooney           | Teatro      | 6211 Hollywood Blvd. |
| David Rose              | Musica      | 6514 Hollywood Blvd. |
| Roseanne Barr           | Televisione | 6767 Hollywood Blvd. |
| Diana Ross              | Musica      | 6712 Hollywood Blvd. |
| Lanny Ross              | Radio       | 6777 Hollywood Blvd  |
| Marion Ross             | Televisione | 6420 Hollywood Blvd. |
| Robert Rossen           | Cinema      | 6821 Hollywood Blvd. |
| Lillian Roth            | Cinema      | 6330 Hollywood Blvd. |
| Peter Roth              | Televisione | 6918 Hollywood Blvd. |
| Dan Rowan e Dick Martin | Televisione | 7080 Hollywood Blvd. |
| Henry Rowland           | Televisione | 6328 Hollywood Blvd. |
| Richard Rowland         | Cinema      | 1549 Vine Street     |
| Siegfried & Roy         | Teatro      | 7060 Hollywood Blvd. |
| Alma Rubens             | Cinema      | 6409 Hollywood Blvd. |
| Arthur Rubinstein       | Musica      | 1737 Vine Street     |
| Darius Rucker           | Musica      | 7065 Hollywood Blvd. |
| Paul Rudd               | Cinema      | 6834 Hollywood Blvd. |
| Evelyn Rudie            | Televisione | 6800 Hollywood Blvd. |
| Mark Ruffalo            | Cinema      | 6777 Hollywood Blvd. |
| Charles Ruggles         | Cinema      | 6264 Hollywood Blvd. |
| Charles Ruggles         | Radio       | 6359 Hollywood Blvd. |
| Charles Ruggles         | Televisione | 1630 Vine Street     |
| Wesley Ruggles          | Cinema      | 6424 Hollywood Blvd. |
| Rugrats                 | Televisione | 6600 Hollywood Blvd. |
| RuPaul                  | Televisione | 6652 Hollywood Blvd. |
| Rush                    | Musica      | 6752 Hollywood Blvd. |
| Gail Russell            | Cinema      | 6933 Hollywood Blvd. |
| Harold Russell          | Cinema      | 6752 Hollywood Blvd. |
| Jane Russell            | Cinema      | 6850 Hollywood Blvd. |
| Keri Russell            | Televisione | 6356 Hollywood Blvd. |
| Kurt Russell            | Cinema      | 6201 Hollywood Blvd. |
| Rosalind Russell        | Cinema      | 1708 Vine Street     |
| Ann Rutherford          | Televisione | 6333 Hollywood Blvd. |
| Ann Rutherford          | Cinema      | 6834 Hollywood Blvd. |
| Winona Ryder            | Cinema      | 7018 Hollywood Blvd. |

## S
| Nome                               | Categoria   | Indirizzo            |
| ---------------------------------- | ----------- | -------------------- |
| Haim Saban                         | Televisione | 6712 Hollywood Blvd. |
| Sabu                               | Cinema      | 6251 Hollywood Blvd. |
| Katey Sagal                        | Televisione | 7021 Hollywood Blvd. |
| Carole Bayer Sager                 | Musica      | 7021 Hollywood Blvd. |
| Eva Marie Saint                    | Televisione | 6730 Hollywood Blvd. |
| Eva Marie Saint                    | Cinema      | 6624 Hollywood Blvd. |
| Susan Saint James                  | Televisione | 1645 Vine Street     |
| Al St. John                        | Cinema      | 6313 Hollywood Blvd. |
| Adela Rogers St. Johns             | Cinema      | 6424 Hollywood Blvd. |
| Pat Sajak                          | Televisione | 6200 Hollywood Blvd. |
| Zoe Saldana                        | Cinema      | 6920 Hollywood Blvd. |
| Soupy Sales                        | Televisione | 7000 Hollywood Blvd. |
| Salt-n-Pepa                        | Musica      | 6212 Hollywood Blvd. |
| George Sanders                     | Cinema      | 1636 Vine Street     |
| George Sanders                     | Televisione | 7007 Hollywood Blvd. |
| Julia Sanderson                    | Radio       | 1620 Vine Street     |
| Adam Sandler                       | Cinema      | 6262 Hollywood Blvd. |
| Mark Sandrich                      | Cinema      | 1719 Vine Street     |
| Tommy Sands                        | Musica      | 1560 Vine Street     |
| Isabel Sanford                     | Televisione | 7080 Hollywood Blvd. |
| Carlos Santana                     | Musica      | 7080 Hollywood Blvd. |
| Alejandro Sanz                     | Musica      | 1750 Vine Street     |
| Cristina Saralegui                 | Televisione | 7060 Hollywood Blvd. |
| Susan Sarandon                     | Cinema      | 6801 Hollywood Blvd. |
| Telly Savalas                      | Cinema      | 6801 Hollywood Blvd. |
| Joseph Schenck                     | Cinema      | 6757 Hollywood Blvd. |
| Victor Schertzinger                | Cinema      | 1611 Vine Street     |
| Lalo Schifrin                      | Musica      | 7000 Hollywood Blvd. |
| Joseph Schildkraut                 | Cinema      | 6780 Hollywood Blvd. |
| George Schlatter                   | Televisione | 7000 Hollywood Blvd. |
| Al Schmitt                         | Musica      | 1750 Vine Street     |
| Ernest B. Schoedsack               | Cinema      | 6270 Hollywood Blvd. |
| B. P. Schulberg                    | Cinema      | 1500 Vine Street     |
| Charles M. Schulz                  | Televisione | 7021 Hollywood Blvd. |
| Ernestine Schumann-Heink           | Musica      | 6640 Hollywood Blvd. |
| Sherwood Schwartz                  | Televisione | 6541 Hollywood Blvd. |
| Stephen Schwartz                   | Teatro      | 6233 Hollywood Blvd. |
| Arnold Schwarzenegger              | Cinema      | 6764 Hollywood Blvd. |
| Martin Scorsese                    | Cinema      | 6801 Hollywood Blvd. |
| Lizabeth Scott                     | Cinema      | 1624 Vine Street     |
| Martha Scott                       | Teatro      | 6126 Hollywood Blvd. |
| Randolph Scott                     | Cinema      | 6243 Hollywood Blvd. |
| Ridley Scott                       | Cinema      | 6712 Hollywood Blvd. |
| Zachary Scott                      | Cinema      | 6349 Hollywood Blvd. |
| Screen Actors Guild                | Speciale    | 7020 Hollywood Blvd. |
| Earl Scruggs                       | Musica      | 7021 Hollywood Blvd. |
| Vin Scully                         | Radio       | 6675 Hollywood Blvd. |
| Ryan Seacrest                      | Radio       | 6801 Hollywood Blvd. |
| George Seaton                      | Cinema      | 1752 Vine Street     |
| Dorothy Sebastian                  | Cinema      | 6655 Hollywood Blvd. |
| Neil Sedaka                        | Musica      | Sunset & Vine        |
| Edward Sedgwick                    | Cinema      | 6801 Hollywood Blvd. |
| Kyra Sedgwick                      | Televisione | 6356 Hollywood Blvd. |
| Bob Seger & The Silver Bullet Band | Musica      | 1750 Vine Street     |
| William A. Seiter                  | Cinema      | 6240 Hollywood Blvd. |
| William Selig                      | Cinema      | 6116 Hollywood Blvd. |
| Tom Selleck                        | Televisione | 6925 Hollywood Blvd. |
| David O. Selznick                  | Cinema      | 7000 Hollywood Blvd. |
| Lewis J. Selznick                  | Cinema      | 6412 Hollywood Blvd. |
| Larry Semon                        | Cinema      | 6933 Hollywood Blvd. |
| Mack Sennett                       | Cinema      | 6710 Hollywood Blvd. |
| Rudolf Serkin                      | Musica      | 1751 Vine Street     |
| Rod Serling                        | Televisione | 6840 Hollywood Blvd. |
| Mark Serrurier                     | Cinema      | 6667 Hollywood Blvd. |
| Dr. Seuss                          | Cinema      | 6600 Hollywood Blvd. |
| Jane Seymour                       | Televisione | 7000 Hollywood Blvd. |
| Shakira                            | Musica      | 6270 Hollywood Blvd. |
| Tupac Shakur                       | Musica      | 6212 Hollywood Blvd. |
| Leon Shamroy                       | Cinema      | 6925 Hollywood Blvd. |
| William Shatner                    | Televisione | 6901 Hollywood Blvd. |
| Artie Shaw                         | Musica      | 1709 Vine Street     |
| Robert Shaw                        | Cinema      | 1559 Vine Street     |
| Norma Shearer                      | Cinema      | 6636 Hollywood Blvd. |
| George Shearing                    | Musica      | 1716 Vine Street     |
| Charlie Sheen                      | Cinema      | 7021 Hollywood Blvd. |
| Martin Sheen                       | Cinema      | 1500 Vine Street     |
| Judith Sheindlin                   | Televisione | 7065 Hollywood Blvd. |
| Sidney Sheldon                     | Televisione | 6739 Hollywood Blvd. |
| Blake Shelton                      | Musica      | 6212 Hollywood Blvd. |
| Cybill Shepherd                    | Televisione | 7000 Hollywood Blvd. |
| Ann Sheridan                       | Cinema      | 7024 Hollywood Blvd. |
| The Sherman Brothers               | Cinema      | 6918 Hollywood Blvd. |
| Bobby Sherwood                     | Televisione | 1625 Vine Street     |
| Anne Shirley                       | Cinema      | 7018 Hollywood Blvd. |
| Dinah Shore                        | Radio       | 1751 Vine Street     |
| Dinah Shore                        | Musica      | 6901 Hollywood Blvd. |
| Dinah Shore                        | Televisione | 6916 Hollywood Blvd. |
| Shrek                              | Cinema      | 6931 Hollywood Blvd. |
| George Sidney                      | Cinema      | 6307 Hollywood Blvd. |
| Sylvia Sidney                      | Cinema      | 6245 Hollywood Blvd. |
| Siegfried & Roy                    | Teatro      | 7060 Hollywood Blvd. |
| Beverly Sills                      | Musica      | 1750 Vine Street     |
| Milton Sills                       | Cinema      | 6263 Hollywood Blvd. |
| Joel Silver                        | Cinema      | 6925 Hollywood Blvd. |
| Jay Silverheels                    | Televisione | 6538 Hollywood Blvd. |
| Sarah Silverman                    | Televisione | 6000 Hollywood Blvd. |
| Phil Silvers                       | Televisione | 6370 Hollywood Blvd. |
| Ginny Simms                        | Radio       | 6408 Hollywood Blvd. |
| I Simpson                          | Televisione | 7021 Hollywood Blvd. |
| Frank Sinatra                      | Cinema      | 1600 Vine Street     |
| Frank Sinatra                      | Musica      | 1637 Vine Street     |
| Frank Sinatra                      | Televisione | 6538 Hollywood Blvd. |
| Nancy Sinatra                      | Musica      | 7000 Hollywood Blvd. |
| John Singleton                     | Cinema      | 6915 Hollywood Blvd. |
| Penny Singleton                    | Cinema      | 6547 Hollywood Blvd. |
| Penny Singleton                    | Radio       | 6811 Hollywood Blvd. |
| Gary Sinise                        | Televisione | 6664 Hollywood Blvd. |
| Red Skelton                        | Radio       | 6763 Hollywood Blvd. |
| Red Skelton                        | Televisione | 6650 Hollywood Blvd. |
| Slash                              | Musica      | 6801 Hollywood Blvd. |
| Everett Sloane                     | Televisione | 6254 Hollywood Blvd. |
| Edward Small                       | Cinema      | 1501 Vine Street     |
| Jean Smart                         | Televisione | 6150 Hollywood Blvd. |
| Tavis Smiley                       | Televisione | 6270 Hollywood Blvd. |

| Nome                         | Categoria   | Indirizzo            |
| ---------------------------- | ----------- | -------------------- |
| Aubrey Smith                 | Cinema      | 6327 Hollywood Blvd. |
| Carl Smith                   | Musica      | 1517 Vine Street     |
| Smilin' Jack Smith           | Radio       | 6145 Hollywood Blvd. |
| Jaclyn Smith                 | Televisione | 7000 Hollywood Blvd. |
| Joe Smith                    | Musica      | 1750 Vine Street     |
| Kate Smith                   | Musica      | 6157 Hollywood Blvd. |
| Kate Smith                   | Radio       | 6145 Hollywood Blvd. |
| Keely Smith                  | Musica      | 7080 Hollywood Blvd. |
| Pete Smith                   | Cinema      | 1621 Vine Street     |
| Jimmy Smits                  | Cinema      | 6100 Hollywood Blvd. |
| The Smothers Brothers        | Televisione | 6555 Hollywood Blvd. |
| Wesley Snipes                | Cinema      | 7018 Hollywood Blvd. |
| Snoop Dogg                   | Musica      | 6840 Hollywood Blvd. |
| Snoopy                       | Cinema      | 7021 Hollywood Blvd. |
| Snow White                   | Cinema      | 6910 Hollywood Blvd. |
| Marco Antonio Solis          | Musica      | 6931 Hollywood Blvd. |
| Suzanne Somers               | Televisione | 7018 Hollywood Blvd. |
| Sonny & Cher                 | Televisione | 7018 Hollywood Blvd. |
| The Sons of the Pioneers     | Musica      | 6845 Hollywood Blvd. |
| Ann Sothern                  | Cinema      | 1612 Vine Street     |
| Ann Sothern                  | Televisione | 1634 Vine Street     |
| John Philip Sousa            | Musica      | 1500 Vine Street     |
| Sissy Spacek                 | Cinema      | 6834 Hollywood Blvd. |
| Kevin Spacey                 | Cinema      | 6801 Hollywood Blvd. |
| David Spade                  | Cinema      | 7018 Hollywood Blvd. |
| Britney Spears               | Musica      | 6801 Hollywood Blvd. |
| Aaron Spelling               | Televisione | 6667 Hollywood Blvd. |
| Octavia Spencer              | Cinema      | 6623 Hollywood Blvd. |
| Arthur Spiegel               | Cinema      | 1680 Vine Street     |
| Steven Spielberg             | Cinema      | 6801 Hollywood Blvd. |
| The Spinners                 | Musica      | 6723 Hollywood Blvd. |
| Phil Spitalny                | Radio       | 6364 Hollywood Blvd. |
| Rick Springfield             | Musica      | 7060 Hollywood Blvd. |
| Robert Stack                 | Cinema      | 7001 Hollywood Blvd. |
| Hanley Stafford              | Radio       | 1640 Vine Street     |
| Jo Stafford                  | Radio       | 1709 Vine Street     |
| Jo Stafford                  | Musica      | 1625 Vine Street     |
| Jo Stafford                  | Televisione | 6270 Hollywood Blvd. |
| John M. Stahl                | Cinema      | 6546 Hollywood Blvd. |
| Sylvester Stallone           | Cinema      | 6712 Hollywood Blvd. |
| Susan Stamberg               | Radio       | 6363 Hollywood Blvd. |
| John Stamos                  | Televisione | 7021 Hollywood Blvd. |
| Barbara Stanwyck             | Cinema      | 1751 Vine Street     |
| Pauline Starke               | Cinema      | 6125 Hollywood Blvd. |
| Kay Starr                    | Musica      | 1716 Vine Street     |
| Ringo Starr                  | Musica      | 1750 Vine Street     |
| Ralph Staub                  | Cinema      | 1752 Vine Street     |
| Eleanor Steber               | Musica      | 1708 Vine Street     |
| The Real Don Steele          | Radio       | 7080 Hollywood Blvd. |
| Mary Steenburgen             | Cinema      | 7021 Hollywood Blvd. |
| Gwen Stefani                 | Musica      | 6212 Hollywood Blvd. |
| Rod Steiger                  | Cinema      | 7080 Hollywood Blvd. |
| Jules C. Stein               | Cinema      | 6821 Hollywood Blvd. |
| William Steinberg            | Musica      | 1645 Vine Street     |
| Max Steiner                  | Cinema      | 1559 Vine Street     |
| Ford Sterling                | Cinema      | 6612 Hollywood Blvd. |
| Jan Sterling                 | Cinema      | 6638 Hollywood Blvd. |
| Robert Sterling              | Televisione | 1709 Vine Street     |
| Bill Stern                   | Radio       | 6821 Hollywood Blvd. |
| Isaac Stern                  | Musica      | 6540 Hollywood Blvd. |
| The Steve Miller Band        | Musica      | 1750 Vine Street     |
| Connie Stevens               | Televisione | 6249 Hollywood Blvd. |
| George Stevens               | Cinema      | 1709 Vine Street     |
| Mark Stevens                 | Televisione | 6637 Hollywood Blvd. |
| Onslow Stevens               | Cinema      | 6349 Hollywood Blvd. |
| Anita Stewart                | Cinema      | 6724 Hollywood Blvd. |
| James Stewart                | Cinema      | 1708 Vine Street     |
| Patrick Stewart              | Teatro      | 7021 Hollywood Blvd. |
| Rod Stewart                  | Musica      | 6801 Hollywood Blvd. |
| Jerry Stiller e Anne Meara   | Televisione | 7018 Hollywood Blvd. |
| Mauritz Stiller              | Cinema      | 1713 Vine Street     |
| Crosby, Stills, Nash & Young | Musica      | 6666 Hollywood Blvd. |
| Sting                        | Musica      | 6834 Hollywood Blvd. |
| Frederick Stock              | Musica      | 1547 Vine Street     |
| Dean Stockwell               | Cinema      | 7000 Hollywood Blvd. |
| Leopold Stokowski            | Musica      | 1600 Vine Street     |
| Morris Stoloff               | Musica      | 6702 Hollywood Blvd. |
| Andrew L. Stone              | Cinema      | 6777 Hollywood Blvd. |
| Cliffie Stone                | Radio       | 1501 Vine Street     |
| Ezra Stone                   | Radio       | 1634 Vine Street     |
| Fred Stone                   | Cinema      | 1634 Vine Street     |
| George E. Stone              | Cinema      | 6932 Hollywood Blvd. |
| Lewis Stone                  | Cinema      | 6526 Hollywood Blvd. |
| Milburn Stone                | Cinema      | 6823 Hollywood Blvd. |
| Oliver Stone                 | Cinema      | 7013 Hollywood Blvd. |
| Sharon Stone                 | Cinema      | 6925 Hollywood Blvd. |
| Edith Storey                 | Cinema      | 1523 Vine Street     |
| Gale Storm                   | Radio       | 6119 Hollywood Blvd. |
| Gale Storm                   | Musica      | 1519 Vine Street     |
| Gale Storm                   | Televisione | 1680 Vine Street     |
| Bill Stout                   | Televisione | 1500 Vine Street     |
| Michael Strahan              | Televisione | 6918 Hollywood Blvd. |
| Lee Strasberg                | Cinema      | 6757 Hollywood Blvd. |
| Igor' Fëdorovič Stravinskij  | Radio       | 6340 Hollywood Blvd. |
| Meryl Streep                 | Cinema      | 7018 Hollywood Blvd. |
| Barbra Streisand             | Cinema      | 6925 Hollywood Blvd. |
| Strongheart                  | Cinema      | 1724 Vine Street     |
| Gloria Stuart                | Cinema      | 6714 Hollywood Blvd. |
| John Sturges                 | Cinema      | 6511 Hollywood Blvd. |
| Preston Sturges              | Cinema      | 1601 Vine Street     |
| Margaret Sullavan            | Cinema      | 1751 Vine Street     |
| Barry Sullivan               | Cinema      | 6160 Hollywood Blvd. |
| Barry Sullivan               | Televisione | 1500 Vine Street     |
| Ed Sullivan                  | Televisione | 6101 Hollywood Blvd. |
| Yma Súmac                    | Musica      | 6445 Hollywood Blvd. |
| Donna Summer                 | Musica      | 7000 Hollywood Blvd. |
| Slim Summerville             | Cinema      | 6409 Hollywood Blvd. |
| The Supremes                 | Musica      | 7060 Hollywood Blvd. |
| Donald Sutherland            | Cinema      | 7024 Hollywood Blvd. |
| Kiefer Sutherland            | Cinema      | 7024 Hollywood Blvd. |
| Mack Swain                   | Cinema      | 1500 Vine Street     |
| Hilary Swank                 | Cinema      | 6925 Hollywood Blvd. |
| Gloria Swanson               | Televisione | 6301 Hollywood Blvd. |
| Gloria Swanson               | Cinema      | 6750 Hollywood Blvd. |
| Gladys Swarthout             | Musica      | 6290 Hollywood Blvd. |
| Patrick Swayze               | Cinema      | 7021 Hollywood Blvd. |
| Blanche Sweet                | Cinema      | 1751 Vine Street     |
| Loretta Swit                 | Televisione | 6240 Hollywood Blvd. |
| Joseph Szigeti               | Musica      | 6600 Hollywood Blvd. |

## T
| Nome                | Categoria   | Indirizzo            |
| ------------------- | ----------- | -------------------- |
| George Takei        | Televisione | 6681 Hollywood Blvd. |
| Mabel Taliaferro    | Cinema      | 6720 Hollywood Blvd. |
| Constance Talmadge  | Cinema      | 6300 Hollywood Blvd. |
| Norma Talmadge      | Cinema      | 1500 Vine Street     |
| Akim Tamiroff       | Cinema      | 1634 Vine Street     |
| Jessica Tandy       | Cinema      | 6284 Hollywood Blvd. |
| Quentin Tarantino   | Cinema      | 6927 Hollywood Blvd. |
| Norman Taurog       | Cinema      | 1600 Vine Street     |
| Elizabeth Taylor    | Cinema      | 6336 Hollywood Blvd. |
| Estelle Taylor      | Cinema      | 1620 Vine Street     |
| Kent Taylor         | Cinema      | 1645 Vine Street     |
| Kent Taylor         | Televisione | 6818 Hollywood Blvd. |
| Rip Taylor          | Teatro      | 6625 Hollywood Blvd. |
| Robert Taylor       | Cinema      | 1500 Vine Street     |
| Ruth Ashton Taylor  | Televisione | 1540 Vine Street     |
| Renata Tebaldi      | Musica      | 6628 Hollywood Blvd. |
| Shirley Temple      | Cinema      | 1500 Vine Street     |
| Alec Templeton      | Radio       | 1724 Vine Street     |
| The Temptations     | Musica      | 7060 Hollywood Blvd. |
| Alice Terry         | Cinema      | 6626 Hollywood Blvd. |
| John Tesh           | Televisione | 7021 Hollywood Blvd. |
| Irving Thalberg     | Cinema      | 7006 Hollywood Blvd. |
| Thalía              | Musica      | 6262 Hollywood Blvd. |
| Phyllis Thaxter     | Cinema      | 6531 Hollywood Blvd. |
| Blanche Thebom      | Musica      | 1651 Vine Street     |
| Charlize Theron     | Cinema      | 6801 Hollywood Blvd. |
| Bob Thomas          | Cinema      | 6841 Hollywood Blvd. |
| Danny Thomas        | Televisione | 6901 Hollywood Blvd. |
| Jay Thomas          | Radio       | 6161 Hollywood Blvd. |
| John Charles Thomas | Musica      | 6933 Hollywood Blvd. |
| Lowell Thomas       | Cinema      | 6433 Hollywood Blvd. |
| Lowell Thomas       | Radio       | 1752 Vine Street     |
| Marlo Thomas        | Televisione | 6904 Hollywood Blvd. |
| Bill Thompson       | Radio       | 7021 Hollywood Blvd. |
| Emma Thompson       | Cinema      | 6714 Hollywood Blvd. |
| Kenan Thompson      | Televisione | 6627 Hollywood Blvd. |
| Fred Thomson        | Cinema      | 6850 Hollywood Blvd. |
| Billy Bob Thornton  | Cinema      | 6801 Hollywood Blvd. |
| Richard Thorpe      | Cinema      | 6101 Hollywood Blvd. |
| The Three Stooges   | Cinema      | 1560 Vine Street     |

| Nome              | Categoria   | Indirizzo            |
| ----------------- | ----------- | -------------------- |
| Lawrence Tibbett  | Musica      | 6325 Hollywood Blvd. |
| Gene Tierney      | Cinema      | 6125 Hollywood Blvd. |
| Tinker Bell       | Cinema      | 6834 Hollywood Blvd. |
| Steve Tisch       | Cinema      | 6522 Hollywood Blvd. |
| Genevieve Tobin   | Cinema      | 6119 Hollywood Blvd. |
| Thelma Todd       | Cinema      | 6262 Hollywood Blvd. |
| Franchot Tone     | Cinema      | 6560 Hollywood Blvd. |
| Regis Toomey      | Cinema      | 7021 Hollywood Blvd. |
| Mel Tormé         | Musica      | 1541 Vine Street     |
| David Torrence    | Cinema      | 6564 Hollywood Blvd. |
| Ernest Torrence   | Cinema      | 6801 Hollywood Blvd. |
| Arturo Toscanini  | Radio       | 6336 Hollywood Blvd. |
| Arturo Toscanini  | Musica      | 6725 Hollywood Blvd. |
| Maurice Tourneur  | Cinema      | 6243 Hollywood Blvd. |
| Lee Tracy         | Cinema      | 1638 Vine Street     |
| Spencer Tracy     | Cinema      | 6814 Hollywood Blvd. |
| Helen Traubel     | Musica      | 6422 Hollywood Blvd. |
| Fred Travalena    | Televisione | 7018 Hollywood Blvd. |
| Randy Travis      | Musica      | 7021 Hollywood Blvd. |
| John Travolta     | Cinema      | 6901 Hollywood Blvd. |
| Arthur Treacher   | Cinema      | 6274 Hollywood Blvd. |
| Alex Trebek       | Televisione | 6501 Hollywood Blvd. |
| Claire Trevor     | Cinema      | 6933 Hollywood Blvd. |
| Laurence Trimble  | Cinema      | 6340 Hollywood Blvd. |
| Ernest Truex      | Televisione | 6721 Hollywood Blvd. |
| Donald Trump      | Televisione | 6801 Hollywood Blvd. |
| Ernest Tubb       | Musica      | 1751 Vine Street     |
| Forrest Tucker    | Cinema      | 6385 Hollywood Blvd. |
| Sophie Tucker     | Cinema      | 6321 Hollywood Blvd. |
| Thomas Lee Tully  | Cinema      | 6119 Hollywood Blvd. |
| Charlie Tuna      | Radio       | 1560 Vine Street     |
| Tommy Tune        | Teatro      | 1777 Vine Street     |
| Lana Turner       | Cinema      | 6241 Hollywood Blvd. |
| Ted Turner        | Cinema      | 7000 Hollywood Blvd. |
| Tina Turner       | Musica      | 1750 N. Vine Street  |
| Ben Turpin        | Cinema      | 1651 Vine Street     |
| Lurene Tuttle     | Radio       | 1760 Vine Street     |
| Lurene Tuttle     | Televisione | 7011 Hollywood Blvd. |
| Shania Twain      | Musica      | 6270 Hollywood Blvd. |
| Helen Twelvetrees | Cinema      | 6263 Hollywood Blvd. |
| Cicely Tyson      | Cinema      | 7080 Hollywood Blvd. |

## U
| Nome                         | Categoria | Indirizzo                |
| ---------------------------- | --------- | ------------------------ |
| Carrie Underwood             | Musica    | 1750 Vine Street         |
| USC School of Cinematic Arts | Speciale  | 900 W 34th Street        |
| Robert Urich                 | Cinema    | 7083 Hollywood Boulevard |
| Usher                        | Musica    | 6201 Hollywood Boulevard |

## V
| Nome              | Categoria   | Indirizzo            |
| ----------------- | ----------- | -------------------- |
| Vague             | Cinema      | 1720 Vine Street     |
| Vague             | Radio       | 1639 Vine Street     |
| Angelica Vale     | Teatro      | 7060 Hollywood Blvd. |
| Ritchie Valens    | Musica      | 6733 Hollywood Blvd. |
| Jack Valenti      | Cinema      | 7000 Hollywood Blvd. |
| Rodolfo Valentino | Cinema      | 6164 Hollywood Blvd. |
| Rudy Vallee       | Radio       | 1632 Vine Street     |
| Virginia Valli    | Cinema      | 6125 Hollywood Blvd. |
| Mamie Van Doren   | Cinema      | 7057 Hollywood Blvd. |
| Luther Vandross   | Musica      | 1717 Vine Street     |
| Dick Van Dyke     | Televisione | 7021 Hollywood Blvd. |
| W. S. Van Dyke    | Cinema      | 6141 Hollywood Blvd. |
| Jo Van Fleet      | Cinema      | 7010 Hollywood Blvd. |
| Dick Van Patten   | Televisione | 1541 Vine Street     |
| Vivian Vance      | Televisione | 7000 Hollywood Blvd. |
| Variety           | Speciale    | 7020 Hollywood Blvd. |
| Sarah Vaughan     | Musica      | 6834 Hollywood Blvd. |
| Sarah Vaughan     | Musica      | 1724 Vine Street     |
| Robert Vaughn     | Cinema      | 6633 Hollywood Blvd. |

| Nome                     | Categoria   | Indirizzo            |
| ------------------------ | ----------- | -------------------- |
| Vince Vaughn             | Cinema      | 6201 Hollywood Blvd. |
| Lupe Vélez               | Cinema      | 6927 Hollywood Blvd. |
| Evelyn Venable           | Cinema      | 1500 Vine Street     |
| Milo Ventimiglia         | Televisione | 6562 Hollywood Blvd. |
| Billy Vera               | Musica      | 1770 Vine Street     |
| Vera-Ellen               | Cinema      | 7083 Hollywood Blvd. |
| Elena Verdugo            | Televisione | 1709 Vine Street     |
| Sofia Vergara            | Televisione | 7013 Hollywood Blvd. |
| Bobby Vernon             | Cinema      | 6825 Hollywood Blvd. |
| Victoria's Secret Angels | Speciale    | 6800 Hollywood Blvd. |
| Charles Vidor            | Cinema      | 6676 Hollywood Blvd. |
| King Vidor               | Cinema      | 6743 Hollywood Blvd. |
| Village People           | Musica      | 6529 Hollywood Blvd. |
| Gene Vincent             | Musica      | 1749 Vine Street     |
| Helen Vinson             | Cinema      | 1560 Vine Street     |
| Bobby Vinton             | Musica      | 6916 Hollywood Blvd. |
| Josef von Sternberg      | Cinema      | 6401 Hollywood Blvd. |
| Erich von Stroheim       | Cinema      | 6826 Hollywood Blvd. |
| Harry von Zell           | Radio       | 6521 Hollywood Blvd. |

## W
| Nome                  | Categoria   | Indirizzo            |
| --------------------- | ----------- | -------------------- |
| Lindsay Wagner        | Televisione | 6767 Hollywood Blvd. |
| Robert Wagner         | Cinema      | 7021 Hollywood Blvd. |
| Roger Wagner          | Musica      | 7003 Hollywood Blvd. |
| Mark Wahlberg         | Cinema      | 6259 Hollywood Blvd. |
| Jimmy Wakely          | Musica      | 1680 Vine Street     |
| Clint Walker          | Televisione | 1505 Vine Street     |
| Robert Walker         | Cinema      | 1709 Vine Street     |
| Mike Wallace          | Televisione | 6263 Hollywood Blvd. |
| Richard Wallace       | Cinema      | 1560 Vine Street     |
| Jimmy Wallington      | Radio       | 6660 Hollywood Blvd. |
| Raoul Walsh           | Cinema      | 6135 Hollywood Blvd. |
| Ray Walston           | Teatro      | 7070 Hollywood Blvd. |
| Bruno Walter          | Musica      | 6902 Hollywood Blvd. |
| Barbara Walters       | Televisione | 6801 Hollywood Blvd. |
| Charles Walters       | Cinema      | 6402 Hollywood Blvd. |
| Henry B. Walthall     | Cinema      | 6201 Hollywood Blvd. |
| Christoph Waltz       | Cinema      | 6667 Hollywood Blvd. |
| Joseph Wapner         | Televisione | 6922 Hollywood Blvd. |
| Burt Ward             | Televisione | 6764 Hollywood Blvd. |
| Jay Ward              | Televisione | 7080 Hollywood Blvd. |
| Fred Waring           | Radio       | 6556 Hollywood Blvd. |
| Fred Waring           | Musica      | 6300 Hollywood Blvd. |
| Fred Waring           | Televisione | 1751 Vine Street     |
| H.B. Warner           | Cinema      | 6600 Hollywood Blvd. |
| Harry Warner          | Cinema      | 6441 Hollywood Blvd. |
| Jack Warner           | Cinema      | 6541 Hollywood Blvd. |
| Sam Warner            | Cinema      | 6201 Hollywood Blvd. |
| Diane Warren          | Musica      | 7021 Hollywood Blvd. |
| Ruth Warrick          | Cinema      | 6689 Hollywood Blvd. |
| Dionne Warwick        | Musica      | 6922 Hollywood Blvd. |
| Kerry Washington      | Televisione | 6258 Hollywood Blvd. |
| Lew Wasserman         | Cinema      | 6925 Hollywood Blvd. |
| Willard Waterman      | Radio       | 1601 Vine Street     |
| John Waters           | Cinema      | 6644 Hollywood Blvd. |
| Sam Waterston         | Televisione | 7040 Hollywood Blvd. |
| The Watson Family     | Cinema      | 6674 Hollywood Blvd. |
| John Wayne            | Cinema      | 1541 Vine Street     |
| Carl Weathers         | Sport       | 7076 Hollywood Blvd. |
| Dennis Weaver         | Televisione | 6822 Hollywood Blvd. |
| Sigourney Weaver      | Cinema      | 7021 Hollywood Blvd. |
| Clifton Webb          | Cinema      | 6850 Hollywood Blvd  |
| Jack Webb             | Radio       | 7040 Hollywood Blvd. |
| Jack Webb             | Televisione | 6278 Hollywood Blvd. |
| Richard Webb          | Televisione | 7059 Hollywood Blvd. |
| Lois Weber            | Cinema      | 6518 Hollywood Blvd. |
| Ted Weems             | Musica      | 1680 Vine Street     |
| Jerry Weintraub       | Cinema      | 6931 Hollywood Blvd. |
| Johnny Weissmuller    | Televisione | 6541 Hollywood Blvd. |
| Raquel Welch          | Cinema      | 7021 Hollywood Blvd. |
| Lawrence Welk         | Musica      | 6613 Hollywood Blvd  |
| Lawrence Welk         | Televisione | 1601 Vine Street     |
| Orson Welles          | Cinema      | 1600 Vine Street     |
| Orson Welles          | Radio       | 6552 Hollywood Blvd. |
| William A. Wellman    | Cinema      | 6125 Hollywood Blvd. |
| John Wells            | Televisione | 6533 Hollywood Blvd. |
| Bill Welsh            | Televisione | 6362 Hollywood Blvd. |
| Ming-Na Wen           | Televisione | 6840 Hollywood Blvd. |
| Lina Wertmuller       | Cinema      | 6541 Hollywood Blvd. |
| Adam West             | Televisione | 6764 Hollywood Blvd. |
| Mae West              | Cinema      | 1560 Vine Street     |
| The Westmores         | Cinema      | 1645 Vine Street     |
| Paul Weston           | Musica      | 1535 Vine Street     |
| Haskell Wexler        | Cinema      | 7070 Hollywood Blvd. |
| Forest Whitaker       | Cinema      | 6801 Hollywood Blvd. |
| Alice White           | Cinema      | 1511 Vine Street     |
| Barry White           | Musica      | 6914 Hollywood Blvd. |
| Betty White           | Televisione | 6747 Hollywood Blvd. |
| Jack White            | Cinema      | 6366 Hollywood Blvd. |
| Jules White           | Cinema      | 1559 Vine Street     |
| Pearl White           | Cinema      | 6838 Hollywood Blvd. |
| Vanna White           | Televisione | 7018 Hollywood Blvd. |
| Paul Whiteman         | Musica      | 6157 Hollywood Blvd. |
| Paul Whiteman         | Radio       | 1601 Vine Street     |
| Barbara Whiting Smith | Televisione | 6443 Hollywood Blvd. |
| Margaret Whiting      | Musica      | 6623 Hollywood Blvd. |
| Slim Whitman          | Musica      | 1709 Vine Street     |
| Stuart Whitman        | Cinema      | 7083 Hollywood Blvd  |
| James Whitmore        | Televisione | 6611 Hollywood Blvd  |
| Dick Whittinghill     | Radio       | 6384 Hollywood Blvd. |
| Richard Widmark       | Cinema      | 6800 Hollywood Blvd. |

| Nome                            | Categoria                            | Indirizzo                            |
| ------------------------------- | ------------------------------------ | ------------------------------------ |
| Henry Wilcoxon                  | Cinema                               | 6256 Hollywood Blvd.                 |
| Cornel Wilde                    | Cinema                               | 1635 Vine Street                     |
| Billy Wilder                    | Cinema                               | 1751 Vine Street                     |
| Tichi Wilkerson Kassel          | Cinema                               | 7000 Hollywood Blvd.                 |
| Warren William                  | Cinema                               | 1559 Vine Street                     |
| Andy Williams                   | Musica                               | 6667 Hollywood Blvd.                 |
| Bill Williams                   | Televisione                          | 6145 Hollywood Blvd.                 |
| Billy Dee Williams              | Cinema                               | 1521 Vine Street                     |
| Cindy Williams & Penny Marshall | vedi Penny Marshall & Cindy Williams | vedi Penny Marshall & Cindy Williams |
| Earle Williams                  | Cinema                               | 1560 Vine Street                     |
| Esther Williams                 | Cinema                               | 1560 Vine Street                     |
| Guy Williams                    | Cinema                               | 7080 Hollywood Blvd.                 |
| Hank Williams                   | Musica                               | 6400 Hollywood Blvd.                 |
| Joe Williams                    | Musica                               | 6508 Hollywood Blvd.                 |
| Kathlyn Williams                | Cinema                               | 7038 Hollywood Blvd                  |
| Paul Williams                   | Musica                               | 6931 Hollywood Blvd.                 |
| Pharrell Williams               | Musica                               | 6270 Hollywood Blvd.                 |
| Robin Williams                  | Cinema                               | 6925 Hollywood Blvd.                 |
| Roger Williams                  | Musica                               | 1533 Vine Street                     |
| Tex Williams                    | Radio                                | 6412 Hollywood Blvd.                 |
| Vanessa Williams                | Musica                               | 7000 Hollywood Blvd.                 |
| Wendy Williams                  | Televisione                          | 6533 Hollywood Blvd.                 |
| Dave Willock                    | Televisione                          | 6358 Hollywood Blvd.                 |
| Bruce Willis                    | Cinema                               | 6915 Hollywood Blvd.                 |
| Chill Wills                     | Cinema                               | 6923 Hollywood Blvd.                 |
| Meredith Willson                | Radio                                | 6411 Hollywood Blvd                  |
| Ann & Nancy Wilson (Heart)      | Musica                               | 6752 Hollywood Blvd.                 |
| August Wilson                   | Teatro                               | 1611 Vine Street                     |
| Carey Wilson                    | Cinema                               | 6301 Hollywood Blvd.                 |
| Charlie Wilson                  | Musica                               | 6201 Hollywood Blvd.                 |
| Don Wilson                      | Radio                                | 1500 Vine Street                     |
| Lois Wilson                     | Cinema                               | 6933 Hollywood Blvd.                 |
| Marie Wilson                    | Radio                                | 6301 Hollywood Blvd.                 |
| Marie Wilson                    | Televisione                          | 6765 Hollywood Blvd.                 |
| Marie Wilson                    | Cinema                               | 6601 Hollywood Blvd.                 |
| Nancy Wilson                    | Musica                               | 6541 Hollywood Blvd.                 |
| Rita Wilson                     | Cinema                               | 7024 Hollywood Blvd.                 |
| Bebe and Cece Winans            | Musica                               | 6126 Hollywood Blvd.                 |
| Paul Winchell                   | Televisione                          | 6333 Hollywood Blvd.                 |
| Walter Winchell                 | Radio                                | 6714 Hollywood Blvd.                 |
| Walter Winchell                 | Televisione                          | 1645 Vine Street                     |
| Claire Windsor                  | Cinema                               | 7021 Hollywood Blvd.                 |
| Marie Windsor                   | Cinema                               | 1549 N. Vine Street                  |
| Toby Wing                       | Cinema                               | 6561 Hollywood Blvd.                 |
| Henry Winkler                   | Televisione                          | 623 Hollywood Blvd.                  |
| Irwin Winkler                   | Cinema                               | 6801 Hollywood Blvd.                 |
| Charles Winninger               | Radio                                | 6333 Hollywood Blvd.                 |
| Kate Winslet                    | Cinema                               | 6262 Hollywood Blvd.                 |
| Stan Winston                    | Cinema                               | 6522 Hollywood Blvd.                 |
| Hugo Winterhalter               | Musica                               | 1600 Vine Street                     |
| Jonathan Winters                | Televisione                          | 6290 Hollywood Blvd.                 |
| Shelley Winters                 | Cinema                               | 1752 Vine Street                     |
| Robert Wise                     | Cinema                               | 6340 Hollywood Blvd.                 |
| Jane Withers                    | Cinema                               | 6262 Hollywood Blvd.                 |
| Reese Witherspoon               | Cinema                               | 6119 Hollywood Blvd.                 |
| Dick Wolf                       | Televisione                          | 7040 Hollywood Blvd.                 |
| David L. Wolper                 | Televisione                          | Sunset & Vine                        |
| Stevie Wonder                   | Musica                               | 7050 Hollywood Blvd.                 |
| Anna May Wong                   | Cinema                               | 1708 Vine Street                     |
| Natalie Wood                    | Cinema                               | 7000 Hollywood Blvd.                 |
| Sam Wood                        | Cinema                               | 6714 Hollywood Blvd.                 |
| Donald Woods                    | Televisione                          | 6260 Hollywood Blvd.                 |
| James Woods                     | Cinema                               | 7021 Hollywood Blvd.                 |
| Joanne Woodward                 | Cinema                               | 6801 Hollywood Blvd.                 |
| Woody Woodpecker                | Cinema                               | 7000 Hollywood Blvd.                 |
| Monty Woolley                   | Cinema                               | 6542 Hollywood Blvd.                 |
| Fay Wray                        | Cinema                               | 6349 Hollywood Blvd.                 |
| Teresa Wright                   | Cinema                               | 1680 Vine Street                     |
| Teresa Wright                   | Televisione                          | 6405 Hollywood Blvd.                 |
| Jane Wyatt                      | Televisione                          | 6350 Hollywood Blvd.                 |
| William Wyler                   | Cinema                               | 1731 Vine Street                     |
| Jane Wyman                      | Cinema                               | 6607 Hollywood Blvd.                 |
| Jane Wyman                      | Televisione                          | 1620 Vine Street                     |
| Ed Wynn                         | Cinema                               | 1541 Vine Street                     |
| Ed Wynn                         | Radio                                | 6333 Hollywood Blvd.                 |
| Ed Wynn                         | Televisione                          | 6426 Hollywood Blvd.                 |
| Keenan Wynn                     | Televisione                          | 1515 Vine Street                     |

## X
| Nome          | Categoria | Indirizzo |
| ------------- | --------- | --------- |
| Xavier Cugart | Musica    |           |

## Y
| Nome                | Categoria   | Indirizzo            |
| ------------------- | ----------- | -------------------- |
| "Weird Al" Yankovic | Musica      | 6914 Hollywood Blvd. |
| Trisha Yearwood     | Musica      | 1750 Vine Street     |
| Dwight Yoakam       | Musica      | 7021 Hollywood Blvd. |
| Michael York        | Cinema      | 6385 Hollywood Blvd. |
| Alan Young          | Radio       | 6927 Hollywood Blvd. |
| Carleton G. Young   | Radio       | 6733 Hollywood Blvd. |
| Clara Kimball Young | Cinema      | 6513 Hollywood Blvd. |
| Gig Young           | Televisione | 6821 Hollywood Blvd. |
| Loretta Young       | Cinema      | 6100 Hollywood Blvd. |
| Loretta Young       | Televisione | 6135 Hollywood Blvd. |

| Nome         | Categoria   | Indirizzo            |
| ------------ | ----------- | -------------------- |
| Robert Young | Cinema      | 6933 Hollywood Blvd. |
| Robert Young | Radio       | 1620 Vine Street     |
| Robert Young | Televisione | 6360 Hollywood Blvd. |
| Roland Young | Cinema      | 6523 Hollywood Blvd. |
| Roland Young | Televisione | 6315 Hollywood Blvd. |
| Victor Young | Musica      | 6363 Hollywood Blvd. |

## Z
| Nome              | Categoria   | Indirizzo            |
| ----------------- | ----------- | -------------------- |
| Florian Zabach    | Televisione | 6505 Hollywood Blvd. |
| Darryl F. Zanuck  | Cinema      | 6336 Hollywood Blvd. |
| Richard D. Zanuck | Cinema      | 6915 Hollywood Blvd. |
| Carmen Zapata     | Teatro      | 6357 Hollywood Blvd. |
| Renée Zellweger   | Cinema      | 7000 Hollywood Blvd. |

| Nome                | Categoria   | Indirizzo            |
| ------------------- | ----------- | -------------------- |
| Robert Zemeckis     | Cinema      | 6925 Hollywood Blvd. |
| Efrem Zimbalist Jr. | Televisione | 7095 Hollywood Blvd. |
| Hans Zimmer         | Cinema      | 6908 Hollywood Blvd. |
| Fred Zinnemann      | Cinema      | 6629 Hollywood Blvd. |
| Adolph Zukor        | Cinema      | 1617 Vine Street     |